# União Soviética
```
       [[Categoria:Estados federados extintos|União Soviética, 
1922
]]
```

União Soviética, oficialmente União das Repúblicas Socialistas Soviéticas (URSS), foi um Estado socialista localizado no norte da Eurásia que se estendeu desde os mares Báltico e Negro até o Oceano Pacífico, e que existiu entre 1917/22 e 1991. Uma união de várias repúblicas soviéticas subnacionais, a URSS era governada num regime unipartidário comandado pelo Partido Comunista da União Soviética e tinha como sua capital a cidade de Moscou.
A União Soviética teve suas raízes na Revolução Russa de 1917, que depôs a autocracia imperial. Após a revolta, os bolcheviques, liderados por Vladimir Lenin, derrubaram o governo provisório que tinha sido estabelecido. A República Socialista Federativa Soviética Russa foi então criada e a Guerra Civil Russa começou. O Exército Vermelho entrou em diversos territórios do antigo Império Russo e ajudou os comunistas locais a tomarem o poder. Em 1922, os bolcheviques foram vitoriosos, formando a União Soviética, com a unificação das repúblicas soviéticas da Rússia, Ucrânia, Bielorrússia e Transcaucásia. Após a morte de Lenin em 21 de janeiro de 1924, assumiu o poder a liderança coletiva da troica. Entre o final de agosto e início de setembro, ocorreria um conflito político conhecido como Revolta de Agosto e logo depois, naquele mesmo ano, Josef Stalin chegaria ao poder. Stalin associou a ideologia estatal ao marxismo-leninismo e iniciou um regime de economia planificada. Como resultado, o país passou por um período de rápida industrialização e coletivização, que lançou as bases de apoio para o esforço de guerra posterior e para o domínio soviético após a Segunda Guerra Mundial. No entanto, Stalin reprimiu tanto os membros do Partido Comunista quanto elementos da população através de seu regime autoritário.
No início da Segunda Guerra Mundial, a União Soviética assinou um pacto de não agressão com a Alemanha nazista, inicialmente para evitar um confronto, mas o tratado foi desconsiderado em 1941, quando os nazistas invadiram o território da URSS e deram início ao maior e mais sangrento teatro de guerra da história. As perdas soviéticas durante a guerra foram proporcionalmente as maiores do conflito, devido ao custo para adquirir vantagem sobre as forças das Potências do Eixo em batalhas intensas, como a de Stalingrado, que conduziram os soviéticos pela Europa Oriental até a captura de Berlim em 1945, infligindo a grande maioria das perdas alemãs durante a guerra. Os territórios que a URSS conquistou das forças do Eixo na Europa Central e Oriental posteriormente se tornaram os Estados satélites do Bloco Oriental. Diferenças ideológicas e políticas com os seus homólogos do Bloco Ocidental, que era liderado pelos Estados Unidos, levou à formação de diversos pactos econômicos e militares que culminaram no longo período da Guerra Fria.
Um processo de desestalinização seguiu-se após a morte de Stalin, começando uma era de abertura política e social. Em seguida, a URSS passou a iniciar vários dos mais significativos avanços tecnológicos do século XX, incluindo o lançamento do primeiro satélite artificial e do primeiro voo espacial de um ser humano na história, fatores que criaram a corrida espacial. A crise dos mísseis de Cuba em 1962 marcou um período de extrema tensão entre as duas superpotências, o que foi considerado o mais próximo de um confronto nuclear mútuo. Na década de 1970, houve um relaxamento das relações internacionais, mas as tensões políticas foram retomadas com a invasão soviética do Afeganistão em 1979. A ocupação drenou recursos econômicos e arrastou-se sem alcançar resultados políticos significativos.
Na década de 1980 o último líder soviético, Mikhail Gorbachev, buscou reformar a União com a introdução das políticas glasnost e perestroika em uma tentativa de acabar com o período de estagnação econômica e de democratizar o governo. No entanto, as reformas de Gorbachev levaram ao surgimento de fortes movimentos nacionalistas e separatistas no país. As autoridades centrais então iniciaram um referendo, que foi boicotado pelas repúblicas bálticas e pela Geórgia e que resultou em uma maioria de cidadãos que votaram a favor da preservação da União como uma federação renovada. Em agosto de 1991, uma tentativa de golpe de Estado contra Gorbachev foi feita por membros linha-dura do governo, com a intenção de reverter as reformas. O golpe fracassou e o presidente russo Boris Yeltsin desempenhou um papel de destaque em sua derrota, o que resultou na proibição do Partido Comunista. Em 25 de dezembro de 1991, Gorbachev renunciou e as doze repúblicas restantes surgiram da dissolução da União Soviética como países pós-soviéticos independentes. A Federação Russa, o Estado sucessor da República Socialista Federativa Soviética Russa, assumiu os direitos e obrigações da antiga União Soviética e tornou-se reconhecida como a continuação de sua personalidade jurídica.

## Nomes
A União Soviética também era conhecida como СССР, um acrônimo para União das Repúblicas Socialistas Soviéticas de acordo com seu nome em russo, Союз Советских Социалистических Республик (Soyuz Soviétskikh Sotsialistítchieskikh Respúblik). Apesar de originalmente escrita no alfabeto cirílico, o mundo ocidental acabou por adotá-la como CCCP, "latinizando" as letras. A sigla ficou bastante conhecida no mundo ocidental, devido ao uso do acrônimo em uniformes em competições esportivas e outros objetos, em eventos culturais e tecnológicos ocorridos na URSS, como por exemplo navios, automóveis ou chapéus e capacetes de cosmonautas. Isto também se deve pelo destacamento da União Soviética em tais eventos, o que a fez mais conhecida em todo o mundo. Devido à grande simbologia e a fama que esta sigla trouxe; após a abolição de seu uso, junto com o fim da URSS, a Rússia, durante a gestão de Vladimir Putin, retomou o uso do nome do país, mas desta vez descrito como "Россия" (Rossiya), acompanhando a restauração do hino soviético, da águia bicéfala da Rússia czarista e da reutilização da bandeira com a foice e martelo como símbolo do exército russo.

## História

### Antecedentes

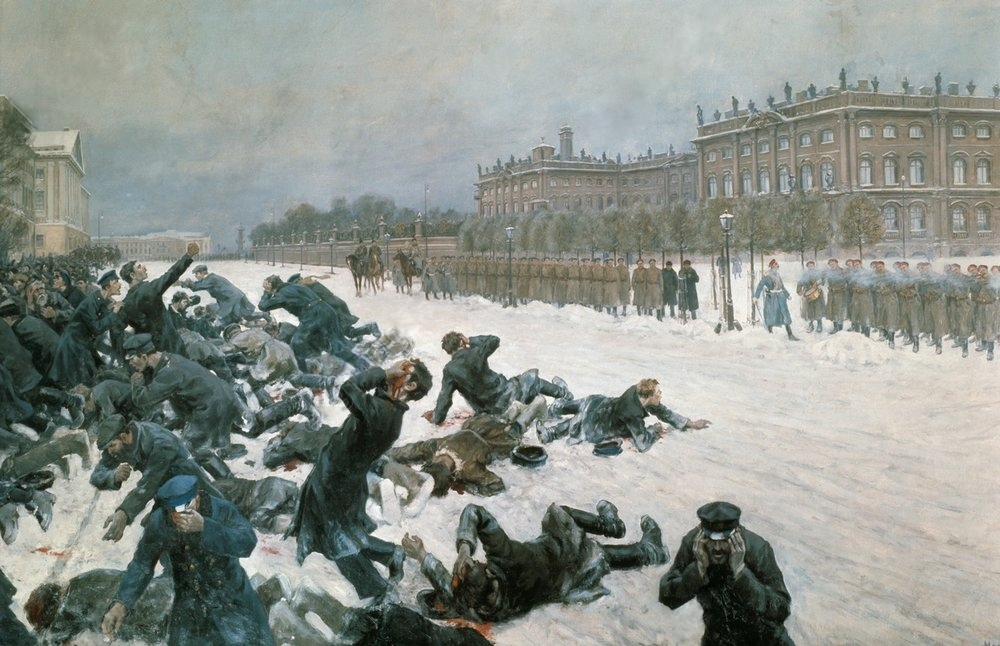
Domingo Sangrento, episódio ocorrido durante a Revolução de 1905 e que acelerou a queda do Império Russo.

O final do século XIX viu o surgimento de vários movimentos socialistas na Rússia czarista. Alexandre II foi assassinado em 1881 por terroristas revolucionários e o reinado de seu filho, Alexandre III (1881–1894), foi menos liberal, porém mais tranquilo. O último imperador russo, Nicolau II (1894–1917), foi incapaz de evitar os acontecimentos da Revolução Russa de 1905, desencadeada pela mal-sucedida Guerra Russo-Japonesa e pelo incidente conhecido como Domingo Sangrento.
O levante foi controlado, mas o governo foi forçado a admitir grandes reformas, incluindo a concessão das liberdades de expressão e de reunião, a legalização dos partidos políticos, bem como a criação de um órgão legislativo eleito, a Duma do Império Russo. Essas medidas surtiram escasso efeito, visto que os partidos eram sistematicamente vigiados e a Duma era controlada pela aristocracia e pelo czar, que podia dissolvê-la a qualquer momento. Até 1905, o sistema político da Rússia czarista não possuía partidos políticos, com todo o poder concentrado nas mãos do imperador. Destaca-se que estas mudanças, embora significativas sob o ponto de vista político, não alteravam o quadro social da maior parte da população russa. A migração para a Sibéria aumentou rapidamente no início do século XX, particularmente durante a reforma agrária Stolypin. Entre 1906 e 1914, mais de quatro milhões de colonos chegaram àquela região.
Em 1914, o Império Russo entrou na Primeira Guerra Mundial, em resposta à declaração de guerra do Império Austro-Húngaro contra a Sérvia, que era aliada dos russos, e lutou em várias frentes ao mesmo tempo, isolada de seus aliados da Tríplice Entente. Em 1916, a Ofensiva Brusilov do Exército Russo quase destruiu completamente as forças militares da Áustria-Hungria. No entanto, a já existente desconfiança da população com o regime imperial foi aprofundada pelo aumento dos custos da guerra, muitas baixas e pelos rumores de corrupção e traição. Tudo isso formou o clima para a Revolução Russa de 1917, realizada em dois atos principais.

### Revolução e fundação

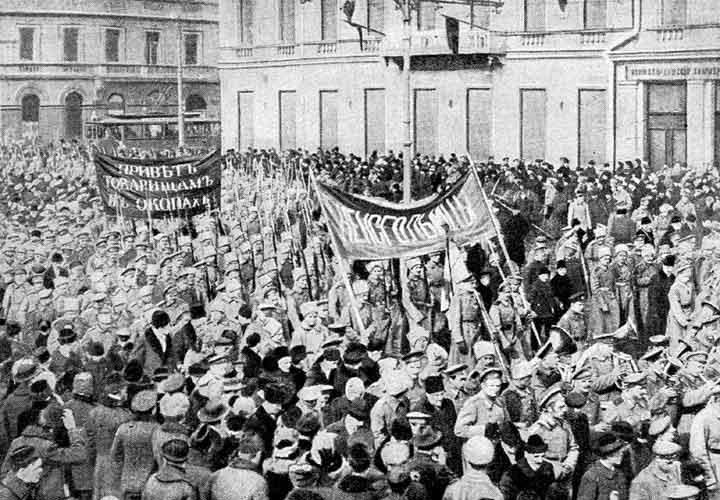
Soldados protestando em Petrogrado, fevereiro de 1917.

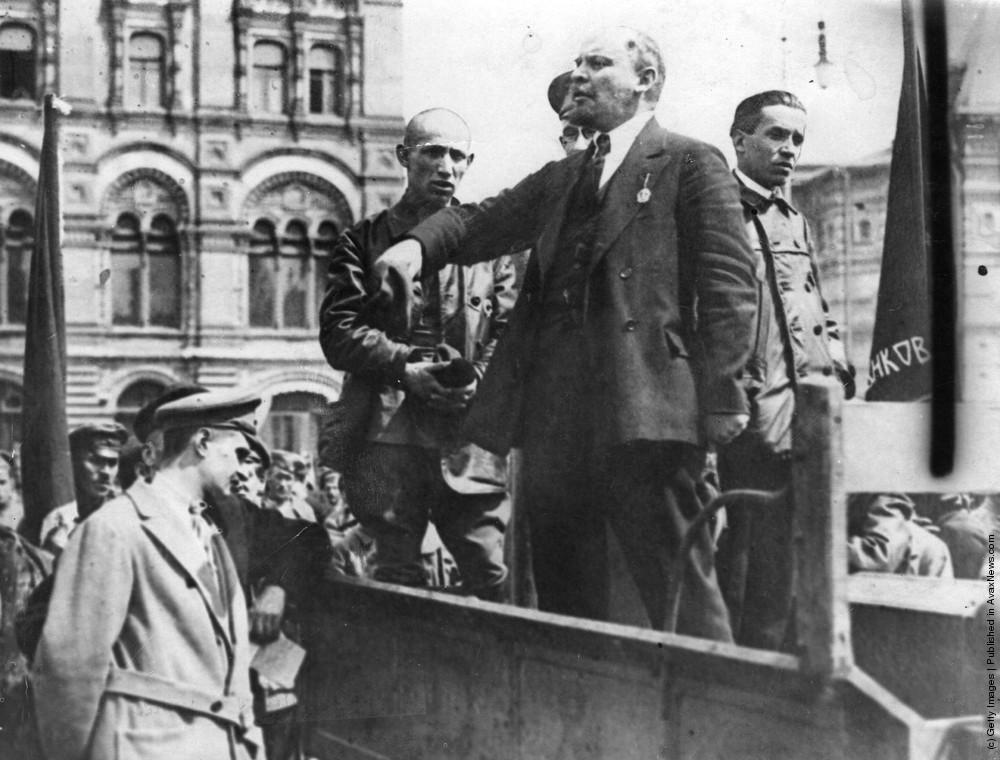
Vladimir Lenin, o líder da Revolução de Outubro (também conhecida como Revolução Bolchevique).

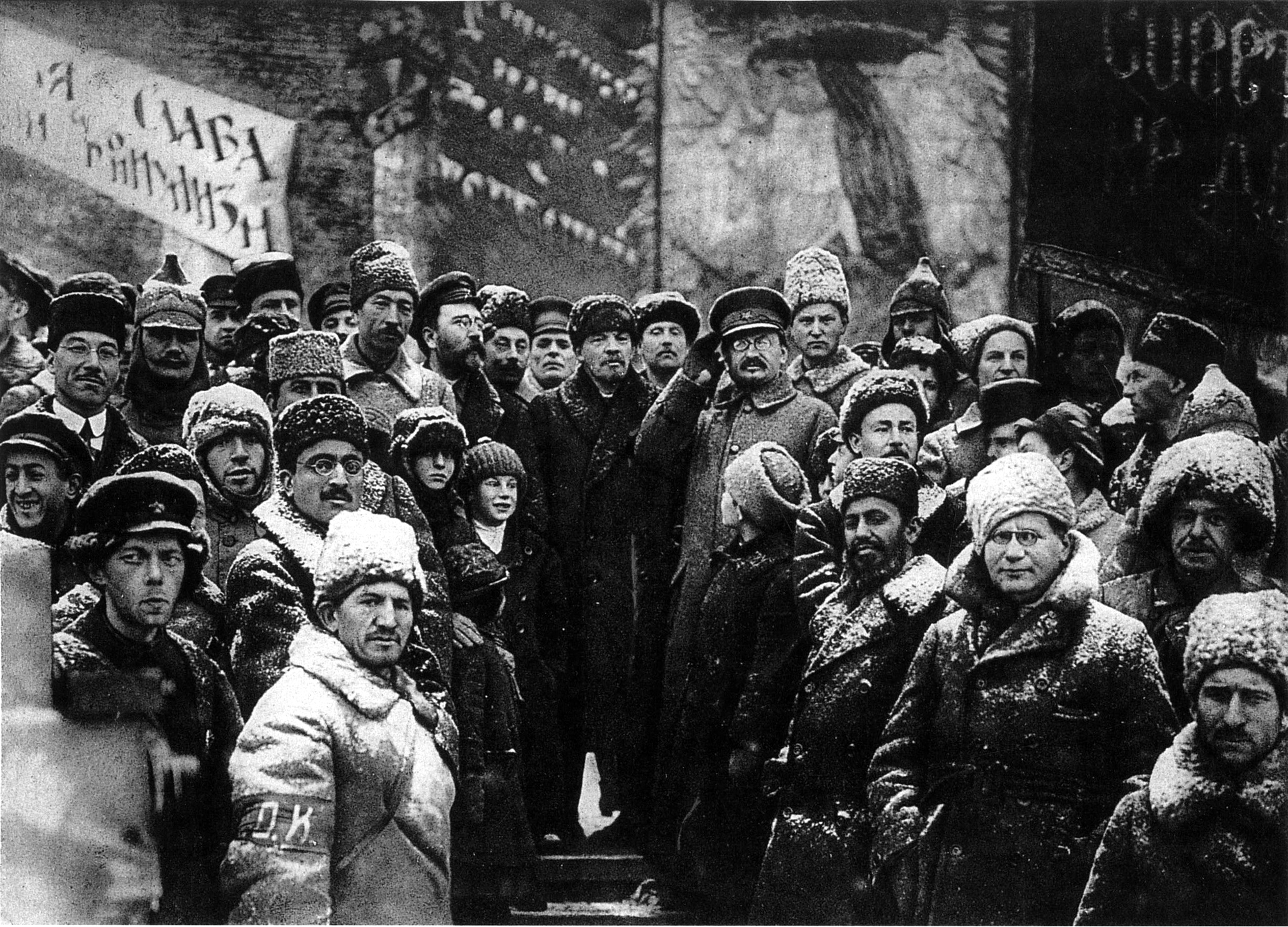
Lenin, Trotsky e Kamenev celebrando o segundo aniversário da Revolução de Outubro.

Apesar da Rússia, na época, ser um dos países mais poderosos do mundo em termos militares, apenas uma fina parte da população, os nobres, tinham boas condições de vida. Os camponeses eram terrivelmente pobres e trabalhavam de sol-a-sol os seus terrenos sem poder possuí-los. As sucessivas derrotas em várias guerras e batalhas durante a Primeira Guerra Mundial e o descontentamento geral da população fizeram com que a economia interna começasse a deteriorar-se. Nesta ocasião, emergem com força os sovietes e o Partido Operário Social-Democrata Russo, fundado em 1898, e posteriormente dividido entre os mencheviques e os bolcheviques, dois termos análogos a minoria (меньше) e maioria (больше), em russo.
Este quadro político-social foi profundamente alterado pela deflagração da Primeira Guerra Mundial. A Revolução de Fevereiro de 1917 caracterizou a primeira fase da Revolução Russa. A consequência imediata foi a abdicação do czar Nicolau II. Ela ocorreu como resultado da insatisfação popular com a autocracia czarista e com a participação negativa do país na Primeira Guerra Mundial. Ela levou à transferência de poder do czar para um regime republicano, surgido da aliança entre liberais e socialistas que pretendiam conduzir reformas políticas.
As mudanças propostas pelos mencheviques, que haviam liderado a Revolução de Fevereiro, não alteraram o quadro social, pois o país continuava a sofrer grandes perdas em função da participação na Guerra. A insatisfação social, aliada à atuação dos bolcheviques, fez eclodir a Revolução de Outubro. O marco desta revolução foi a invasão do Palácio de Inverno pelos revolucionários. A Revolução de Outubro foi liderada por Vladimir Lênin, tornando-se a primeira revolução socialista do século XX.
A saída da Rússia da Primeira Guerra Mundial, o desejo da volta do poder da então elite russa e o medo de que o ideário comunista poderia propagar-se pela Europa e eventualmente pelo mundo, fez eclodir a Guerra Civil Russa, que contou com a participação de diversas nações. O então primeiro-ministro francês, George Clemenceau, criou a expressão Cordão Sanitário, com o intuito de isolar a Rússia bolchevique do restante do mundo. O idealismo bolchevique propagado para a população mais pobre foi o fator decisivo para a vitória dos partidários de Lênin.
Após a Revolução de Outubro, uma guerra civil eclodiu entre o Exército Branco, que era anticomunista, e o novo regime soviético com o seu Exército Vermelho. A Rússia bolchevista perdeu seus territórios ucranianos, poloneses, bálticos e finlandeses ao assinar o Tratado de Brest-Litovsk, que acabou com as hostilidades com as Potências Centrais da Primeira Guerra Mundial. As potências aliadas lançaram uma intervenção militar mal-sucedida em apoio de forças anticomunistas. Entretanto tanto os bolcheviques quanto o movimento branco realizaram campanhas de deportações e execuções contra os outros, episódio que ficou conhecido, respectivamente, como Terror Vermelho e Terror Branco. Até o final da guerra civil russa, a economia e a infraestrutura do país foram profundamente danificadas. Milhões de membros do movimento branco emigraram, enquanto a fome russa de 1921 matou cerca de 5 milhões de pessoas.
A República Socialista Federativa Soviética Russa em conjunto com as Repúblicas Socialistas Soviéticas da Ucrânia, Bielorrússia e Transcaucásia, formaram a União das Repúblicas Socialistas Soviéticas (URSS), ou simplesmente União Soviética, em 30 de dezembro de 1922. A República Socialista Russa era a maior e mais populosa das 15 repúblicas que compunham a URSS, e dominou a união durante toda a sua existência de 69 anos.
Após a morte de Lenin, em 1924, uma troika foi designada para governar a União Soviética. No entanto, Josef Stalin, o então secretário-geral do Partido Comunista, conseguiu suprimir todos os grupos de oposição dentro do partido e consolidar o poder em suas mãos. Leon Trotsky, o principal defensor da revolução mundial, foi exilado da União Soviética em 1929 e a ideia de Stalin de "socialismo em um só país" tornou-se a linha principal. A contínua luta interna no Partido Bolchevique culminou no Grande Expurgo, um período de repressão em massa entre 1937 e 1938, durante a qual centenas de milhares de pessoas foram executadas, incluindo os membros e líderes militares originais do partido, que foram acusados de golpe de Estado.
A oposição Stalin-Trotsky ia além de um conflito pessoal pelo poder, refletia em duas concepções diferentes do desenvolvimento do socialismo, que foi resolvido em favor de Stalin, com o apoio de Zinoviev e Kamenev. Marginalizado Trotsky (janeiro de 1925) a construção do "socialismo em um só país", liderado por Stalin exigia a eliminação de adversários da esquerda e da direita, e à existência no Komintern de uma estratégia internacional que seria compatível com os interesses do movimento comunista na União Soviética. Após ser derrotado em sua posição, Trotsky foi forçado ao exílio no México, para ser morto em 1940 por Ramón Mercader, um agente hispano-soviético.

### Era Stalin

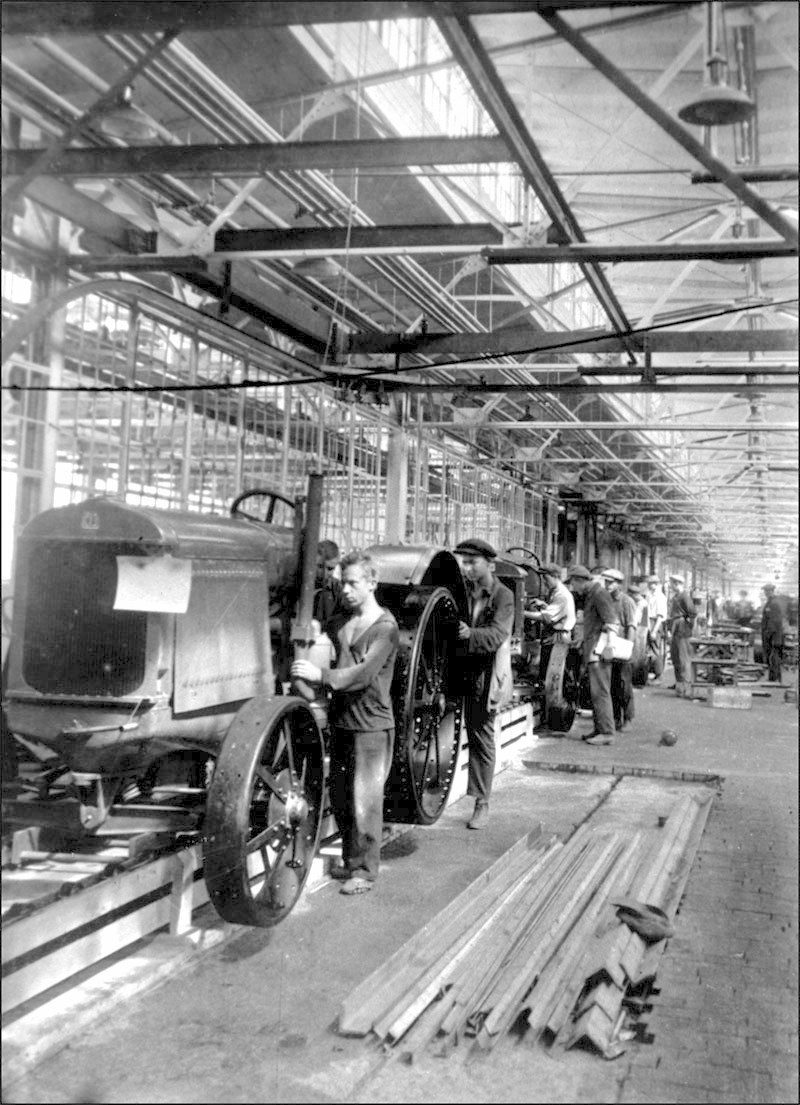
O país passou por um rápido processo de industrialização durante o governo de Josef Stalin. Na imagem, a Fábrica de Tratores de Volgogrado em 1930.

A União Soviética entre os anos de 1927 e 1953 foi governada por Josef Stalin (a chamada era Stalin). Muitas vezes a URSS foi descrita como um estado totalitário, modelado por um líder que tinha todos os poderes, e que buscava reformar a sociedade soviética, com planejamento econômico agressivo, em especial, com uma varredura da coletivização da agricultura e do desenvolvimento do poder industrial. Ele também construiu uma enorme burocracia, o que sem dúvida foi responsável por milhões de mortes como resultado de vários expurgos e esforços de coletivização. Durante seu tempo como líder da URSS, Stalin fez uso frequente de sua polícia secreta, gulags e poder quase ilimitado, para remodelar a sociedade soviética, isso demonstra o total desconhecido, por parte de muitos, sobre a URSS e seu líder, visto que a constituição de 1936 foi a mais democrática da história do país e os gulags possuíam trabalho remunerado. A subida ao poder definitivo de Joseph Stalin, como secretário-geral do Partido Comunista da União Soviética ou Gensek entre 1927 e 1929, marcou o início de uma transformação radical da sociedade soviética. Em alguns anos, a face da União Soviética mudou radicalmente pela coletivização de terras e pela rápida industrialização realizada pelos muitos ambiciosos planos quinquenais.
Sob a liderança de Stalin, o governo lançou promoveu uma economia planificada, a industrialização do país, que em grande parte ainda era basicamente rural, e a coletivização da agricultura. Durante este período de rápida mudança econômica e social, milhões de pessoas foram enviadas para campos de trabalho forçado, incluindo muitos presos políticos que se opunham ao governo de Stalin, além de milhões que foram deportados e exilados para áreas remotas da União Soviética. A desorganizada transição agrícola do país, combinada com duras políticas estatais e uma seca, levou à fome soviética de 1932–1933. A União Soviética, embora a um preço muito alto, foi transformada de uma economia agrária para uma grande potência industrial em um pequeno espaço de tempo.
O planejamento e o trabalho agrícola em 1932 aconteceram em condições muito piores do que em 1931, com graves carências e fomes em muitas áreas. Para fazer frente a essas carências, as leis de maio de 1932 legalizaram o comércio privado (após três anos de incerteza) e houve um relaxamento das políticas. No entanto, os agricultores não realizaram seus planos de plantio e a colheita foi ainda menor do que em 1931 devido a uma mistura complexa de desastres naturais e manejo deficiente. Os líderes soviéticos se recusaram a acreditar que outro desastre como 1931 poderia acontecer novamente e continuaram com um plano de compra moderadamente reduzido. A implementação deste plano provocou uma luta feroz entre o regime e os camponeses, juntamente com um declínio catastrófico no fornecimento de alimentos para as cidades.

No início de 1933, as autoridades em todos os níveis estavam recebendo relatos constantes de fome em massa. Os camponeses estavam fugindo de suas casas em busca de alimentos e sobrevivência, e as autoridades promulgaram várias outras leis para impedir este movimento, incluindo sanções severas para forçar os camponeses das regiões produtoras de grãos do sul mais duramente atingidas pela fome a voltar para casa. O regime se comprometeu a planejar e orientar o trabalho agrícola fornecendo assistência considerável, mas insuficiente, com alimentos, sementes e forragem, e despachou mais de 20 000 trabalhadores industriais, todos membros do Partido Comunista, para eliminar a oposição nas fazendas coletivas e mobilizá-los para o ano. O resultado, apesar das condições horríveis, foi uma colheita muito bem-sucedida em 1933 que acabou com a fome na maioria das áreas.
| |  | |
| Prisioneiros de gulags em regime de trabalho forçado durante a construção do canal do Mar Branco, em 1932. |  | Transeuntes e o cadáver de um homem em uma rua de Carcóvia, na Ucrânia Soviética, durante o Holodomor, parte da fome soviética de 1932–1933. |

Mesmo com o processo de coletivização já praticamente completo na Ucrânia, Stalin anunciou que a batalha contra os kulaks ainda não estava ganha — os kulaks haviam sido "derrotados, mas ainda não exterminados." Dado que, a essa altura, qualquer pessoa que por qualquer definição cabível pudesse ser classificada como um kulak já havia sido expulsa, morta ou enviada para prisões, essa nova etapa da campanha soviética na Ucrânia teria o objetivo de aterrorizar os camponeses comuns.
Stalin começou estipulando metas de produção e entrega de cereais, exageradamente altas. O não cumprimento das exigências era considerado um ato de deliberada sabotagem. Após algum tempo, e com a produção e entrega inevitavelmente abaixo da meta, Stalin determinou que seus ativistas confiscassem dos camponeses todo o volume de cereais necessário para alcançar as metas estipuladas. As pessoas eram sentenciadas a dez anos de prisão e a trabalhos forçados pelo simples fato de colherem batatas, ou até mesmo por colher espigas de milho nos pedaços de terra privada que elas podiam gerir. Normalmente é dito que o número de ucranianos mortos na fome de 1932–33 foi de cinco milhões. De acordo com Robert Conquest, se acrescentarmos outras catástrofes ocorridas com camponeses entre 1930 e 1937, incluindo-se aí um enorme número de deportações de supostos kulaks, o grande total é elevado para 14,5 milhões de mortes.

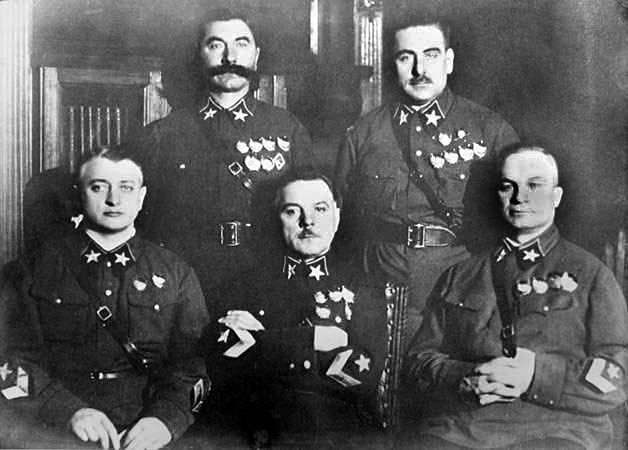
Os cinco marechais soviéticos, em 1935: Tukhachevsky, Budyonny, Voroshilov, Blyukher e Yegorov. Destes, apenas Voroshilov e Budyonny sobreviveram ao Grande Expurgo (1936–1938).

No ano de 1936, o regime de Josef Stalin expulsou ou executou um número considerável de membros do partido, entre eles muitos dos seus opositores, nos atos que ficaram conhecidos como os "Grandes Expurgos" (ver: repressão política na União Soviética). Apesar de tudo, eles acreditavam que este seria o caminho para o comunismo, mas o rumo dessa forma social já estava traçado de forma totalmente distinta do que Karl Marx e Lenin pensavam, não mais sendo uma forma voltada para a dissolução do próprio Estado e das classes sociais, mas agora, o regime sob o comando de Josef Stalin, já era uma forma social voltada para a cristalização (a ideia de socialismo dentro de um só país).
Entre as coisas que foram feitas com esse efeito contam-se as nacionalizações e a aniquilação física da classe burguesa que o NEP havia recriado, com recurso aos gulags (campos de trabalho na Sibéria). Alguns teóricos criticam esta forma que Stalin utilizou para liquidar a propriedade privada, por não concordarem com ela, e por acharem que ela só mancha a imagem do comunismo perante o mundo pois o mesmo efeito poderia ter sido obtido sem a aniquilação física daquela classe. O desastre e a truculência autoritária das políticas stalinistas contribuíram muito para a deturpação do conceito criado por Marx, de ditadura do proletariado. Após as nacionalizações, a economia foi planificada, de modo a que esta pudesse tirar proveito da sua nacionalização. De 5 em 5 anos passou-se a realizar planos quinquenais, nos quais se decidiam que fundos seriam aplicados e em que áreas.

#### Segunda Guerra Mundial

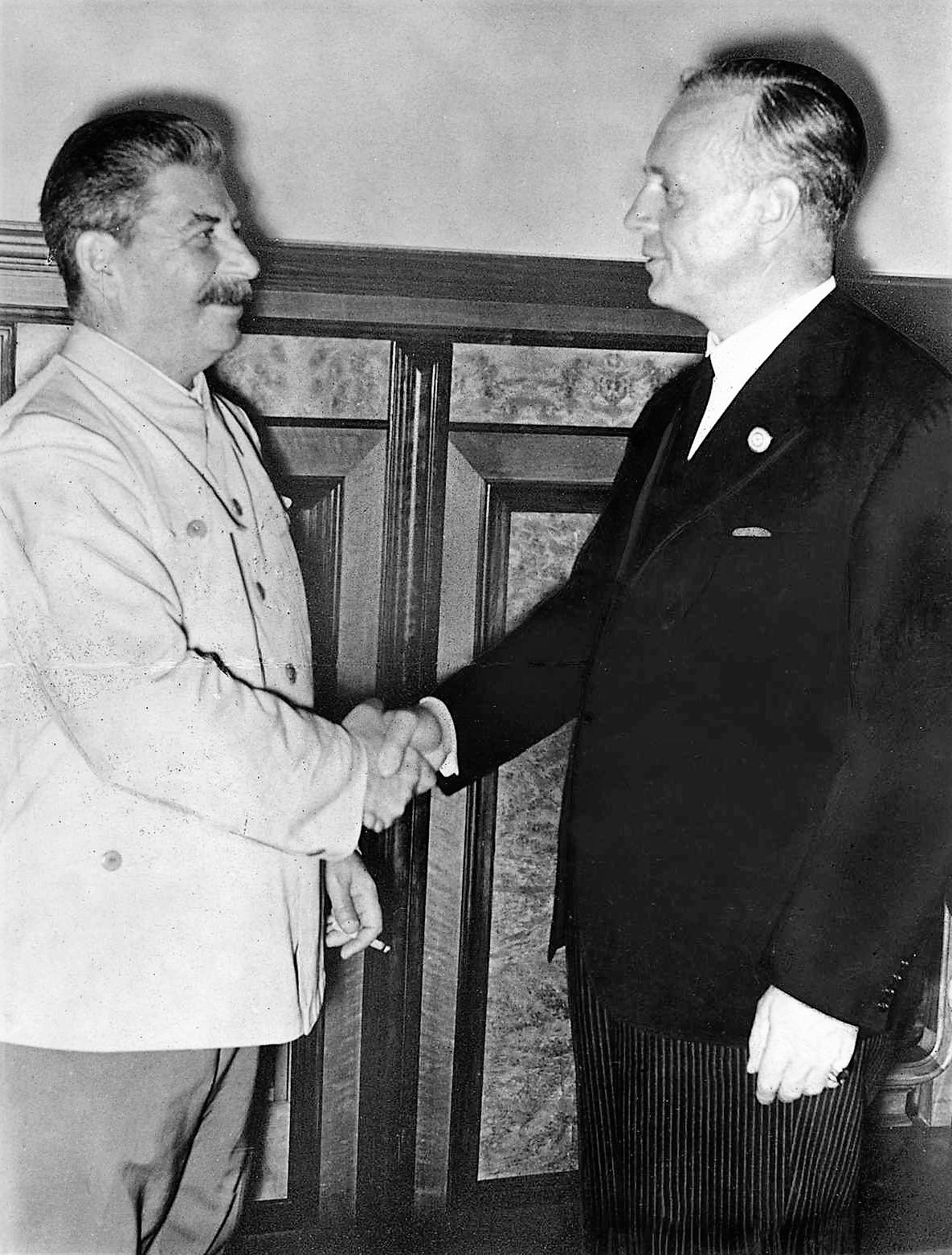
Stalin e Ribbentrop apertando as mãos após a assinatura do Pacto Nazi–Soviético, um tratado de não agressão entre a Alemanha Nazista e a URSS, em 23 de agosto de 1939.

A política de apaziguamento promovida pelo Reino Unido e França sobre a anexação da Áustria e a invasão da Tchecoslováquia ampliou o poder da Alemanha nazista e colocou uma ameaça de guerra entre o regime de Adolf Hitler e a União Soviética. Na mesma época, o Terceiro Reich aliou-se ao Império do Japão, um rival dos soviéticos no Extremo Oriente e um inimigo declarado da URSS nas guerras de fronteira soviético-japonesas entre 1938 e 1939.
Em agosto de 1939, após outro fracasso nas tentativas de estabelecer uma aliança antinazista com os britânicos e franceses, o governo soviético decidiu melhorar suas relações com os nazistas através da celebração do Pacto Molotov-Ribbentrop, prometendo a não agressão entre os dois países e dividindo suas esferas de influência na Europa Oriental.
Enquanto Hitler invadiu a Polônia e a França e outros países atuavam em uma frente única no início da Segunda Guerra Mundial, a URSS foi capaz de construir o seu exército e recuperar alguns dos antigos territórios do Império Russo, como resultado da invasão soviética da Polônia, da Guerra de Inverno e da ocupação dos países bálticos. Em 22 de junho de 1941, a Alemanha nazista rompeu o tratado de não agressão e invadiu a União Soviética, com a maior e mais poderosa força de invasão na história humana e a abertura do maior teatro da Segunda Guerra Mundial.
Embora o exército alemão tenha tido um considerável sucesso no início da invasão, o ataque foi interrompido na Batalha de Moscou. Posteriormente, os alemães sofreram grandes derrotas na Batalha de Stalingrado, no inverno entre 1942 e 1943, e, em seguida, na Batalha de Kursk, no verão de 1943. Outra falha alemã foi o Cerco de Leningrado, em que a cidade foi totalmente bloqueada por terra entre 1941 e 1944 por forças alemãs e finlandesas, e sofreu uma crise de fome que matou mais de um milhão de pessoas, mas nunca se rendeu.

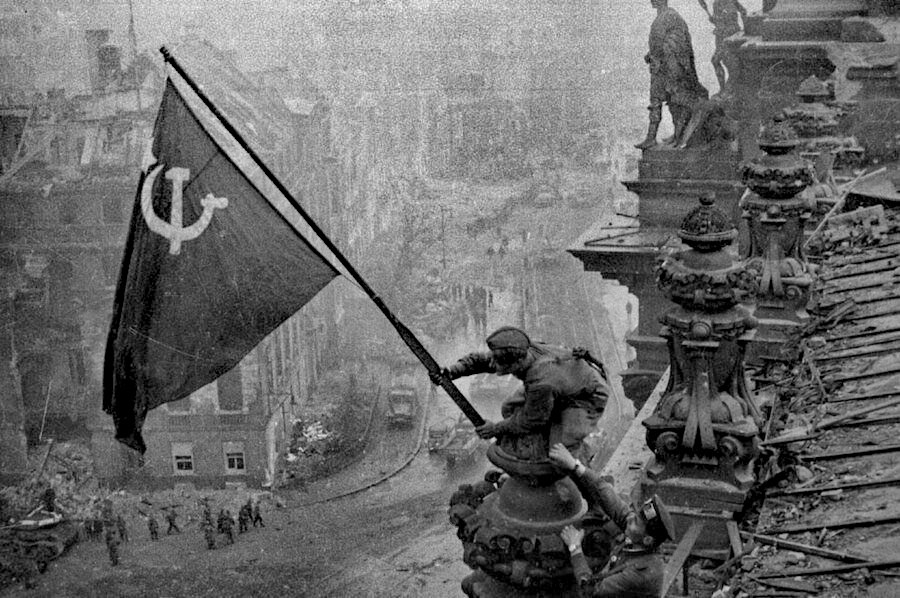
Fotografia "Erguendo a bandeira da Vitória sobre o Reichstag", tirada em 2 de maio de 1945 por Yevgeny Khaldei, durante a Batalha de Berlim, na Segunda Guerra Mundial. A imagem mostra uma tropa soviética a levantar uma bandeira soviética sobre o Palácio do Reichstag.

Sob a administração de Stalin e a liderança de comandantes como Gueorgui Jukov e Konstantin Rokossovsky, as forças soviéticas chegaram à Europa Oriental entre 1944 e 1945 e tomaram Berlim em maio de 1945. Em agosto de 1945, o exército soviético venceu os japoneses em Manchukuo, na China, e na Coreia do Norte, contribuindo para a vitória dos Aliados sobre o Japão Imperial.
O período da Segunda Guerra Mundial (1941–1945) é conhecido na Rússia como a Grande Guerra Patriótica. Durante este conflito, que incluiu muitas das operações de combate mais letais da história da humanidade, as mortes de civis e militares soviéticos foram 10,6 milhões e 15,9 milhões, respectivamente, representando cerca de um terço de todas as vítimas de todo o conflito.
A perda demográfica total dos povos soviéticos foi ainda maior. A economia e a infraestrutura soviéticas sofreram uma devastação massiva, mas a URSS emergiu como uma superpotência militar reconhecida após o fim da guerra.
O Exército Vermelho ocupou a Europa Oriental depois da guerra, incluindo a Alemanha Oriental. Governos socialistas dependentes dos soviéticos foram instalados em Estados fantoches no chamado Bloco do Leste. Ao tornar-se a segunda potência nuclear do mundo, a União Soviética criou a aliança do Pacto de Varsóvia e entrou em uma luta pela dominação global com os Estados Unidos e a Organização do Tratado do Atlântico Norte (OTAN), período conhecido como Guerra Fria.

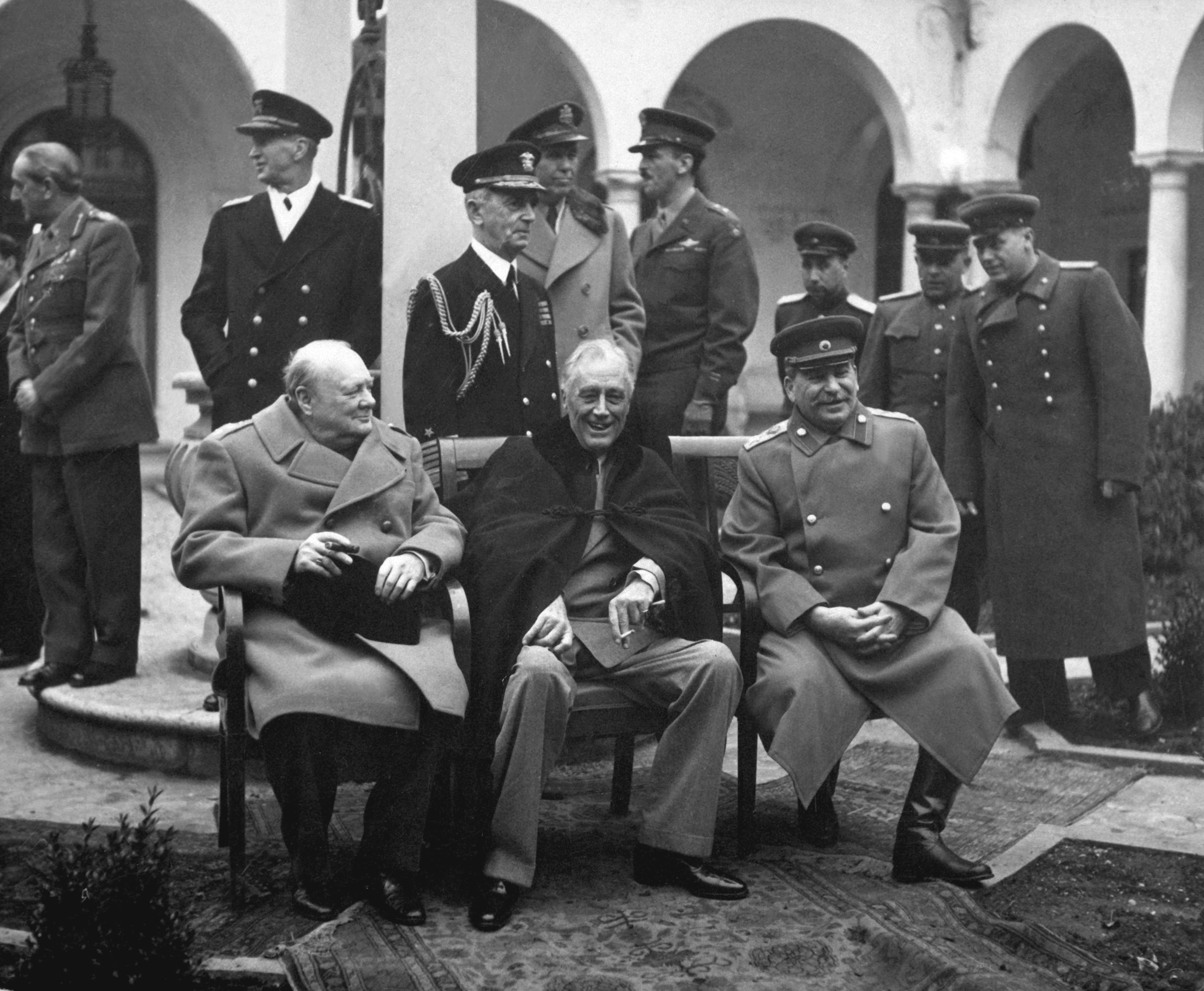
Conferência de Ialta em fevereiro de 1945, com Winston Churchill, Franklin D. Roosevelt e Josef Stalin.

A União Soviética apoiou movimentos revolucionários em todo o mundo, inclusive na recém-formada República Popular da China, na República Popular Democrática da Coreia e, mais tarde, na República de Cuba. Quantidades significativas de recursos soviéticos foram alocados em ajuda para os outros Estados socialistas.

#### Guerra Fria

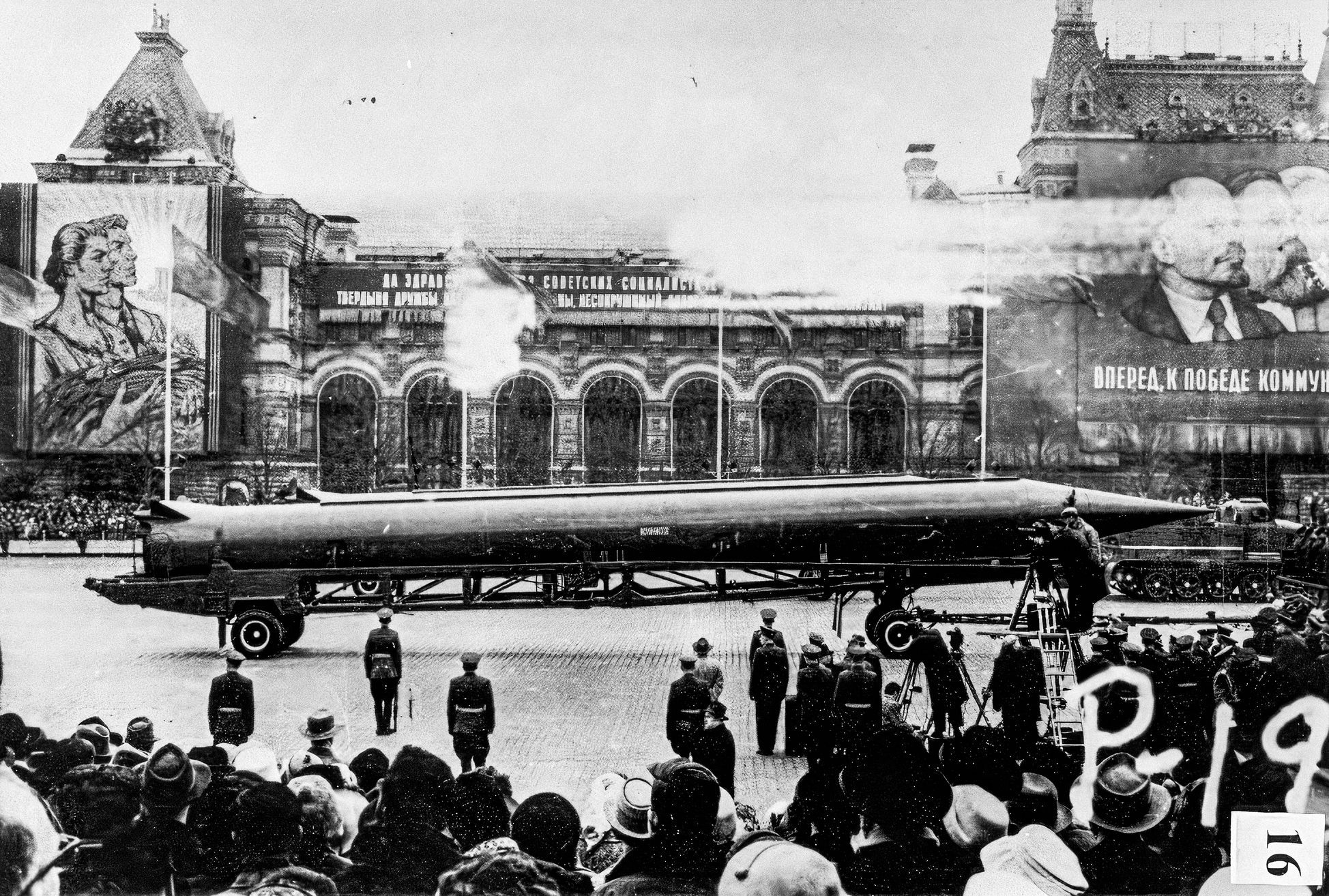
R-12 (designação SS-4), um MBMA projetado para carregar artefatos nucleares, em parada militar na Praça Vermelha (1959–1962).

Com o fim da Segunda Guerra Mundial, os países europeus estavam semidestruídos e sem recursos para se reconstruírem sozinhos, com isso as superpotências resolveram ajudar cada um de seus aliados, com objetivo de não perderem áreas de influência.
Os Estados Unidos propõem a criação de um amplo plano econômico, o Plano Marshall, que se tratava da concessão de uma série de empréstimos a baixos juros e investimentos públicos para facilitar o fim da crise na Europa Ocidental e repelir a ameaça do socialismo entre a população descontente.
A União Soviética propôs-se a ajudar seus países aliados, com a criação do Conselho para Assistência Econômica Mútua (COMECON). O COMECON fora proposto como maneira de impedir os países-satélites da União Soviética de demonstrar interesse no Plano Marshall, e não abandonarem a esfera de influência de Moscou.
Em 1949 os Estados Unidos e o Canadá, juntamente com a maioria da Europa ocidental, criaram a Organização do Tratado do Atlântico Norte (OTAN), uma aliança militar com o objetivo de proteção internacional em caso de um suposto ataque dos países do leste europeu.
Em resposta à OTAN, a URSS firmou entre ela e seus aliados o Pacto de Varsóvia (1955) para unir forças militares da Europa Oriental. Logo as alianças militares estavam em pleno funcionamento, e qualquer conflito entre dois países integrantes poderia ocasionar uma guerra nunca vista antes. Durante este período, a maior parte dos conflitos locais, guerras civis ou guerras interestatais foi intensificado pela polarização entre Estados Unidos e URSS (ver: guerra por procuração) e o sistema socialista soviético foi expandido pelo mundo.

### Era Khrushchov

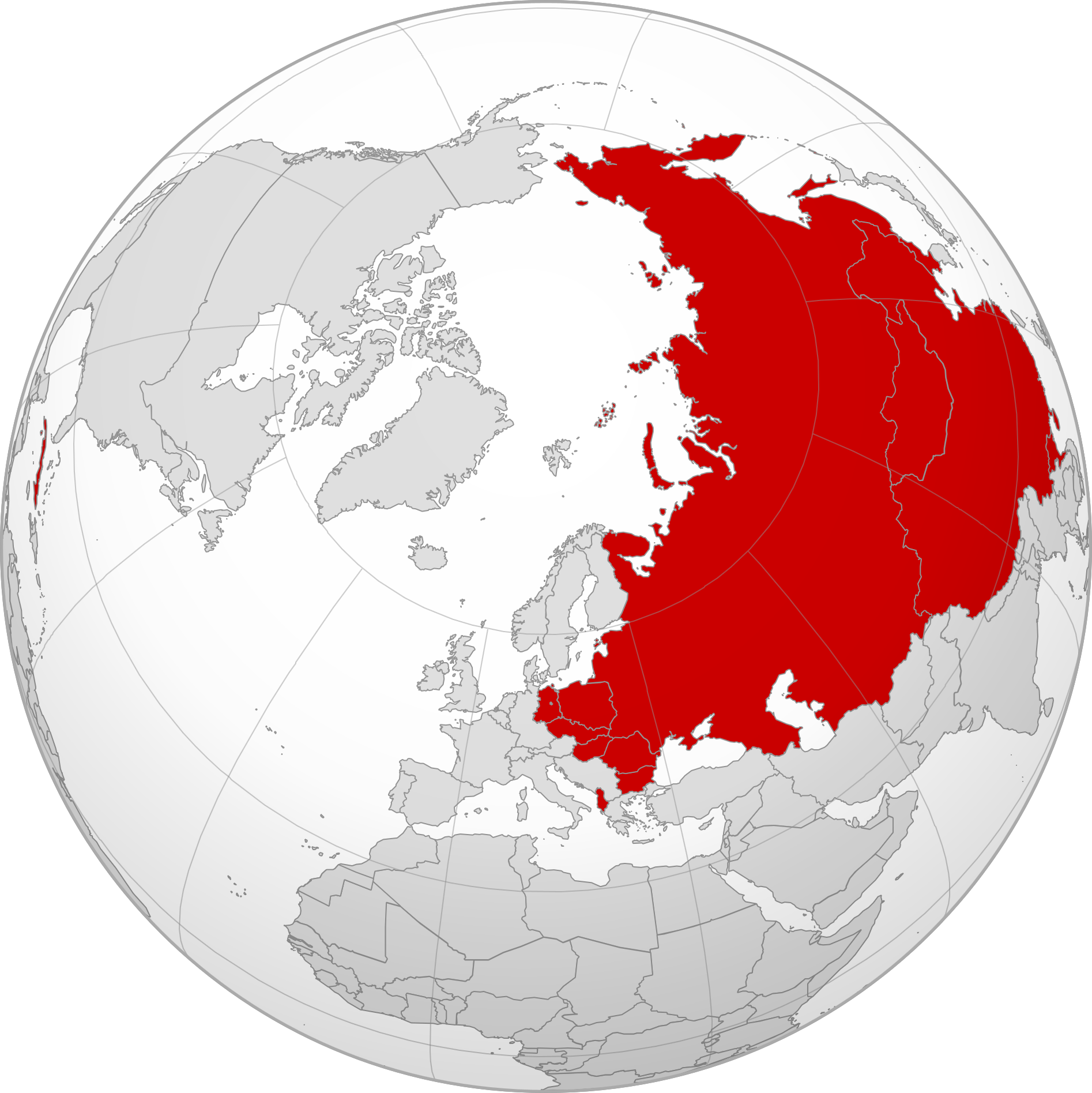
A extensão máxima territorial dos países do mundo sob a influência soviética, depois da Revolução Cubana de 1959 e antes da cisão sino-soviética de 1961, o chamado "Império Soviético" do período da Guerra Fria.

Stalin morreu em 5 de março de 1953, deixando um vazio de poder que levou a uma disputa interna no PCUS (Partido Comunista da União Soviética) pela liderança, entre Malenkov, Beria, Molotov e Khrushchov — este último vencedor. Como sucessor de Stalin, Khrushchov empreendeu uma política de denunciar os abusos do seu antecessor. Durante o Congresso de 1956 do PCUS, Khrushchov divulgou uma série de crimes de Stalin (ver: Discurso secreto), renegando a herança do estalinismo, estabelecendo, assim, uma nova postura e criando um novo paradigma liberal para o comunismo internacional. A propaganda capitalista se utilizou muito dos argumentos engendrados por Khrushchov para fazer frente à URSS.
Nesta era, houve a libertação de todos prisioneiros políticos dos gulags, um esforço sem precedentes foi realizado para a produção de bens de consumo, e também realizou numerosas reformas, muitas vezes citadas como precipitadas ou contraditórias, também esteve presente o Discurso secreto de Nikita Khrushchov, criticando o regime stalinista, e revelando os crimes de Stalin, e seus cultos à personalidade.
Não existe consenso quanto à contagem de vítimas do stalinismo (ver: Crimes contra a humanidade sob regimes comunistas). Determinadas estatísticas afirmam que entre 20 e 35 milhões de soviéticos morreram por fome, frio ou executados em campos de concentração ou de trabalhos forçados durante a época de Stalin.
No plano externo, ele se utilizou da chamada, Coexistência pacífica, que afirmava que o bloco comunista poderia coexistir pacificamente com os Estados capitalistas. Esta teoria foi contrária ao princípio que o comunismo e o capitalismo eram antagônicos e nunca poderiam existir em paz. A União Soviética aplicou-a às relações entre o mundo ocidental e, em particular, com os Estados Unidos, os países da OTAN e as nações do Pacto de Varsóvia.
Isso repercutiu amplamente nos países socialistas da Europa Oriental (em 1956 ocorreria a Revolução Húngara que visava por fim ao aparato repressivo do regime stalinista, mas que logo foi esmagado com a intervenção da URSS), e na China com a ruptura sino-soviética nas décadas de 1950 e 1960. Durante os anos 1960 e início dos anos 1970, a República Popular da China, sob a liderança de seu fundador, Mao Tse-tung, que alegou que a atitude beligerante deveria ser mantida para os países capitalistas e, por isso, inicialmente rejeitou a coexistência pacífica considerando-a como revisionismo da teoria marxista.

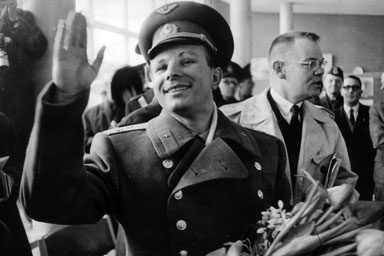
Iuri Gagarin, o primeiro humano a viajar pelo espaço.

Como resultado da guerra fria, a União Soviética viu-se envolvida em uma corrida pela conquista do espaço com os Estados Unidos. O programa espacial soviético começou com uma grande vantagem sobre o dos Estados Unidos. Devido a problemas técnicos para fabricar ogivas nucleares mais leves, os mísseis lançadores intercontinentais da URSS eram imensos e potentes se comparados com seus similares estadunidenses. Logo, os foguetes para seu programa espacial já estavam prontos como resultado do esforço militar soviético resultante da guerra fria. Assim, na época em que a Sputnik foi lançada, a capacidade de lançamento da URSS era de 500 kg, enquanto a dos Estados Unidos era de 5 kg. A União Soviética foi a nação que tomou a dianteira na exploração espacial ao enviar o primeiro satélite artificial, o Sputnik 1, e o primeiro homem ao espaço, Yuri Gagarin. Grande parte dos feitos espaciais da União Soviética devem-se ao talento do engenheiro de foguetes Sergei Korolev, o engenheiro-chefe do programa espacial soviético, que convenceu o líder Nikita Kruschov da importância da conquista do espaço.
No âmbito econômico, um esforço sem precedentes foi realizado para a produção de bens de consumo, e também realizou numerosas reformas na agricultura soviética. Mesmo não obtendo o resultado esperado. Por tais medidas precipitadas e contraditórias, Khrushchov é deposto pelo Politburo.

### Era Brejnev

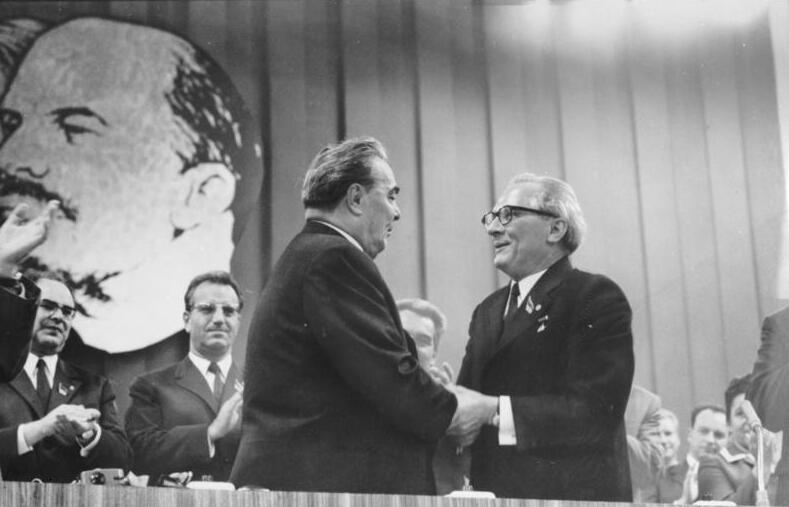
Brejnev e Erich Honecker, então presidente da Alemanha Oriental, em 1971.

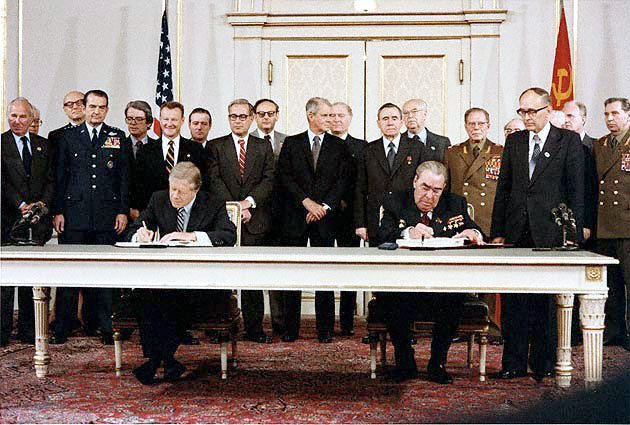
Presidentes Leonid Brezhnev e Jimmy Carter assinam os tratados de SALT II em Viena em 18 de junho de 1979.

Leonid Brejnev toma a União Soviética em uma difícil situação após a gestão contraditória de Khrushchov, com os países mais próximos em meio à instabilidade, uma situação tensa com a República Popular da China, relações inconstantes, ora apocalípticas, ora amistosas com os Estados Unidos, a resistência da Iugoslávia ao Pacto de Varsóvia e uma divisão política dentro do partido.
A deposição de Khrushchov e a posse de Leonid Brejnev representaram a volta do poder mais conservador no poder do partido, incluindo a burocracia que controlava a União Soviética na época de Josef Stalin, mas que rachou-se por Khrushchov, em meio às suas medidas revisionistas.
Brejnev desenvolveu a política da Teoria da Soberania Limitada, que pretendia manter a União Soviética como eixo socialista no mundo, com as demais nações alinhadas a Moscou. Esta política era caracterizada stalinista por manter a hegemonia socialista, promover o culto da personalidade e manter uma burocracia na política, cuja remoção, segundo Brejnev, era um exemplo de pensamento utópico e trotskista.
Brejnev tentaria reabilitar o nome de Stalin, que não era pronunciado pelos líderes soviéticos havia quase dez anos, mas não conseguiu, uma vez que as autoridades e o povo ficaram divididos pelo que dissera Khrushchov a respeito de Stalin. Por outro lado, a simbologia comunista na época de Stalin, incluindo propagandas políticas, paradas militares, a expulsão de críticos ao regime e o próprio culto à personalidade, em menor escala, foram uma das principais características do regime de Brejnev.
Com o tempo, a situação política do país se estabilizou e o partido concordou em seguir uma linha neutra com relação à liberalização iniciada por Khrushchov. Foi durante a gestão de Brejnev que o hino soviético recuperou sua letra e propagandas a favor do partido eram lançadas na imprensa.
Durante esta época, a URSS conseguiu atingir seu auge político, militar e econômico, tendo grande influência em todo o mundo, desde a economia até os esportes, e seu povo teve uma grande melhora na qualidade de vida, em relação às décadas anteriores. A indústria crescia rapidamente e a ciência soviética desenvolvia novas tecnologias.
Em 1982, após duas décadas de governo, Brejnev morre inesperadamente em decorrência da ingestão de pentobarbitais, sendo sucedido pelo ex-agente secreto Iuri Andropov, que daria início a uma reforma política no país, interrompida por uma séria doença que o levou à morte, em 1984. Konstantin Chernenko, homem de confiança de Brejnev, abriu mão da aposentadoria e assumiu a presidência da URSS, mesmo idoso e doente. Após um ano de governo, Chernenko é internado às pressas e morre no início de 1985, representando o fim de uma geração de políticos soviéticos, caracterizados por manterem uma conservadora. Sucederia-lhe no cargo o jovem Mikhail Gorbatchov, contando com um Politburo mais jovem, liberal e flexível.

### Era Gorbachev

Ronald Reagan e Mikhail Gorbachov em Genebra, Suíça, em 1985.

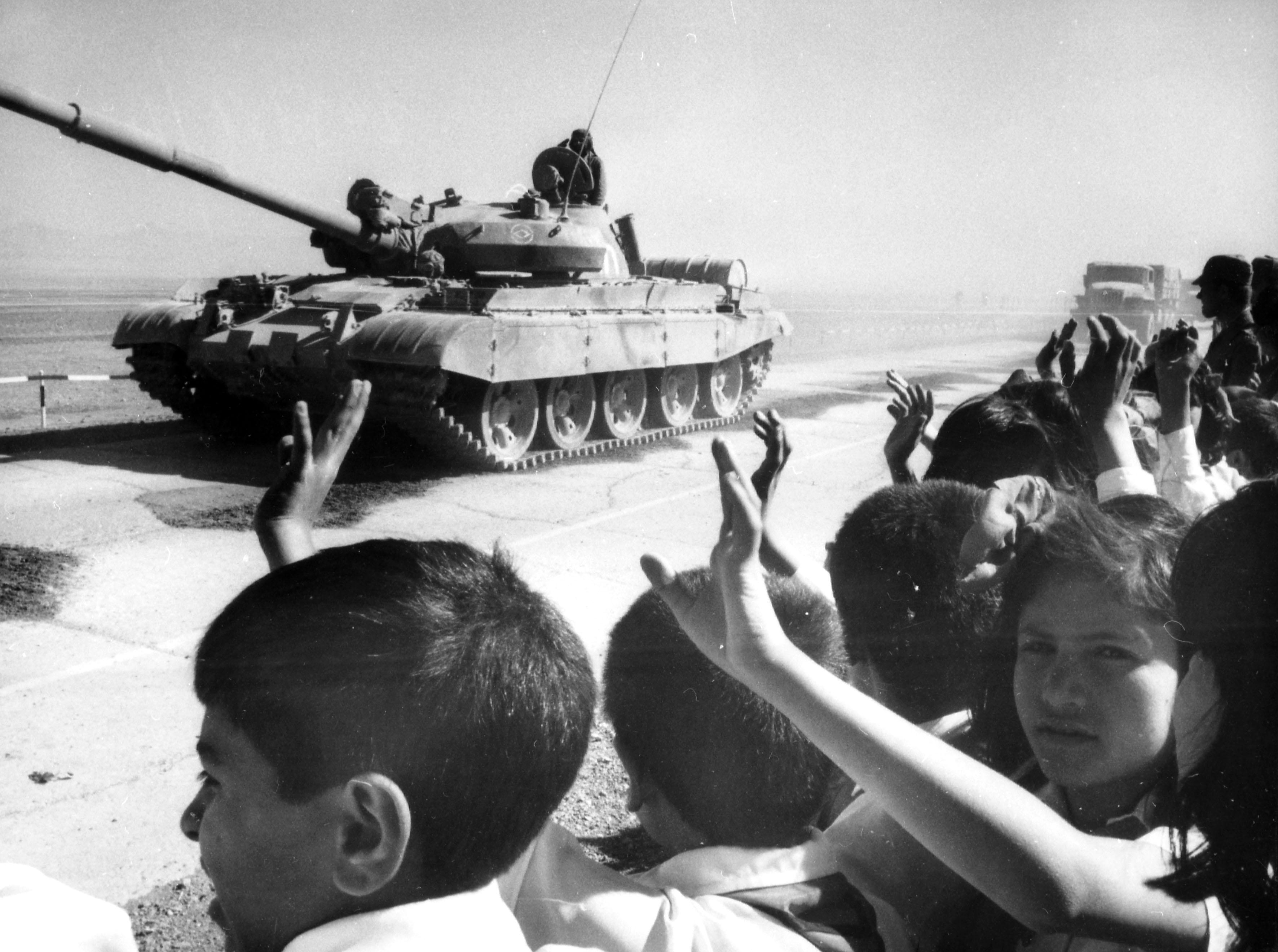
Um tanque soviético T-62M durante a Guerra Afegã-Soviética (1979–1989).

A partir do final dos anos 1970 começam a ficar claras as limitações do modelo soviético de economia planificada. A Crise do Petróleo dos anos 1970 elevou a economia soviética, podendo o povo, em pleno regime socialista, consumir mais. Muitas famílias puderam comprar novas tecnologias. Automóveis, fornos microondas e aparelhos eletrônicos, não eram novidade para muitos, mas mais de um automóvel e diversos aparelhos eletrônicos eram um sonho que dependiam de muita economia, e que agora tornava-se realidade para muitas pessoas, dando um conforto material bem maior, sem ferir os princípios socialistas. O bem-estar foi tanto que as autoridades soviéticas chegavam a dizer que os países capitalistas estavam em crise.
Por este profundo desenvolvimento econômico, político e militar, a economia soviética acabou se estagnando no final dos anos 1970. Não se previa que, mais tarde, esta pequena estagnação evoluiria para uma profunda crise, capaz de desestruturar a economia do país. Como a estagnação dos anos 1970 se transformou na crise dos anos 1980, é objeto de discussões até os dias de hoje. A comparação com a China, que realizou uma transição mais bem-sucedida para o capitalismo, tem auxiliado a avaliar melhor o peso dos fatores estruturais e conjunturais na produção dessa crise.
Em termos estruturais, a economia planificada talvez tenha sido a principal responsável pela crise, pois exigia que tudo que fosse produzido em todos os setores da economia estivesse previsto nos planos quinquenais. Na prática, isto criava distorções, como excesso de determinados produtos (indústrias de base e de bens de capital) e escassez de outros (bens de consumo). Quando a produção de determinado produto era insuficiente para atender ao consumo, os preços não podiam subir a ponto de inibir a demanda (como costuma ocorrer em uma economia de mercado), mas os produtos simplesmente se esgotavam e desapareciam das lojas e prateleiras dos supermercados.
No fim dos anos 1970, os custos militares da Guerra Fria já eram insustentáveis para a URSS. O país mantinha forças armadas de quase dois milhões de homens, um milhão dos quais mobilizados na Europa Oriental. Quando a China se aproximou dos Estados Unidos, nos anos 1970, e passou a ameaçar a URSS, a situação piorou. A China estacionou quase um milhão de homens nas fronteiras com a União Soviética, e para contrabalançar, esta teve que estacionar outro milhão de homens na fronteira com a China. Os custos dessa mobilização permanente começavam a se mostrar insustentáveis no início dos anos 1980 sobretudo em razão do envolvimento soviético no conflito do Afeganistão.
Segundo Angelo Segrillo, o fator militar não foi o fator principal da queda da URSS, pois o gasto soviético nesta área não cresceu significativamente, quando comparado com dados anteriores. A queda, segundo o autor, deveu-se principalmente à mudança do paradigma mundial de produção industrial, iniciado no começo da década de 1970, passando do modelo Fordista, em que a produção era centralizada e com pouca flexibilidade — e que fora adotado, com êxito, pela URSS — para o modelo Toyotista, descentralizado e flexível, incompatível com as características da economia soviética.

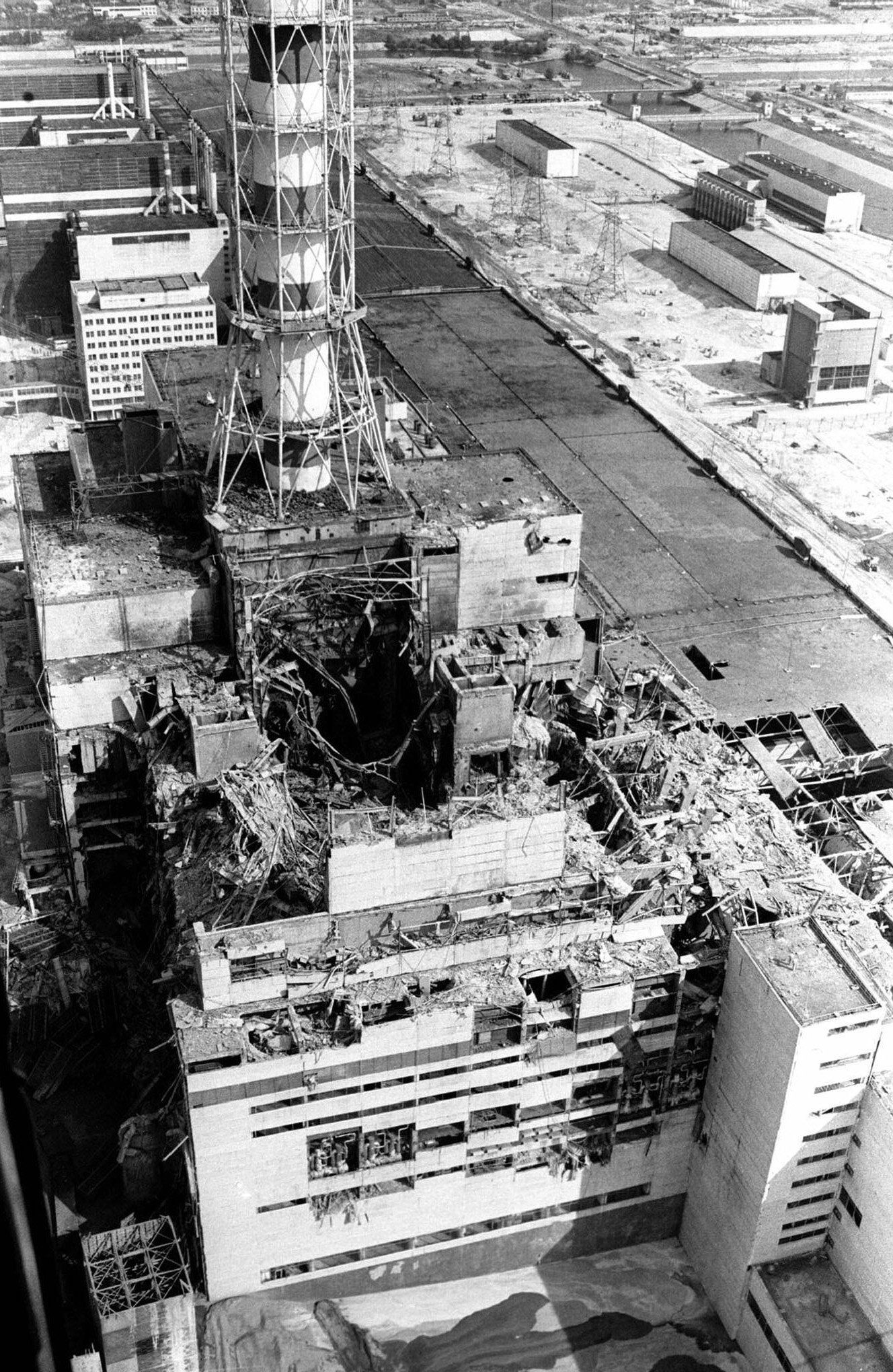
Fotografia tirada da usina nuclear a partir de helicóptero um dia após a explosão do reator após o acidente nuclear de Chernobil em 1986.

Mikhail Gorbatchov foi o último dirigente soviético. Assumiu o cargo de secretário-geral da PCUS (Partido Comunista da União Soviética) em março de 1985, substituindo Konstantin Tchernenko, que falecera naquele ano. O bom relacionamento com os membros do partido e a habilidade política foram fatores que credenciaram Gorbatchov a assumir o posto mais importante na hierarquia administrativa soviética. Defensor de ideias modernizantes, instituiu dois projetos inovadores: a perestroika (reconstrução econômica) e a glasnost (transparência política). A tentativa de modernização acelerada da perestroika e da glasnost viria como proposta "salvadora" de Gorbatchov, mas não conseguiria mais reverter a crise.
Em 26 de março de 1986, ocorreu o acidente nuclear de Chernobil no reator nuclear nº 4 da Usina Nuclear de Chernobil, perto da cidade de Pripiat, no norte da Ucrânia Soviética, próximo da fronteira com a Bielorrússia Soviética. O incêndio causado pelo explosão foi contido apenas em 4 de maio de 1986. As plumas de produtos de fissão lançadas na atmosfera pelo incêndio precipitaram-se sobre partes da União Soviética e da Europa Ocidental. O inventário radioativo estimado que foi liberado durante a fase mais quente do incêndio foi aproximadamente igual em magnitude aos produtos de fissão aerotransportados liberados na explosão inicial.
O ano de 1989 viu as primeiras eleições livres no mundo socialista, com vários candidatos e com a mídia livre para discutir. Ainda que muitos partidos comunistas tivessem tentado impedir as mudanças, a perestroika e a glasnost de Gorbachev tiveram grande efeito positivo na sociedade. Assim, os regimes comunistas, país após país, começaram a cair. A Polônia e a Hungria negociaram eleições livres (com destaque para a vitória do partido Solidariedade na Polônia), e a Tchecoslováquia, a Bulgária, a Romênia e a Alemanha Oriental tiveram revoltas em massa, que pediam o fim do regime socialista (ver: Revoluções de 1989).
E na noite de 9 de novembro de 1989 o Muro de Berlim começou a ser derrubado depois de 28 anos de existência. Antes da sua queda, houve grandes manifestações em que, entre outras coisas, se pedia a liberdade de viajar. Além disto, houve um enorme fluxo de refugiados ao Ocidente, pelas embaixadas da RFA, principalmente em Praga e Varsóvia, e pela fronteira recém-aberta entre a Hungria e a Áustria, perto do lago de Neusiedl.

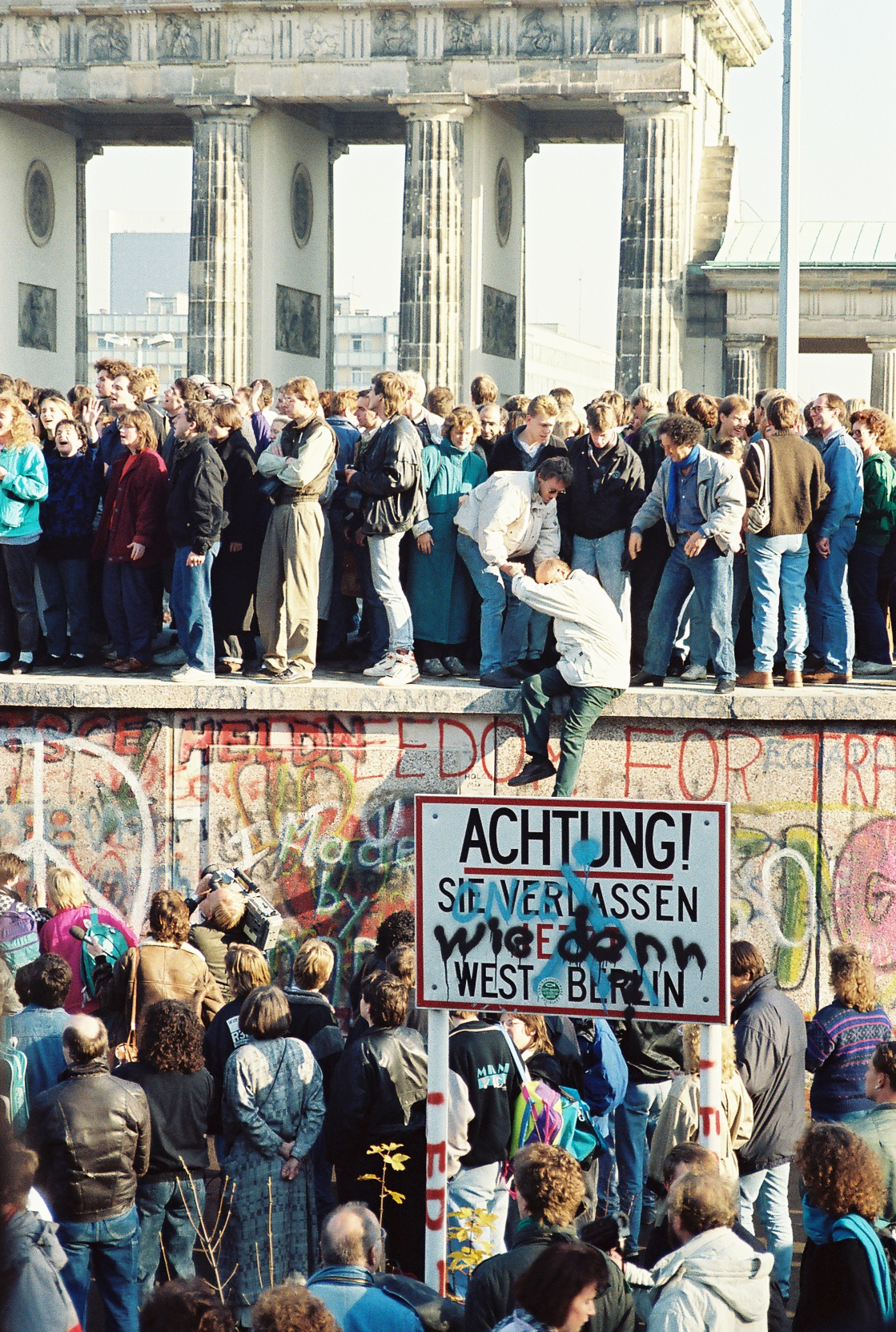
A queda do muro de Berlim na Alemanha Oriental em 9 de novembro de 1989.

Em 1990, com a reunificação alemã, a União Soviética cai para o posto de quarto maior PIB mundial. Este quadro piora rapidamente com a nova crise da transição para o capitalismo nos anos 1990, quando a Rússia torna-se o 15.º PIB mundial. Entre 1987 e 1988 a URSS abdica de continuar a corrida armamentista com os Estados Unidos, assinando uma nova série de acordos de limitação de armas estratégicas e convencionais. A URSS inicia a retirada do Afeganistão e começa a reduzir a presença militar na Europa Oriental. O governo soviético pressiona aliados pela negociação de paz em conflitos como a Guerra Civil Angolana, onde os termos para o fim do conflito são estabelecidos em acordo com os Estados Unidos, Angola, Cuba e África do Sul. Esta nova postura também significou a redução de todas as formas de apoio (político, financeiro e comercial) que esta potência dava a regimes aliados em todo o mundo.
No plano interno, Gorbatchov enfrentou grandes resistências da oligarquia e dos burocratas partidários (os Apparatchiks). A linha dura do partido via a postura de Gorbatchov no plano internacional como covarde e acusava-o de trair a URSS e o socialismo. Estes grupos eram contra a retirada do Afeganistão e defendiam que a URSS deveria intervir nos países da Europa Oriental que estavam passando por processos de democratização e abandonavam o socialismo, como a Polônia. Em 1991, setores mais belicistas do governo soviético defenderam que a URSS deveria ter apoiado o Iraque na Guerra do Golfo contra a coalizão de países liderada pelos Estados Unidos e passaram a criticar o governo Gorbatchov como fraco.
Na metade do ano de 1990 e início de 1991, a situação política e econômica na União Soviética se agravou e para tentar reverter essa crise o presidente Mikhail Gorbatchov, pensou em primeiro resolver o problema político e étnico soviético para depois reformar a economia. O novo Tratado da União dos Estados Soberanos foi um projeto de tratado que teria substituído o de 1922 (Tratado da Criação da URSS) e, portanto, teria substituído a União Soviética por uma nova entidade chamada União de Estados Soberanos, uma tentativa de Mikhail Gorbachev para recuperar e reformar o Estado soviético.

### Colapso

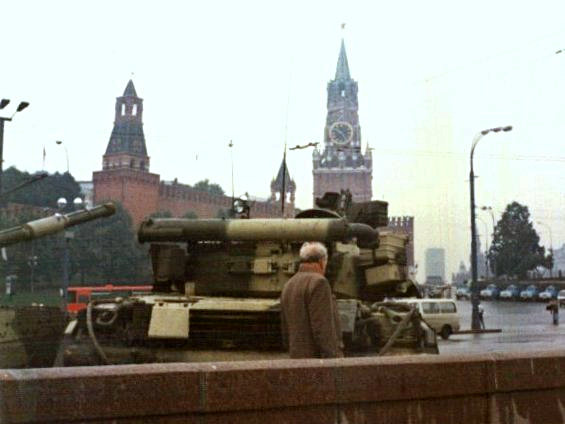
Tanques na Praça Vermelha durante o Golpe de Estado de agosto de 1991.

Em 19 de agosto de 1991, um dia antes de Gorbachev e um grupo de dirigentes das Repúblicas assinarem o novo Tratado da União, um grupo chamado Comité Estatal para o Estado de Emergência (Государственный Комитет по Чрезвычайному Положению, ГКЧП, pronunciado GeKaTchePe) tentou tomar o poder em Moscou. Anunciou-se que Gorbachev estava doente e tinha sido afastado de seu posto como presidente. Gorbachev foi, então, em férias à Crimeia, onde a tomada do poder foi desencadeada e lá permaneceu durante todo o seu curso. O vice-presidente da União Soviética, Gennady Yanayev, foi nomeado presidente interino. A comissão de 8 membros, incluindo o chefe da KGB Vladimir Krioutchkov e o Ministro das Relações Exteriores, Boris Pogo, o ministro da Defesa, Dmitri Iazov, todos os que concordaram em trabalhar sob Gorbachev. Em 21 de agosto de 1991, a grande maioria das tropas que foram enviadas a Moscou se colocam abertamente ao lado dos manifestantes ou são desertores. O golpe falhou e Gorbachev, que tinha atribuído à sua residência dacha na Crimeia, regressou a Moscou.
Após o seu regresso ao poder, Gorbachev prometeu punir os conservadores do Partido Comunista da União Soviética (PCUS). Demitiu-se das suas funções como secretário-geral, mas continua a ser presidente da União Soviética. O fracasso do golpe de Estado apresentou uma série de colapsos das instituições da união. Boris Yeltsin assumiu o controle da empresa central de televisão e os ministérios e organismos económicos.

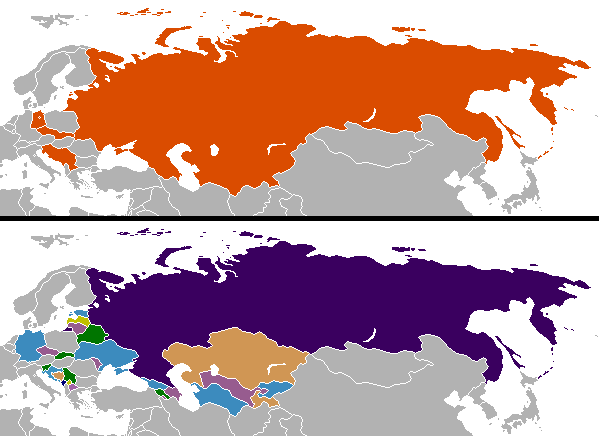
Mudanças nas fronteiras nacionais após o colapso do Bloco do Leste e o fim da Guerra Fria.

A derrota do golpe e o caos político e econômico que se seguiu agravou o separatismo regional e acabou levando à fragmentação do país. Em setembro as repúblicas bálticas (Estônia, Letônia e Lituânia) declaram a independência em relação a Moscou.
Em 1º de Dezembro, a Ucrânia proclamou sua independência por meio de um plebiscito que contou com o apoio de 90% da população. E entre outubro e dezembro 11 (com as 3 repúblicas bálticas e a Ucrânia) das 15 repúblicas soviéticas declaram independência.
Em 21 de dezembro, líderes da Federação Russa, Ucrânia e Bielorrússia assinaram um documento onde era declarada extinta a União Soviética. E no seu lugar era criada a Comunidade dos Estados Independentes (CEI).
No dia de Natal de 1991, em cerimônia transmitida por satélite para o mundo inteiro, Gorbatchov que estava há 6 anos no poder declara oficialmente o fim da URSS e renúncia a presidência do país e após isso, a bandeira com a foice e o martelo é retirada do Kremlin e a bandeira russa é colocada em seu lugar. A União Soviética se dissolveu oficialmente em 31 de dezembro de 1991, após 69 anos de existência. A Federação Russa ficou conhecida como sua sucessora, pois ficou com mais da metade do antigo território soviético, além da maioria do seu parque industrial e militar.

## Geografia

Extensão territorial da URSS.

A União Soviética localizava-se nas latitudes médias e do norte do Hemisfério Norte. Quase duas vezes e meia maior do que o território dos Estados Unidos, era um país de tamanho continental, apenas ligeiramente menor do que toda a América do Norte. O território soviético tinha uma área total de 22 402 200 km2, o que representava um sexto da superfície terrestre da Terra. Três quartos do país estava a norte do paralelo 50; a URSS era, no geral, muito mais próxima do Pólo Norte do que do equador.
Estendendo para sobre 62 710 km, a fronteira soviética era não somente a maior do mundo, como também a mais larga. Ao longo da fronteira terra quase 20 000 km, a União Soviética fazia fronteira com doze países, seis em cada continente. Na Ásia, seus vizinhos eram a Coreia do Norte, China, Mongólia, Afeganistão, Irã, e Turquia. Na Europa, limitou-se a Romênia, Hungria, Tchecoslováquia, Polônia, Noruega, e Finlândia. À exceção dos quilômetros gelados do Estreito de Bering, teria um décimo terceiro vizinho: os Estados Unidos. O restante dos 60 000 km de fronteira eram com o Oceano Ártico.
Ao norte, o litoral ártico é o domínio da tundra. Ao Sul da tundra estende-se o domínio da floresta boreal (Taiga). Mais ao Sul ainda, a floresta enriquece-se de árvores com muitas folhas, que cobrem principalmente a parte oriental da planície europeia bem como o Sul da Rússia extremo-oriental. Para o sul, a floresta degrada-se e se torna um estepe com poucas áreas com montanhas. Ainda há desertos no sul do país. E na parte europeia desenvolve-se sobre terras pretas muito férteis várias plantas de clima temperado.

### Problemas ambientais

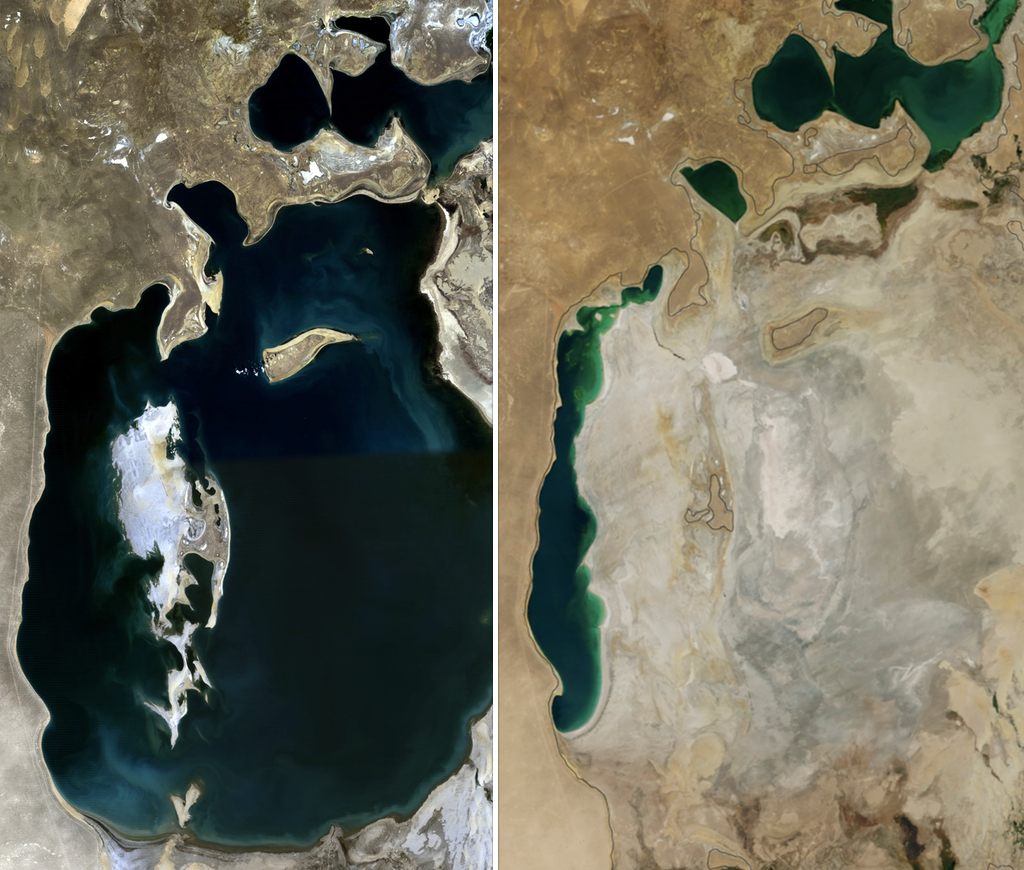
Imagem de satélite do Mar de Aral em 1989 (esquerda) e em 2014 (direita).

A política ambiental oficial soviética sempre atribuiu grande importância às ações nas quais os seres humanos melhoram ativamente a natureza. A citação de Lenin "O comunismo é o poder soviético e a eletrificação do país!" em muitos aspectos, resume o foco na modernização e no desenvolvimento industrial. Durante o primeiro plano de cinco anos em 1928, Stalin prosseguiu industrializando o país a todo custo. Valores como proteção ambiental e da natureza foram completamente ignorados na luta para criar uma sociedade industrial moderna. Após a morte de Stalin, o governo soviético concentrou mais nas questões ambientais, mas a percepção básica do valor da proteção ambiental permaneceu a mesma.
Anteriormente o quarto maior lago do mundo com uma área de 68 000 km2, o Mar de Aral, no atual Cazaquistão, começou a encolher na década de 1960 depois que os rios que o alimentavam foram desviados por projetos de irrigação da União Soviética. Em 1997, o lago era tinha apenas 10% de seu tamanho original, dividindo-se em quatro lagos menores: o Mar de Aral do Norte, as bacias leste e oeste do outrora muito maior Mar de Aral do Sul e o lago intermediário menor, o Barsakelmes.
Em 1949, o programa da bomba atômica soviética selecionou um local nas estepes 150 km a oeste da cidade de Semei como o local para seus testes de armas. Durante décadas, Kurchatov (a cidade secreta no centro da área de testes batizada em homenagem a Igor Kurchatov, pai da bomba atômica soviética) foi o lar de muitas das estrelas mais brilhantes da ciência de armas soviética. A União Soviética operou a Área de Testes de Semipalatinsk (STS) desde a primeira explosão em 1949 até 1989; 456 testes nucleares, incluindo 340 subterrâneos e 116 testes atmosféricos, ocorreram lá.
A cidade de Semei sofreu graves efeitos ambientais e de saúde por conta dos testes atômicos realizados na região. A cinza nuclear dos testes atmosféricos e a exposição descontrolada dos trabalhadores, a maioria dos quais viviam na cidade, resultaram em altas taxas de câncer, leucemia infantil, disfunção erétil e defeitos de nascença entre os residentes de Semei e de aldeias vizinhas.
O desastre de Chernobyl em 1986 foi o primeiro grande acidente em uma usina nuclear civil. Sem paralelo no mundo, resultou na liberação de um grande número de isótopos radioativos na atmosfera. Doses radioativas se espalharam relativamente longe. Cerca de 4 000 novos casos de câncer de tireóide foram relatados após o incidente. No entanto, os efeitos a longo prazo do acidente são desconhecidos. Outro grande acidente é o desastre de Kyshtym.

## Demografia

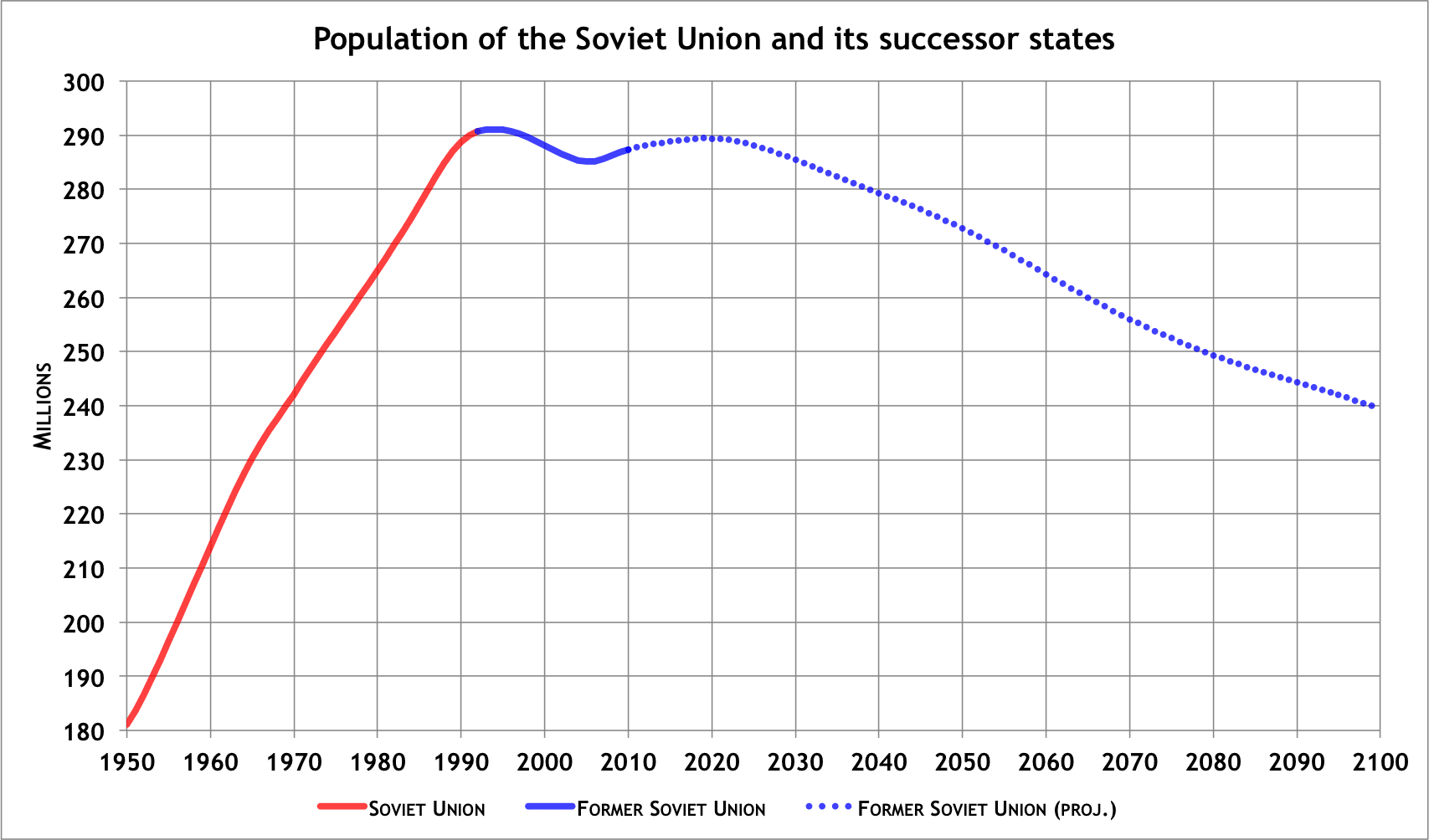
Evolução demográfica da União Soviética (em vermelho) e das ex-repúblicas soviéticas (em azul) de 1961 até 2009.

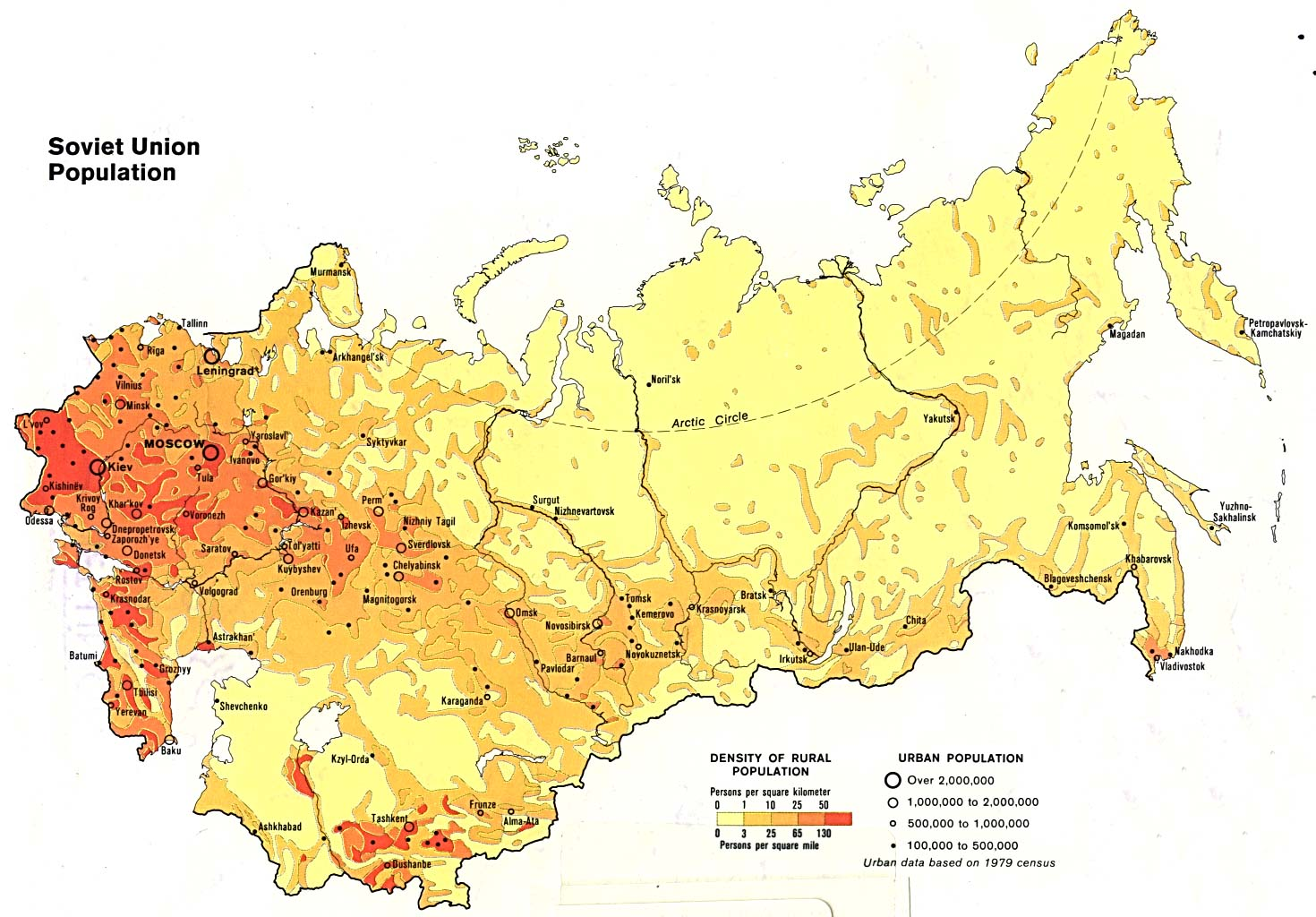
Densidade populacional na URSS em 1982.

Os primeiros cinquenta anos do século XX da Rússia czarista e da União Soviética foram marcados por uma sucessão de desastres, cada um acompanhado por grandes perdas populacionais. Mortes em excesso no decorrer da Primeira Guerra Mundial e da Guerra Civil Russa (incluindo a fome pós-guerra) ascenderam a um total combinado de 18 milhões, cerca de 10 milhões em 1930 e mais de 26 milhões entre 1941 e 1945. A população do pós-guerra soviético era 45 e 50 milhões menor do que teria sido se o crescimento demográfico pré-guerra tivesse continuado.
A taxa de natalidade bruta da URSS diminuiu de 44,0‰ habitantes em 1926 para 18,0 em 1974, em grande parte devido à crescente urbanização e ao aumento da idade média dos casamentos. A taxa de mortalidade bruta demonstrou um decréscimo gradual também — de 23,7‰ em 1926 para 8,7 em 1974. Em geral, as taxas de natalidade das repúblicas do sul da Transcaucásia e da Ásia Central eram consideravelmente maiores que as do norte da União Soviética e, em alguns casos, até mesmo aumentaram no período pós-II Guerra, um fenômeno atribuído em parte as lentas taxas de urbanização e de casamentos, que tradicionalmente se realizavam mais cedo nas repúblicas do sul. A Europa soviética mudou-se para a sub-fertilidade de substituição populacional, enquanto a Ásia Central Soviética continuou a apresentar crescimento populacional bem acima do nível de fertilidade de substituição.
No final dos anos 1960 e 1970 houve uma reversão da trajetória declinante da taxa de mortalidade na URSS e foi especialmente notável entre os homens em idade de trabalho, mas também foi predominante na Rússia e em outras áreas predominantemente eslavas do país. Uma análise dos dados oficiais do final dos anos 1980 mostrou que, após uma piora no final dos anos 1970 e início dos anos 1980, a mortalidade de adultos começou a melhorar novamente. A taxa de mortalidade infantil aumentou de 24,7‰ em 1970 para 27,9‰ em 1974. Alguns pesquisadores consideraram o aumento como uma consequência da piora nas condições de saúde e serviços. Os aumentos nas taxas de mortalidade infantil e de adultos não foram explicadas ou defendidas por oficiais soviéticos e o governo da URSS simplesmente parou de publicar todas as estatísticas de mortalidade por dez anos. Demógrafos e especialistas soviéticos em saúde permaneceram em silêncio sobre o aumento de mortalidade até o final da década de 1980, quando a publicação dos dados de mortalidade foram retomados e os pesquisadores puderam aprofundar as causas reais do fenômeno.

### Grupos étnicos

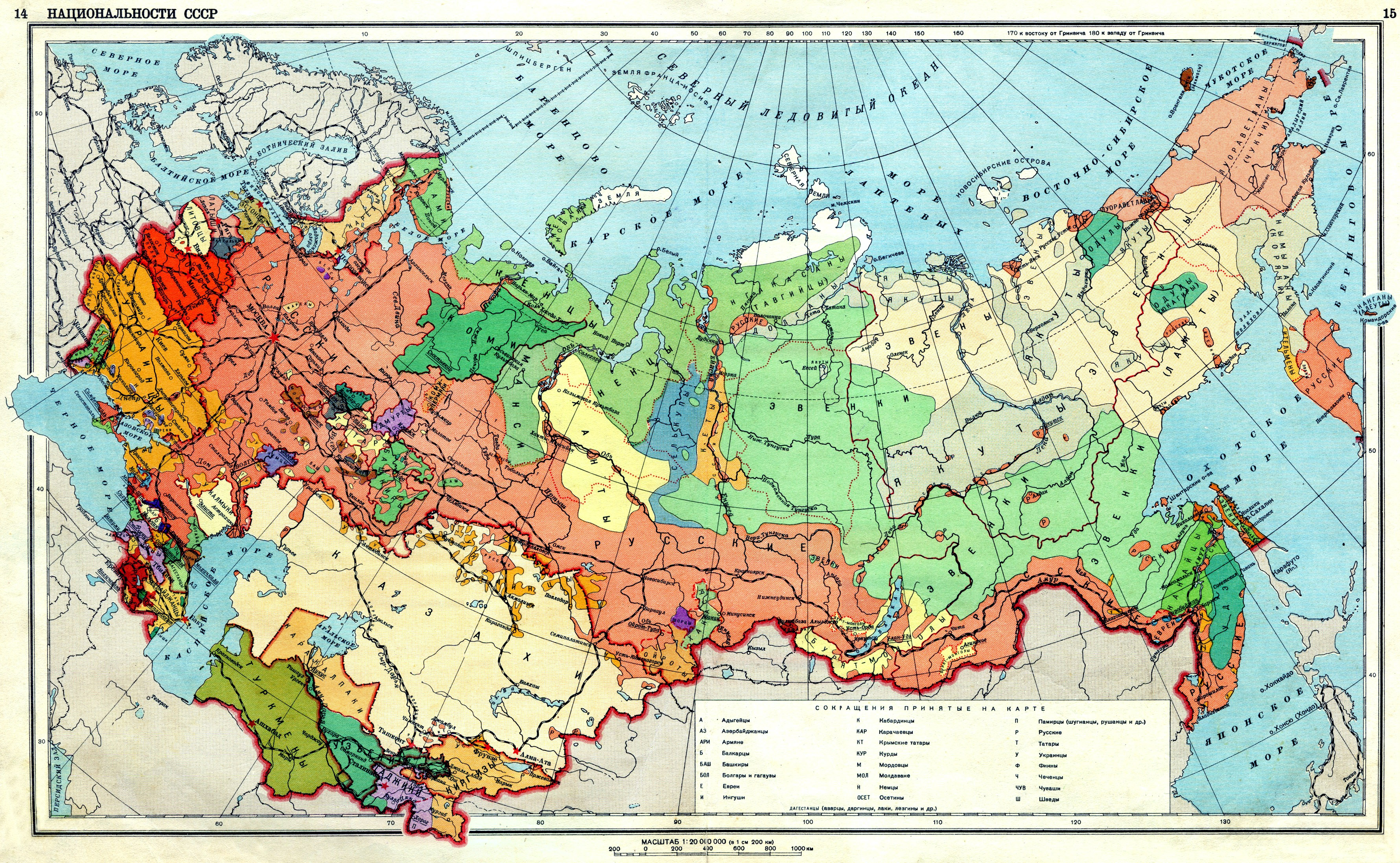
Mapa de 1941 indicando os grupos étnicos da União Soviética.

O estado extensa multinacionais que os comunistas herdaram após a sua Revolução, que foi criado pela expansão czarista por quase quatro séculos. Alguns grupos de nações aderiram voluntariamente ao Estado, mas a maioria foram anexados à força. Os antagonismos nacionais desenvolvidos ao longo dos anos não se dirigiam só contra os russos, mas algumas vezes surgiram entre outras nações da União Soviética.
Por quase setenta anos, os líderes soviéticos tinham mantido que o atrito entre as muitas nacionalidades da União Soviética tinha sido erradicado e que a União Soviética era uma família de nações que vivem harmoniosamente (ver: Commissariado do Povo para as Nacionalidades). No entanto, o fermento nacional que abalou todos os cantos da União Soviética, na década de 1980 provou que setenta anos de regime comunista haviam falhado na erradicação das diferenças étnicas e nacionais e que as culturas e as religiões tradicionais reemergiriam à menor oportunidade. Esta realidade enfrentada por Gorbachev e seus colegas significava que, dada a baixa confiança no uso tradicional da força, teve de encontrar soluções alternativas para evitar o colapso da União Soviética.
As concessões atribuídas culturas nacionais e a autonomia limitada tolerada nas repúblicas da União durante o ano de 1920 levou ao desenvolvimento das elites nacionais e um senso de identidade nacional. A repressão posterior e a russificação provocou ressentimento contra a dominação por parte de Moscovo e promoveu um maior crescimento da consciência nacional. Sentimentos nacionais foram exacerbadas no Estado soviético multinacional do aumento da concorrência por recursos, serviços e obras.

### Mulheres e fertilidade

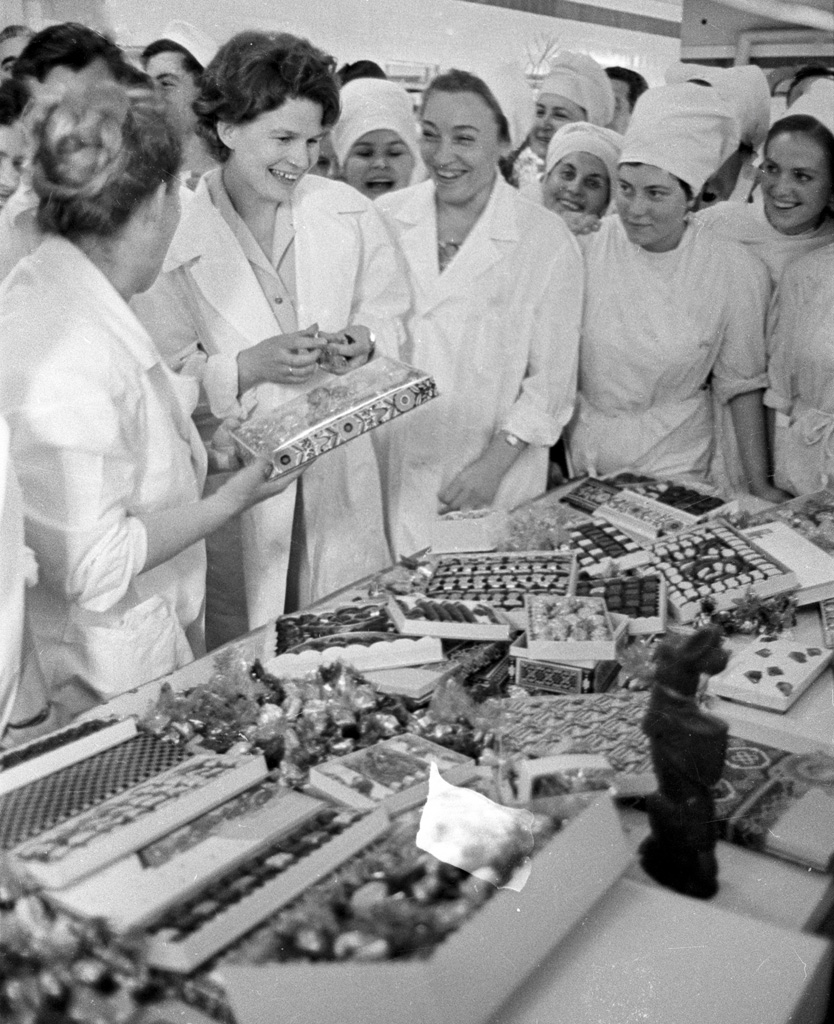
Valentina Tereshkova, a primeira mulher no espaço sideral, visitando a confeitaria de Lviv, Ucrânica Soviética, 1967.

Sob Lenin, o Estado assumiu compromissos explícitos para promover a igualdade entre homens e mulheres. Muitas das primeiras feministas russas e mulheres trabalhadoras russas comuns participaram ativamente da Revolução, e muitas mais foram afetadas pelos eventos daquele período e pelas novas políticas. A partir de outubro de 1918, o governo de Lenin liberou as leis de divórcio e aborto, descriminalizou a homossexualidade (recriminalizada, porém, na década de 1930), permitiu a coabitação e deu início a uma série de reformas.
No entanto, sem controle de natalidade, o novo sistema produziu muitos casamentos desfeitos, bem como incontáveis filhos fora do casamento. A epidemia de divórcios e casos extraconjugais criou dificuldades sociais quando os líderes soviéticos queriam que as pessoas concentrassem seus esforços no crescimento da economia. Dar às mulheres controle sobre sua fertilidade também levou a uma queda vertiginosa na taxa de natalidade, vista como uma ameaça ao poder militar de seu país. Em 1936, Stalin reverteu a maioria das leis liberais, dando início a uma era pró-natalista que durou décadas.
Em 1917, a Rússia se tornou a primeira grande potência a conceder às mulheres o direito de voto. Após pesadas baixas na Primeira e Segunda Guerra Mundial, as mulheres superaram os homens na Rússia em uma proporção de 4:3.

### Religião

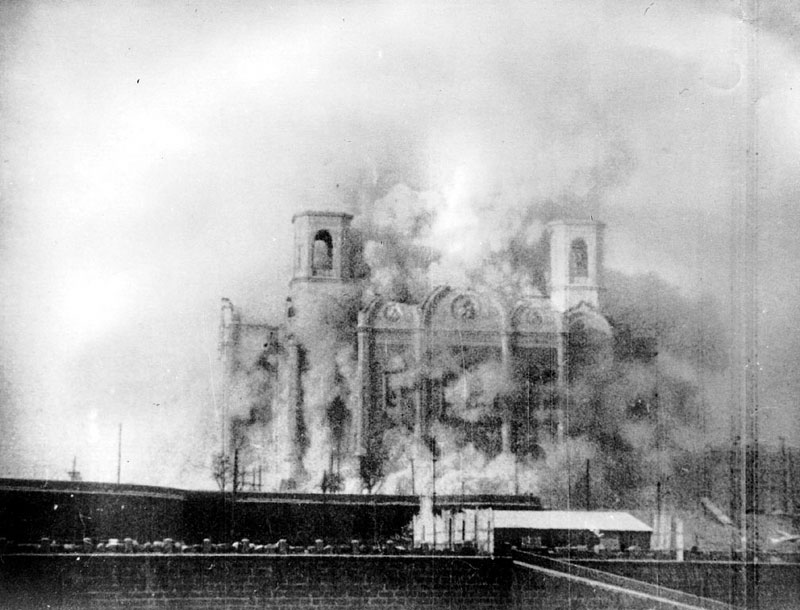
Demolição da Catedral de Cristo Salvador de Moscou em 1931.

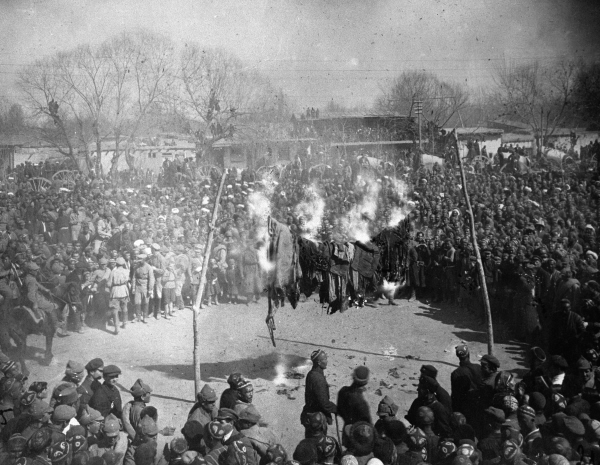
Cerimônia de queima de hijabs no Uzbequistão Soviético no Dia Internacional da Mulher de 1927.

A URSS desde 1922 tornou-se um Estado ateísta. Em 1934, 28% das igrejas ortodoxas cristãs, 42% das mesquitas muçulmanas e 52% das sinagogas judaicas foram fechadas na URSS.
O ateísmo na URSS era baseado na ideologia marxista-leninista. Tal como o fundador do Estado soviético, Lenin falou o seguinte sobre a URSS e as religiões:
A religião é o ópio do povo: este ditado de Marx é a pedra angular de toda a ideologia do marxismo sobre religião. Todas as modernas religiões e igrejas, todos (…) os tipos de organizações religiosas são sempre considerados pelo marxismo como órgãos de reação burguesa, usados para a proteção da exploração e o assombro da classe trabalhadora.
Dentro de cerca de um ano da revolução do estado nacionalizou todas as propriedades da Igreja e no período de 1922 a 1926, 28 bispos ortodoxos russos e mais de 1 200 sacerdotes foram mortos e, um número muito maior foi objeto de perseguição.
A Catedral de Cristo Salvador de Moscou, a sede da Igreja Ortodoxa Russa e seu templo mais sagrado, foi destruída em duas rodadas de explosões por ordens diretas de Stalin em 1931, milhares de sacerdotes protestaram contra a decisão e foram presos e enviados a gulags, em seu lugar os comunistas pretendiam construir o "Palácio dos Sovietes", a sede do governo stalinista. A Igreja Ortodoxa Russa possuía 54 000 paróquias durante a Primeira Guerra Mundial, que foi reduzida para 500 em 1940. A maioria dos seminários foram fechados, a publicação de escrita religiosa foi proibida. Embora historicamente a grande maioria da Rússia fosse cristã, apenas 17–22% da população é atualmente cristã.
O regime comunista confiscou propriedades da igreja, ridicularizou a religião, perseguiu os crentes e propagou o ateísmo nas escolas. As ações em relação a religiões específicas, no entanto, foram determinadas pelos interesses do Estado e a maioria das religiões organizadas nunca foi totalmente proibida. Algumas ações contra padres e crentes ortodoxos incluíam tortura, sendo enviado para campos de prisioneiros, campos de trabalho ou hospitais psiquiátricos. Alguns também foram executados. Muitos ortodoxos (junto com povos de outras religiões) também foram submetidos a punição psicológica ou tortura e experimentação de controle da mente, na tentativa de forçá-los a desistir de suas convicções religiosas (consulte Abuso político da psiquiatria na União Soviética).
A propaganda contrária à União Soviética usou a postura antirreligiosa do país como um meio de fortalecer a narrativa que retratava a URSS como uma força negativa ou para o mundo. No final do ano de 1941, o periódico Die Wehrmacht (órgão oficial das Forças Armadas alemãs), afirmou que a União Soviética representava os "poderes da escuridão", dentre os quais predominavam o "materialismo" e o "ateísmo".

## Política

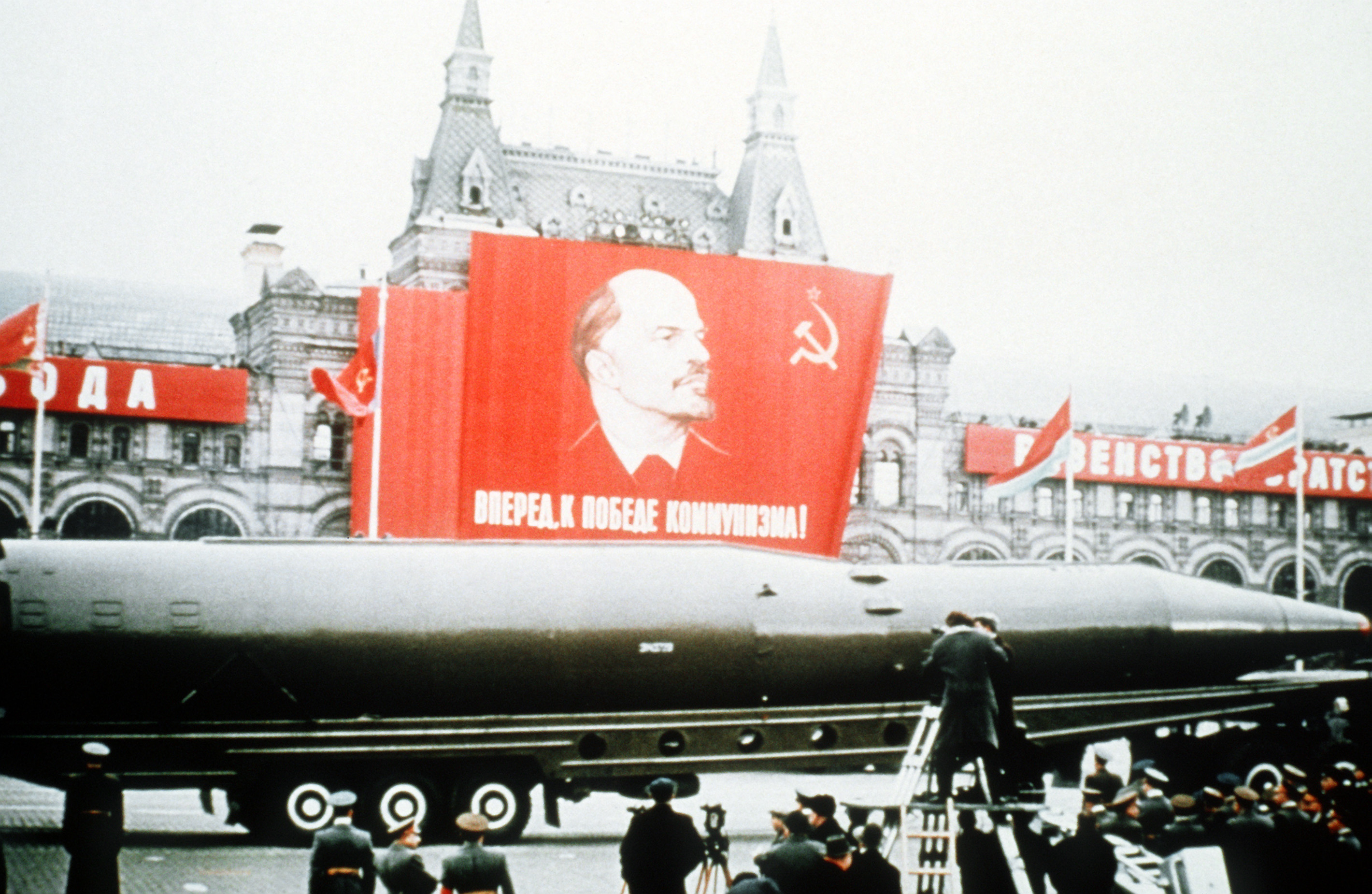
Parada militar na Praça Vermelha, em Moscou, setembro de 1964.

Emblema do PCUS.

Havia três hierarquias de poder na União Soviética: o Poder Legislativo, representado pelo Soviete Supremo da União Soviética; o governo, representado pelo Conselho de Ministros e o Partido Comunista da União Soviética (PCUS), o único partido legal no país.
Segundo os ideólogos comunistas, o sistema político soviético era uma verdadeira democracia, onde os conselhos operários ("sovietes") representavam a vontade da classe trabalhadora. Em particular, a Constituição Soviética de 1936 garantiu o sufrágio universal e o voto secreto. A prática, no entanto, afastava-se dos princípios da lei. Por exemplo, todos os candidatos eram selecionados pelas organizações do Partido Comunista antes da democratização e das eleições de março de 1989.
O historiador Robert Conquest descreveu o sistema eleitoral soviético como "um conjunto de instituições dirigidas por camponeses e trabalhadores para camponeses e trabalhadores: uma constituição modelo adotada em um período de terror garantindo direitos humanos; eleições nas quais havia apenas um candidato que recebia 99% dos votos; um parlamento no qual nenhuma mão foi levantada em oposição ou abstenção".

### Partido Comunista
No topo do Partido Comunista estava o Comitê Central, eleito em Conferências e Congressos do Partido. O Comitê Central, por sua vez votava para o Politburo (o chamado Presidium entre 1952 e 1966), o Secretariado e o Secretário-Geral (Primeiro Secretário de 1953 a 1966), o mais alto cargo na URSS. Dependendo do grau de consolidação de poder, ou era o Politburo como um corpo coletivo ou o Secretário-Geral, que sempre era um dos membros do Politburo, que efetivamente comandava o partido e o país (exceto no período da autoridade altamente personalizada de Josef Stalin, exercida diretamente através de sua posição no Conselho de Ministros). Eles não eram controladas pelos membros geral do partido, visto que o princípio fundamental da organização do partido era o centralismo democrático, o que exigia estrita subordinação aos órgãos superiores e as eleições eram incontestáveis, endossando os candidatos propostos a partir de cima.
O Partido Comunista manteve seu domínio sobre o Estado em grande parte através de seu controle sobre o sistema de nomeações. Todos os altos funcionários do governo e a maioria dos deputados do Soviete Supremo eram membros do PCUS. As instituições em níveis mais baixos eram supervisionadas e às vezes suplantadas por organizações partidárias primárias.
Na prática, no entanto, o grau de controle que o partido era capaz de exercer sobre a burocracia estatal, particularmente após a morte de Stalin, estava longe de ser total, sendo que a burocracia perseguia interesses diferentes que, por vezes, entravam em conflito com o partido. Também não era um partido monolítico de cima para baixo, embora facções fossem oficialmente proibidas.

### Governo

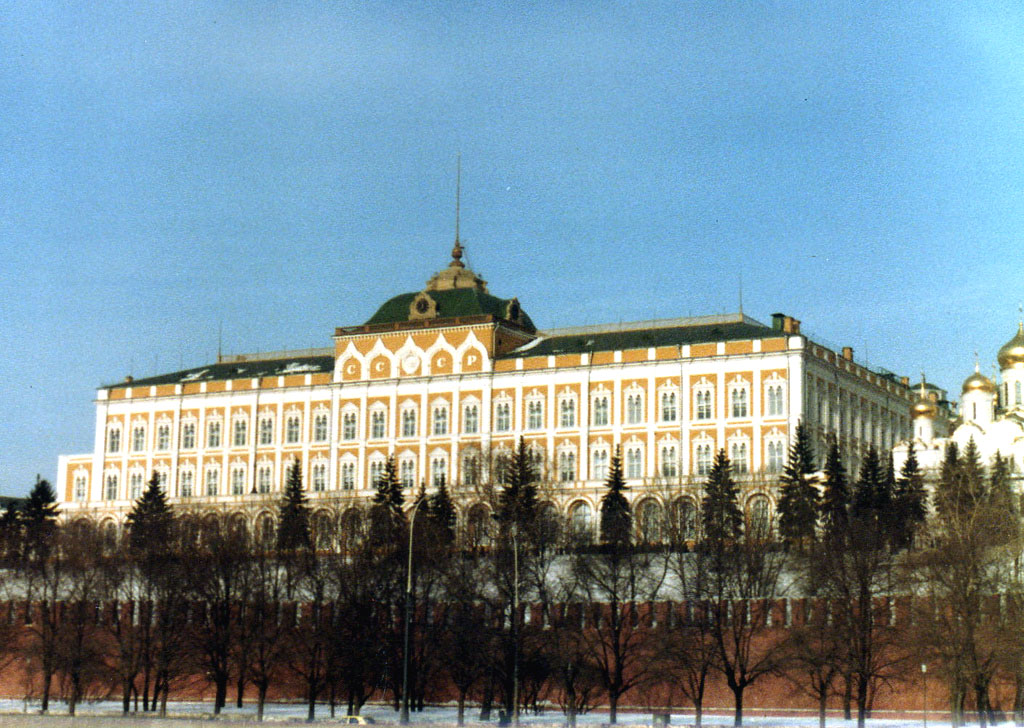
O Grande Palácio do Kremlin, a sede oficial do Soviete Supremo da União Soviética, em 1982.

O Soviete Supremo (sucessor do Congresso dos Sovietes e do Comitê Executivo Central) foi nominalmente o mais alto órgão de Estado durante a maior parte da história soviética, em primeira atuação como instituição fantoche, para aprovar e implementar todas as decisões tomadas pelo partido. No entanto, os poderes e funções do Soviete Supremo foram prorrogadas nos anos 1950, 1960 e 1970, incluindo a criação de novas comissões estaduais e comitês. Ele ganhou poderes adicionais com a aprovação dos planos quinquenais e do orçamento do Estado soviético. O Soviete Supremo elegia um Presidium para exercer o seu poder entre as sessões plenárias, ordinariamente duas vezes por ano, e designava o Supremo Tribunal, o Procurador-Geral e o Conselho de Ministros (conhecido antes de 1946 como o Conselho do Comissariado do Povo), liderado pelo Presidente (Primeiro-ministro) e que geria a enorme burocracia responsável pela administração da economia e da sociedade. As estruturas governamentais e do partido nas repúblicas constituintes em grande parte repetiam a estrutura das instituições centrais, embora a República Socialista Federativa Soviética da Rússia, ao contrário das outras repúblicas, pela maior parte de sua história não teve uma filial republicana do PCUS, sendo governada diretamente pelo partido de toda a União até 1990. As autoridades locais eram organizadas da mesma forma em comitês do partido, sovietes locais e comitês executivos. Enquanto o sistema estatal era nominalmente federal, o partido era unitário.
A polícia de segurança do Estado (a KGB e suas agências antecessoras) desempenhava um papel importante na política soviética. Foi instrumental no terror stalinista, mas depois da morte de Josef Stalin, a polícia de segurança estatal foi trazida para o rigoroso controle do partido. De acordo com Yuri Andropov, presidente KGB entre 1967 e 1982 e Secretário-Geral entre 1982 e 1983, a KGB envolvia a repressão da dissidência política e manteve uma extensa rede de informantes, reafirmando-se como um ator político, até certo ponto independente da estrutura do partido, o que culminou com a campanha anticorrupção visando altos funcionários do partido no final dos anos 1970 e início da década de 1980.
- Líderes da União Soviética
- Vladimir Lênin
1922 - 1924
- Josef Stalin
1924 - 1953
- Geórgiy Malenkov
1953 - 1955
- Nikita Khruschov
1955 - 1964
- Leonid Brejnev
1964 - 1982
- Mikhail Gorbatchov
1985 - 1991

### Sistema judicial

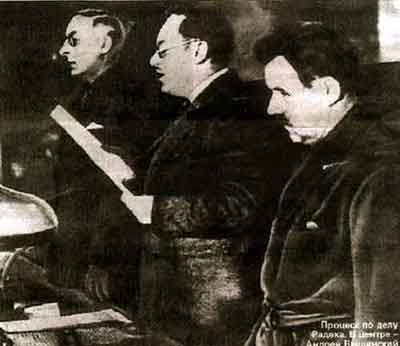
Procurador Geral Vyshinsky (centro), lendo a acusação de 1937 contra Karl Radek durante o 2.º Julgamento de Moscou.

O judiciário não era independente dos outros ramos do governo. O Supremo Tribunal supervisionava os tribunais inferiores (Tribunal do Povo) e aplicava a lei como estabelecido pela Constituição ou como interpretado pelo Soviete Supremo. O Comitê de Supervisão Constitucional analisava a constitucionalidade das leis. A União Soviética usava o sistema inquisitorial do direito romano, onde o juiz, procurador, advogado de defesa devem colaborar para estabelecer a verdade.
O sistema legal soviético considerava a lei como um braço da política e os tribunais como agências do governo. Extensos poderes extrajudiciais foram dados às agências policiais secretas soviéticas. O regime aboliu o estado de direito ocidental, as liberdades civis, a proteção da lei e as garantias de propriedade, consideradas como exemplos de "moralidade burguesa" pelos teóricos do direito soviético, como Andrey Vyshinsky. Segundo Vladimir Lenin, o objetivo dos tribunais socialistas não era "eliminar o terror… mas substanciá-lo e legitimá-lo em princípio".
Os crimes eram determinados não como uma infração à lei, mas como qualquer ação que pudesse ameaçar o Estado e a sociedade soviéticos. Por exemplo, o desejo de obter lucro poderia ser interpretado como uma atividade contrarrevolucionária punível com a morte. A deportação de milhões de camponeses em 1928–31 foi realizada nos termos do Código Civil Soviético. Alguns juristas soviéticos chegaram a afirmar que a "repressão criminal pode ser aplicada na ausência de culpa". Martin Latsis, chefe do Tcheka ucraniano, explicou "Não procure no arquivo de provas incriminatórias para ver se o acusado se levantou ou não contra os soviéticos com armas ou palavras. Em vez disso, pergunte a que classe ele pertence, qual é sua formação, sua educação, sua profissão. Estas são as perguntas que determinarão o destino do acusado. Esse é o significado e a essência do Terror Vermelho.".
O objetivo dos julgamentos públicos "não era demonstrar a existência ou ausência de um crime — que era predeterminado pelas autoridades apropriadas do partido — mas fornecer mais um fórum de agitação política e propaganda para a instrução dos cidadãos (ver os Processos de Moscou, por exemplo). Os advogados de defesa, que tinham que ser membros do partido, eram obrigados a aceitar a culpa de seus clientes… ".

### Separação de poderes e reforma

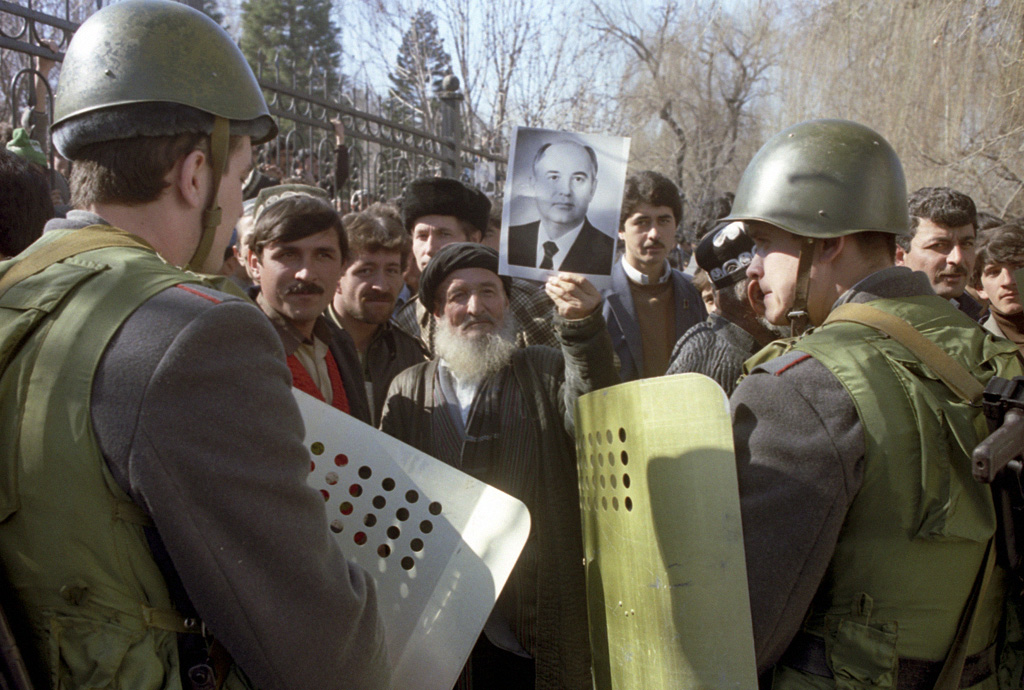
Soldados soviéticos durante os motins nacionalistas antigoverno em Duxambé, Tajiquistão, em 1990.

As constituições soviéticas, que foram promulgadas em 1918, 1924, 1936 e 1977, não limitavam o poder do Estado. Não havia separação de poderes formal existente entre o partido, o Soviete Supremo e o Conselho de Ministros, que representavam os poderes executivos e legislativos do governo. O sistema era regido menos pelo estatuto do que por convenções informais e nenhum mecanismo estabelecia uma sucessão da liderança. Lutas internas ocorreram no Politburo após a morte de Lenin e Joseph Stalin, bem como após a demissão de Khrushchev, devido a uma decisão tanto pelo Politburo e do Comitê Central. Todos os líderes do Partido Comunista antes de Gorbachev morreram no exercício do cargo, exceto Geórgiy Malenkov e Khrushchev, demitido da direção do partido em meio a luta interna.
Entre 1988 e 1990, enfrentando uma oposição considerável, Mikhail Gorbachev promulgou reformas de mudança de poder longe das mais altas instâncias do partido e tornou o Soviete Supremo menos dependente delas. O Congresso dos Deputados do Povo foi estabelecido, cuja maioria dos membros eram eleitos diretamente em eleições competitivas, realizada em março de 1989. O Congresso agora elegia o Soviete Supremo, que se tornou um parlamento em tempo integral, muito mais forte do que antes. Pela primeira vez desde os anos 1920, ele recusou propostas do partido e do Conselho de Ministros. Em 1990, Gorbachev introduziu e assumiu o cargo de presidente da União Soviética, concentrou o poder em seu escritório executivo, independente do partido e subordinado ao governo, agora rebatizado de Conselho de Ministros da URSS.
As tensões cresceram entre as autoridades de toda a união durante o governo de Gorbachev. Reformistas liderados na Rússia por Boris Yeltsin controlavam o recém-eleito Soviete Supremo da República Socialista Federativa Soviética da Rússia. Entre 19 e 21 de agosto de 1991, um grupo de extremistas fizeram uma tentativa de golpe fracassada. Após o fracasso do golpe, o Conselho de Estado da União Soviética tornou-se o mais alto órgão do poder estatal. Gorbachev renunciou ao cargo de Secretário-Geral nos meses finais da existência da URSS.

### Relações internacionais

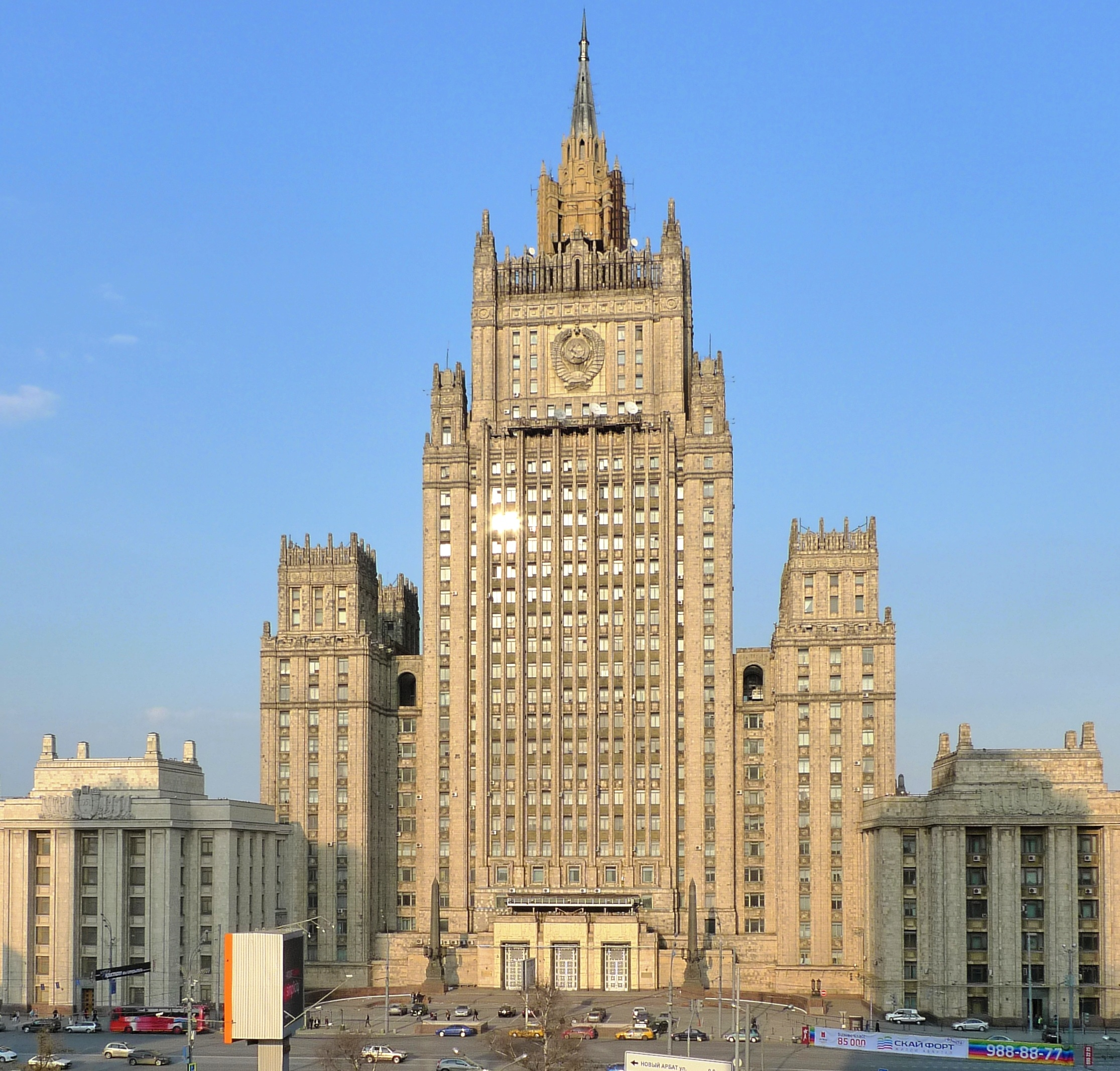
Sede do Ministério das Relações Exteriores da União Soviética.

Desde a sua criação em 1922, a União Soviética sempre manteve uma política agressiva com os outros países do mundo (ver: ocupações soviéticas). Após a sua criação em 1922 ela passou cerca de 20 anos isolada do mundo pelos países capitalistas ocidentais.
Após a Segunda Guerra Mundial a URSS emerge como superpotência mundial e controla um poderoso bloco socialista (ver: Império Soviético). Durante a Guerra Fria as relações entre Estados Unidos e União Soviética se deterioram e somente a partir de 1985 é que começam as iniciativas eficazes de paz entre as duas superpotências.
As relações entre a URSS e os seus países satélites na maioria das vezes foram de paz, mas houve países socialistas que acabaram saindo da área de influência de Moscou como China e Iugoslávia (ver: ruptura Tito-Stalin).
A União Soviética era membro permanente do Conselho de Segurança da ONU, o país líder do Pacto de Varsóvia (aliança militar do bloco socialista) e membro do COMECON. Além de desempenhar um papel decisivo nas relações internacionais nos tempos da Guerra Fria.

### Forças armadas
A URSS sempre foi uma potência militar, seu Exército, foi o responsável pelo suicídio de Adolf Hitler e por grande parte das exterminações dos nazistas na Segunda Guerra Mundial. Depois da Segunda Guerra Mundial, o Exército Vermelho foi o eixo do Pacto de Varsóvia, a organização militar de defesa mútua integrada pelos países do Bloco Socialista no Leste Europeu.
O armamento nuclear soviético aumentou proporcionalmente ao dos norte-americanos. Depois de derrubado o regime soviético, em 1991, o Exército Vermelho foi desmantelado e desapareceu como tal. No entanto, o atual Exército da Federação Russa ainda utiliza muitos dos símbolos da organização do Exército Vermelho da União Soviética.
A União Soviética produziu equipamentos militares que são usados e reverenciados até os tempos atuais. Entre eles estão o fuzil AK-47 e o caça MiG-29. Deixou também uma grande quantidade de bombas atômicas à Federação Russa que especula-se manter em estoque 37 ogivas apenas herdadas do regime soviético. A estrutura física militar da Rússia é em sua maioria também herdada do antigo regime. Deixou também muita sucata o que levanta debates em ecologistas em como armas químicas e biológicas são dispensadas no meio ambiente.

### Direitos humanos

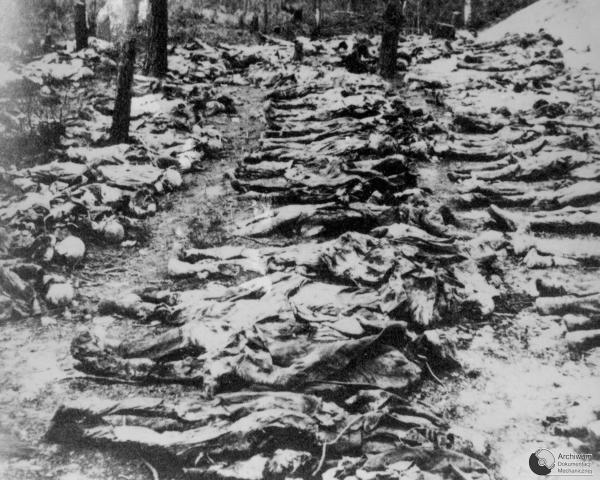
Corpos exumados das vítimas do Massacre de Katyn.

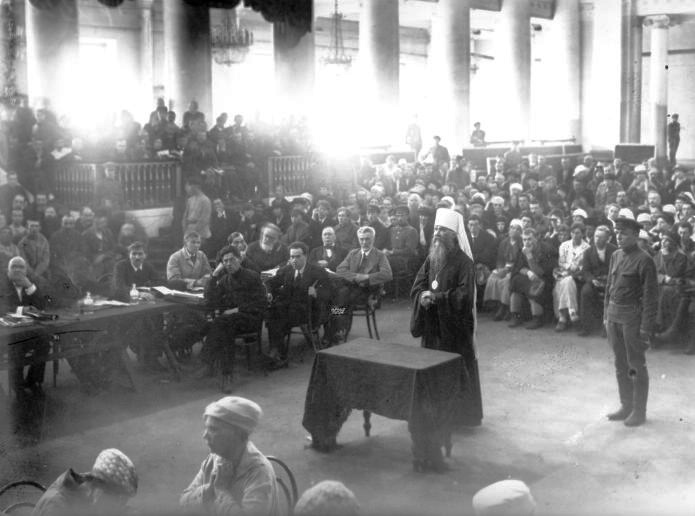
O metropolita ortodoxo russo Benjamin (Kazansky) (1873–1922) foi condenado a morte por fuzilamento em 1922 por "agitação contrarrevolucionária".

O regime se manteve no poder por meio da polícia secreta, propaganda disseminada pelos meios de comunicação de massa controlados pelo Estado, culto de personalidade, restrição de discussões e críticas livres, uso de vigilância em massa, expurgos políticos e perseguição de grupos específicos de pessoas. A concepção soviética de direitos humanos era muito diferente das concepções predominantes no Ocidente. De acordo com a teoria jurídica soviética, "é o governo que é o beneficiário dos direitos humanos que devem ser reivindicados contra o indivíduo", enquanto a lei ocidental alega o contrário. O Estado soviético era considerado como a "fonte" dos direitos humanos.
Nas décadas de 1930 e 1940, a repressão política era praticada pelos serviços policiais secretos soviéticos, OGPU e NKVD. Uma extensa rede de informantes civis — voluntários ou recrutados à força — era usada para coletar informações para o governo e relatar casos de suspeita de dissidência.
Bens pessoais eram permitidos, com certas limitações. O setor imobiliário pertencia principalmente ao Estado. Saúde, moradia, educação e nutrição eram garantidas através do fornecimento de estruturas de emprego e bem-estar econômico implementadas no local de trabalho. A proteção econômica também era estendida aos idosos e deficientes mediante o pagamento de pensões e benefícios. No entanto, essas garantias nem sempre eram cumpridas na prática. Por exemplo, mais de cinco milhões de pessoas careciam de nutrição adequada e morreram de fome durante a fome soviética de 1932 a 1933, uma das várias crise alimentares que assolaram o país. A fome de 1932–33 foi causada principalmente pela coletivização forçada.
O direito de ir e vir era restrito no país. A emigração, ou qualquer viagem ao exterior, não eram permitidas sem uma permissão explícita do governo. As pessoas que não tinham permissão para deixar o país e fizeram campanha pelo direito de sair na década de 1970 eram conhecidas como "refuseniks". De acordo com o Código Penal soviético, uma recusa em retornar do exterior era traição, punível com prisão por um período de 10 a 15 anos ou morte com confisco de propriedade. O sistema de passaportes na União Soviética restringia a migração de cidadãos dentro do país através do "propiska" (sistema de permissões/registros residenciais) e o uso de passaportes internos. Por um longo período da história soviética, os camponeses não tinham passaportes internos e não podiam se mudar para as áreas urbanas sem permissão do governo. Muitos ex-presos receberam "bilhetes de lobo" e só eram autorizados a viver a um mínimo de 101 km das fronteiras da cidade. As viagens para cidades fechadas e para as regiões próximas às fronteiras internacionais eram fortemente restritas. Uma tentativa de escapar ilegalmente ao exterior era punível com prisão por 1 a 3 anos.

## Subdivisões

### Repúblicas
Constitucionalmente, a União Soviética era uma federação das Repúblicas Socialistas Soviéticas (RSSs) e da República Socialista Federativa Soviética Russa (RSFSR), embora a regra do altamente centralizado Partido Comunista soviético fez federalismo meramente nominal.

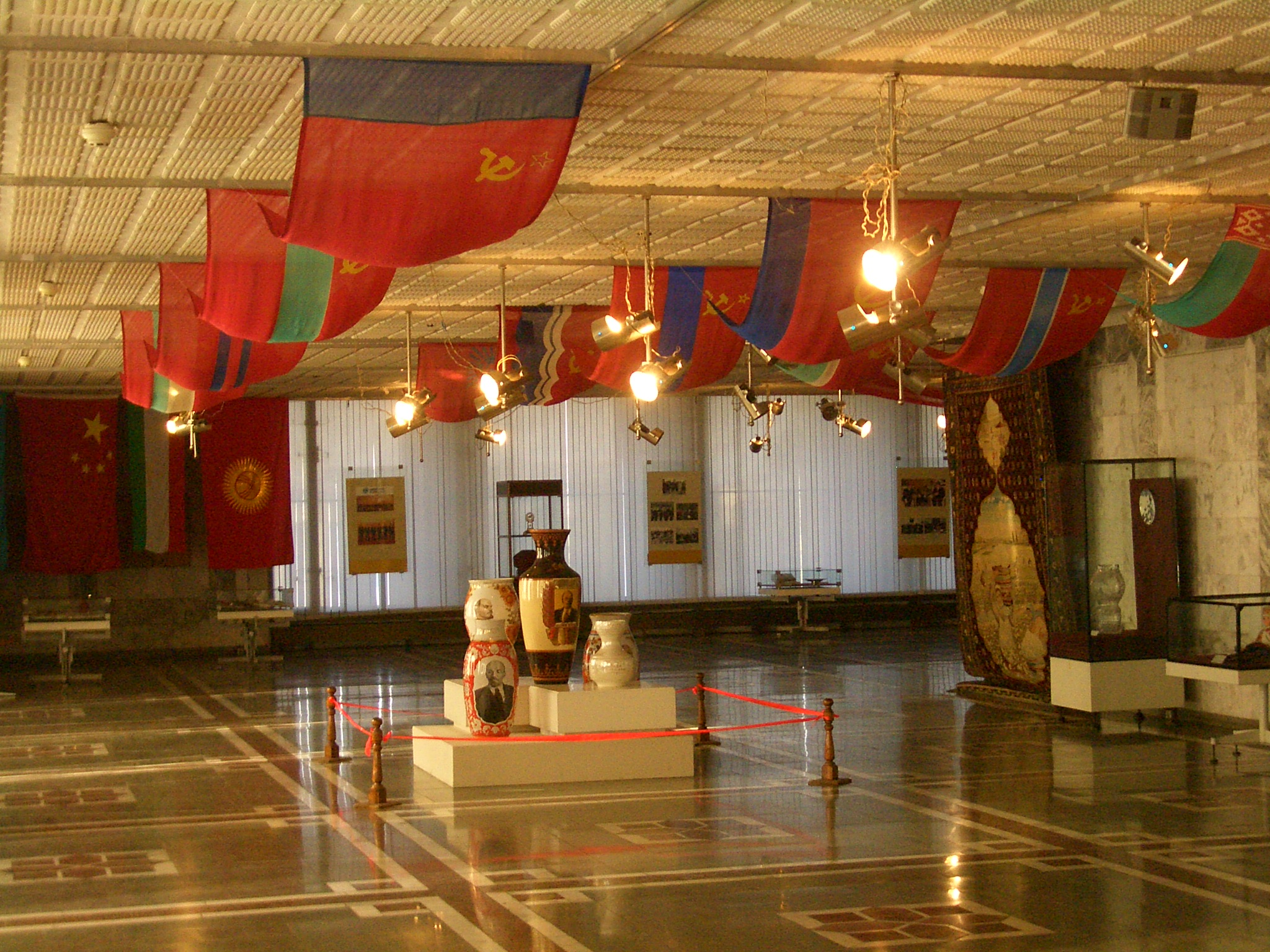
Sala no Museu de Lênin de Bisqueque, do período soviético, com as bandeiras das repúblicas soviéticas.

O tratado sobre a criação de a URSS foi assinado em dezembro de 1922 por quatro repúblicas fundadoras:
- República Socialista Federativa Soviética da Rússia,
- República Socialista Soviética da Bielorrússia,
- República Socialista Soviética da Ucrânia, e
- República Socialista Federativa Soviética Transcaucasiana.

Em 1924, durante a delimitação nacional na Ásia Central, o Uzbequistão e o Turcomenistão formaram repúblicas soviéticas a partir de partes do Turquestão e de duas dependências soviética, o Khorezm e o Bukharan.
Em 1929, o Tajiquistão foi dividido a partir da República Socialista Soviética Uzbeque. Com a constituição de 1936, os constituintes da República Socialista Federativa Soviética Transcaucasiana, ou seja, da Geórgia, República Socialista Soviética da Armênia e República Socialista Soviética do Azerbaijão, foram elevadas a repúblicas da União, enquanto a República Socialista Soviética Cazaque e República Socialista Soviética Quirguiz foram separados da República Socialista Federativa Soviética da Rússia.
Em agosto de 1940, a União Soviética formou a República Socialista Soviética da Moldávia a partir de partes da República Socialista Soviética da Ucrânia e partes da Bessarábia anexada da Roménia. No mesmo ano, anexou os Estados Bálticos (Estónia, Letónia e Lituânia). A República Socialista Soviética Carelo-Finlandesa foi formada a partir de março de 1940 e incorporada em 1956.
Entre julho 1956 e setembro de 1991, havia 15 repúblicas na União Soviética (ver mapa abaixo).
|    | Bandeira | República            | Capital   | Mapa da União Soviética       |
| -- | -------- | -------------------- | --------- | ----------------------------- |
| 1  |          | RSS da Armênia       | Erevã     | Republics of the Soviet Union |
| 2  |          | RSS do Azerbaijão    | Bacu      | Republics of the Soviet Union |
| 3  |          | RSS da Bielorrússia  | Minsk     | Republics of the Soviet Union |
| 4  |          | RSS da Estônia       | Talim     | Republics of the Soviet Union |
| 5  |          | RSS da Geórgia       | Tiblíssi  | Republics of the Soviet Union |
| 6  |          | RSS do Cazaquistão   | Alma-Ata  | Republics of the Soviet Union |
| 7  |          | RSS do Quirguistão   | Frunze    | Republics of the Soviet Union |
| 8  |          | RSS da Letônia       | Riga      | Republics of the Soviet Union |
| 9  |          | RSS da Lituânia      | Vilnius   | Republics of the Soviet Union |
| 10 |          | RSS da Moldávia      | Quixineve | Republics of the Soviet Union |
| 11 |          | RSFS da Rússia       | Moscou    | Republics of the Soviet Union |
| 12 |          | RSS do Tajiquistão   | Duxambé   | Republics of the Soviet Union |
| 13 |          | RSS do Turcomenistão | Asgabade  | Republics of the Soviet Union |
| 14 |          | RSS da Ucrânia       | Kiev      | Republics of the Soviet Union |
| 15 |          | RSS do Uzbequistão   | Tasquente | Republics of the Soviet Union |

## Economia

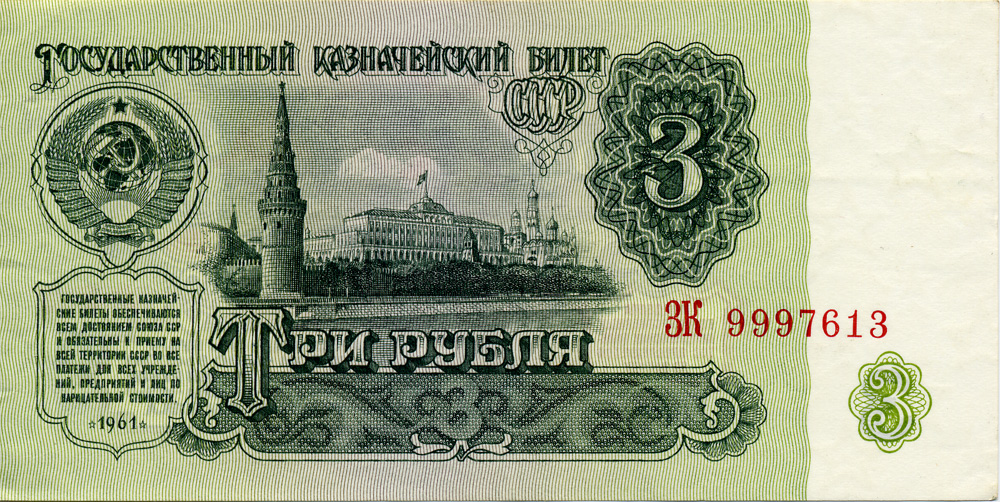
Nota de 3 rublos da União Soviética (1961).

A União Soviética tornou-se o primeiro país a adotar uma economia planificada, em que a produção e distribuição de bens eram centralizados e dirigidos pelo governo. A primeira experiência bolchevique no comando de uma economia foi a política do comunismo de guerra, que envolveu a nacionalização da indústria, a distribuição centralizada de produção, a requisição coercitiva da produção agrícola e a tentativa de eliminar a circulação de dinheiro, empresas privadas e livre comércio. Após o grave colapso econômico causado pela guerra, em 1921, Lenin substituiu o comunismo de guerra pela Nova Política Econômica (NEP), com a legalização do livre comércio e da propriedade privada para empresas de pequeno porte. A economia se recuperou rapidamente.
Após um longo debate entre os membros do Politburo sobre o campo do desenvolvimento econômico, entre 1928 e 1929, após conquistar o controle do país, Josef Stalin abandonou a NEP e levou a economia soviética para o planejamento central completo, começando com a coletivização forçada da agricultura e a promulgação de uma legislação trabalhista draconiana. Os recursos foram mobilizados para a rápida industrialização, o que muito se expandiu a capacidade soviética na indústria e bens de capital pesados durante a década de 1930.

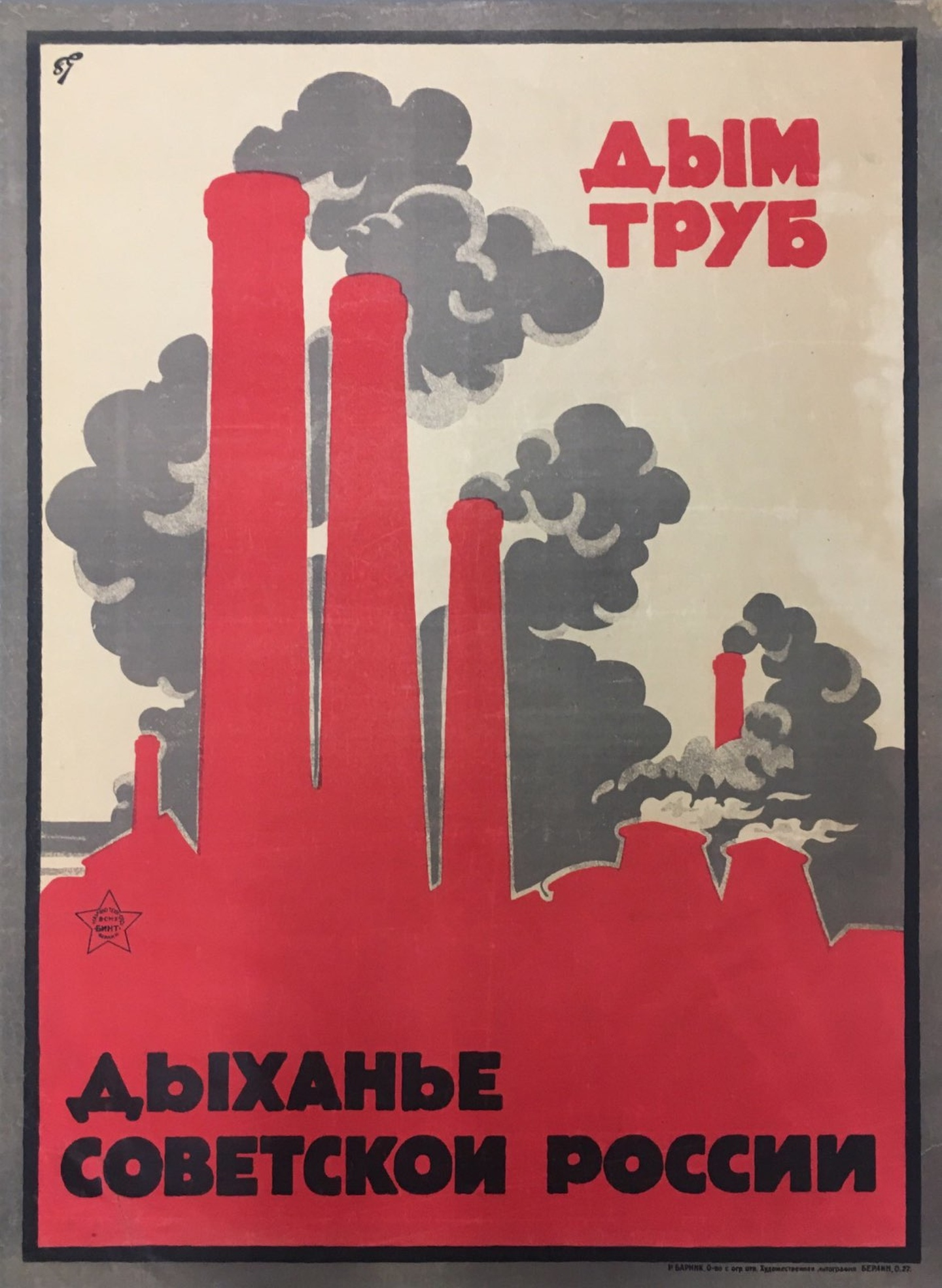
Cartaz soviético: "A fumaça das chaminés é a respiração da Rússia Soviética".

A preparação para a guerra foi uma das principais forças por trás de industrialização, principalmente devido à desconfiança do mundo capitalista. Como resultado, a URSS foi transformada de uma economia agrária em uma grande potência industrial, abrindo o caminho para a sua emergência como uma superpotência após a Segunda Guerra Mundial. Durante a guerra, a economia e a infraestrutura soviética sofreram uma devastação maciça e uma reconstrução extensa se fez necessária.
Até o início dos anos 1940, a economia soviética tornou-se relativamente autossuficiente; na maior parte do período até a criação do Conselho para Assistência Econômica Mútua (Comecon), apenas uma parcela muito pequena dos produtos nacionais era comercializada internacionalmente. Após a criação do Bloco do Leste, o comércio externo cresceu rapidamente. Ainda assim, a influência da economia mundial sobre a URSS era limitada por preços internos fixos e um monopólio estatal sobre o comércio exterior. Grãos e manufaturas de bens sofisticados tornaram-se grandes fabricantes de artigos de importação por toda a década de 1960.
Durante a corrida armamentista da Guerra Fria, a economia soviética estava sobrecarregada por gastos militares, fortemente pressionados por uma poderosa burocracia dependente da indústria de armas. Ao mesmo tempo, a União Soviética tornou-se o maior exportador de armas para o Terceiro Mundo. Quantidades significativas de recursos soviéticos durante a Guerra Fria foram alocados em ajuda para os outros Estados socialistas.

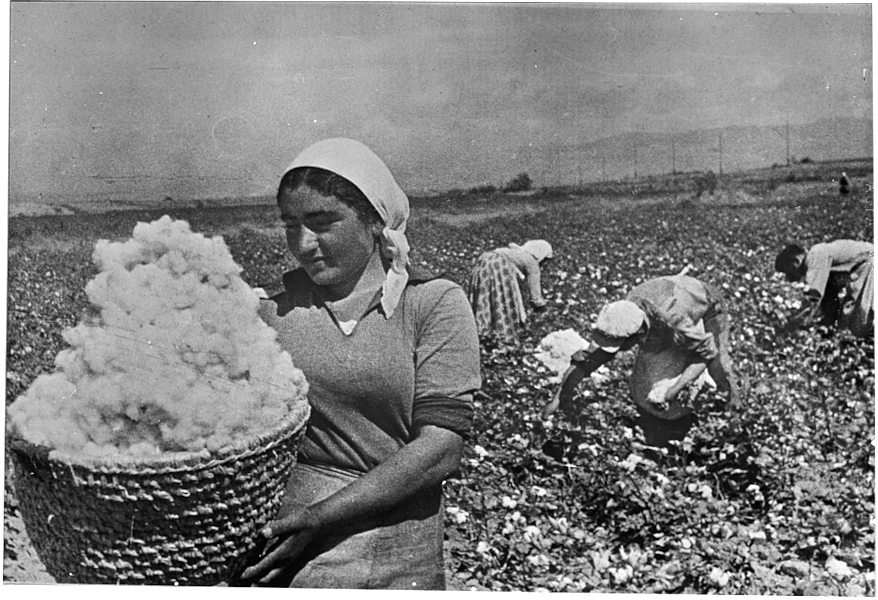
Colheita de algodão na Armênia em 1930.

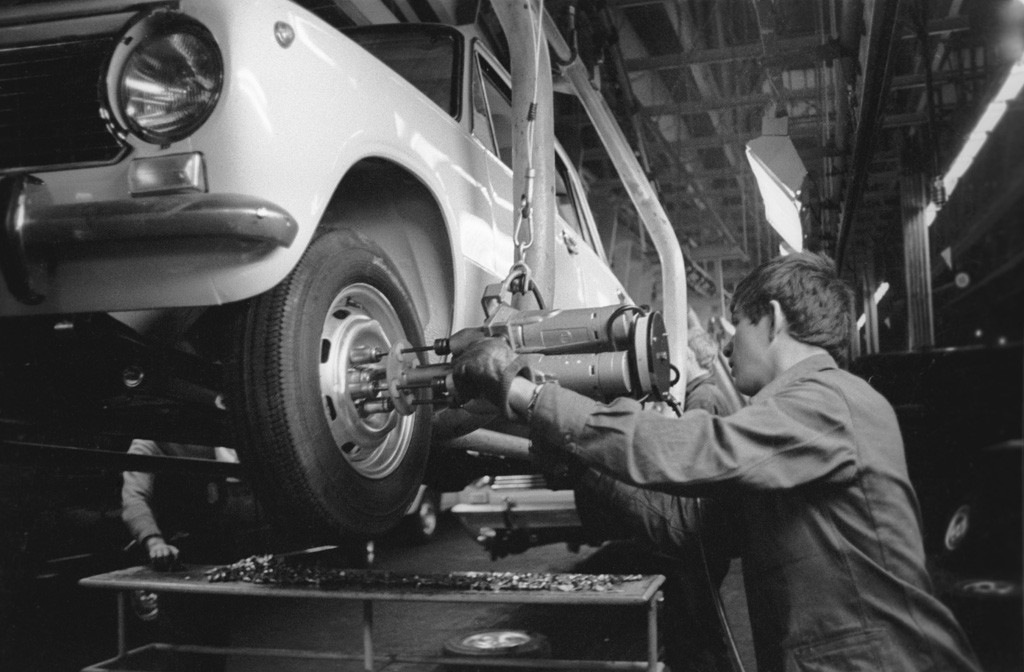
Fábrica da Volzhsky Avtomobilny Zavod (VAZ) em 1967.

Desde a década de 1930 até o seu colapso no final de 1980, a forma como a economia soviética operava permaneceu essencialmente inalterada. A economia era formalmente dirigida pelo planejamento central, realizado pela Gosplan e organizada em planos quinquenais. Na prática, no entanto, os planos eram altamente agregados e provisórios, sujeitos a intervenção ad hoc por parte dos superiores. Todas as decisões econômicas fundamentais eram tomadas pela liderança política. Os recursos alocados e as metas dos planos eram normalmente denominadas em rublos e não em bens físicos. O crédito estava retraído, mas generalizado. A atribuição definitiva da produção foi conseguida através relativamente descentralizada, a contratação não planejada. Embora, em teoria, os preços foram legalmente definidos de cima, na prática, os preços reais eram frequentemente negociados, e ligações informais horizontal (entre produtores fábricas etc.) eram generalizadas.
Uma série de serviços básicos eram financiados pelo Estado, como educação e saúde. No setor industrial, a indústria pesada e de defesa recebiam prioridade maior do que a produção de bens de consumo. Os bens de consumo, especialmente fora das grandes cidades, muitas vezes eram escassos, de má qualidade e de escolha limitada. Sob economia fortemente controlada, os consumidores tinham quase nenhuma influência sobre a produção, de modo que as novas exigências de uma população com rendimentos crescentes não podiam ser satisfeitas por fornecimentos a preços rigidamente fixados. Uma massiva economia secundária e não planejada enorme cresceu ao lado de um planejamento em níveis baixos, proporcionando alguns dos produtos e serviços que os planejadores não podiam fornecer. A legalização de alguns elementos da economia descentralizada foi tentada com a reforma de 1965.

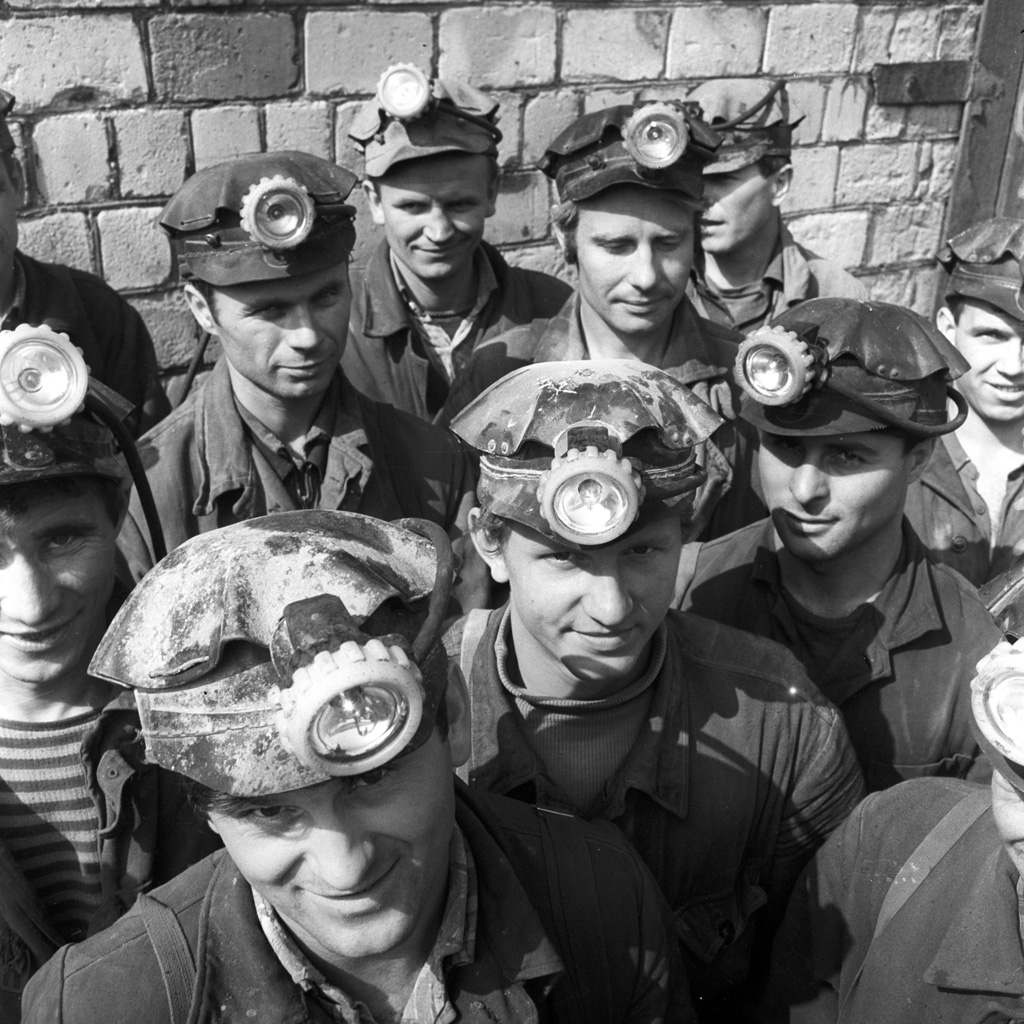
Trabalhadores de uma fábrica de potássio em Salihorsk, Bielorrússia, 1968.

Embora as estatísticas da economia soviética não fossem confiáveis e seu crescimento econômico difícil de estimar com precisão, pela maioria das contas, a economia continuou a se expandir até meados dos anos 1980. Durante os anos 1950 e 1960, a economia soviética experimentou um crescimento econômico comparativamente alto e aproximou-se do Ocidente. No entanto, depois dos anos 1970, o crescimento, embora ainda positivo, diminuiu de forma constante, muito mais rápida e consistente do que em outros países, apesar de um rápido aumento do capital social (a taxa de aumento de capital só foi superada pelo Japão).
No geral, entre 1960 e 1989, a taxa de crescimento da renda per capita na União Soviética ficou ligeiramente acima da média mundial (baseado em uma comparação com 102 países). De acordo com Stanley Fischer e William Easterly, o crescimento poderia ter sido mais rápido. Por seu cálculo, a renda per capita da União Soviética, em 1989, deveria ter sido duas vezes maior do que estava quando considerados o valor do investimento, a educação e a população. Os autores atribuem esse desempenho ruim à baixa produtividade do capital no país. Steven Rosefielde afirma que o padrão de vida na verdade diminuiu como resultado de despotismo de Stalin e, embora tenha havido uma breve melhora após a sua morte, caiu em estagnação.
Em 1987, Mikhail Gorbachev tentou reformar e revitalizar a economia com o seu programa perestroika. Suas políticas relaxaram o controle estatal sobre as empresas, mas ainda não permitiam que ele fosse substituído por incentivos de mercado, resultando em um declínio acentuado na produção. A economia, que já sofria com redução das receitas da exportação de petróleo, começou a entrar em colapso. Os preços ainda estavam fixos e a propriedade ainda era em grande parte estatal depois da dissolução da União Soviética. Na maior parte do período após a Segunda Guerra Mundial até o seu colapso, a economia soviética foi a segundo maior do mundo por PIB (PPC) e era a terceira maior do mundo em meados da década de 1980 e 1989, embora em termos de PIB per capita, os soviéticos ainda estivessem atrás dos países do Primeiro Mundo.

## Infraestrutura

### Energia

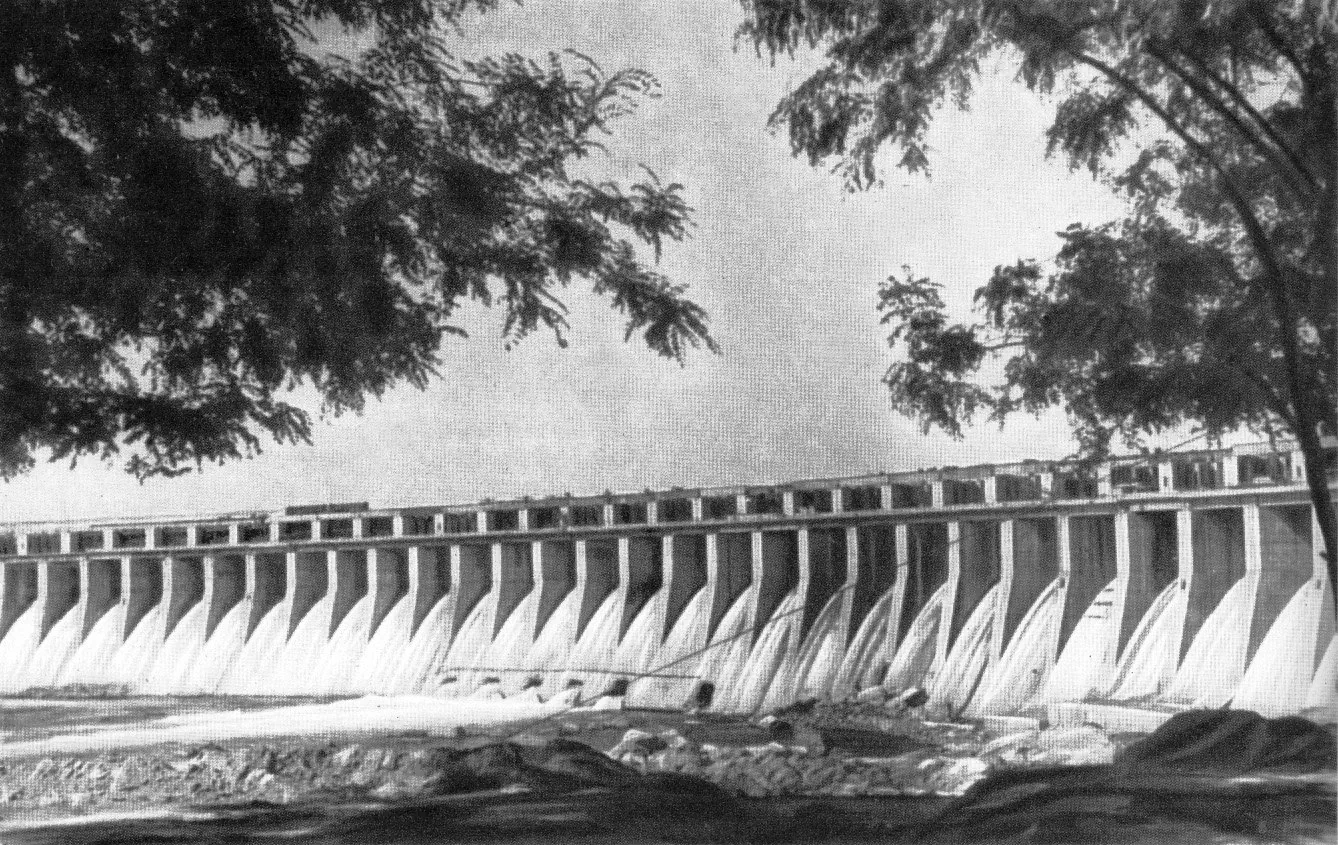
A DneproGES, na Ucrânia, uma das várias centrais hidrelétricas da União Soviética.

A necessidade de combustível diminuiu na União Soviética entre os anos 1970 e a década de 1980. No início, este declínio cresceu muito rapidamente, mas gradualmente diminuiu entre 1970 e 1975. De 1975 e 1980, cresceu de maneira ainda mais lenta, apenas 2,6 por cento. David Wilson, um historiador, acredita que a indústria de gás seria responsável por 40 por cento da produção soviética de combustíveis até o final do século. Sua teoria não veio a ser concretizadas por conta do colapso da URSS. A União Soviética, em teoria, teria continuado a ter uma taxa de crescimento econômico entre 2 e 2,5 por cento durante a década de 1990 por causa da área energética soviética. No entanto, o setor de energia enfrentou muitas dificuldades, entre elas a alta despesa militar do país e as relações hostis com os países do Primeiro Mundo (era pré-Gorbachev).
Em 1991, a União Soviética tinha uma rede de gasodutos de 82 000 km para petróleo bruto e outros 206 500 km para gás natural. Petróleo e seus produtos derivados, gás natural, metais, madeira, produtos agrícolas e uma variedade de produtos manufaturados, principalmente máquinas, armas e equipamento militar, eram exportações da URSS. Nas décadas de 1970 e 1980, a União Soviética fortemente contou com exportações de combustíveis fósseis para ganhar divisas. Em seu pico em 1988, o país foi o maior produtor e o segundo maior exportador de petróleo bruto, sendo superado apenas pela Arábia Saudita.

### Ciência e tecnologia
|                                          |  |                                                                                  |
| Foguete Soyuz no Cosmódromo de Baikonur. |  | Réplica do Sputnik 1, o primeiro satélite artificial, lançado em 1957 pela URSS. |

A União Soviética colocava grande ênfase na área de ciência e tecnologia no âmbito da sua economia; Lenin acreditava que a URSS nunca iria dominar o mundo desenvolvido se permanecesse como um país tecnologicamente atrasado, como era quando a URSS foi fundada. As autoridades soviéticas mostraram seu compromisso com a crença de Lenin, desenvolvendo enormes organizações e redes de pesquisa e desenvolvimento. Todavia, os mais notáveis sucessos soviéticos em tecnologia, como a produção do Sputnik 1, primeiro satélite espacial do mundo, normalmente eram da responsabilidade dos militares.
No entanto, durante a Era Stalin e após, pesquisas sobre determinadas teorias científicas foram reprimidas. Cientistas soviéticos sofreram perseguições e ramos das ciências exatas, sociais e humanas foram rotulados como "pseudociência burguesa." Áreas como cibernética, astronomia, linguística, física (especificamente, mecânica quântica e relatividade), estatística e história sofriam oposição e/ou manipulações. O sociólogo Pitirim Sorokin foi exilado em 1922, a sociologia foi stalinizada e, entre as décadas de 1930 e 1950, esta disciplina praticamente desapareceu, sendo substituída no bloco comunista pela sociologia marxista. A sociologia só foi reabilitada após o 23.º Congresso do Partido Comunista da União Soviética (Março-Abril de 1966).
O regime também apoiou teorias pseudocientíficas, como as do agrônomo Trofim Lysenko ("lysenkoismo"), que rejeitava a genética moderna classificando-a como uma "pseudociência burguesa". O fato de este campo ter sido fundado por um cristão, o monge Gregor Mendel, enraivecia Stalin e chocava-se com os princípios de ateísmo marxista-leninista defendidos pelo estado ateu soviético. A genética mendeliana foi banida e a influência das ideias de Lysenko, que perdurou até meados do anos 1960, retardou o desenvolvimento das ciências biológicas na URSS. O grande Expurgo vitimou cientistas cujas ideias não estavam ideologicamente alinhadas com o regime e, uma das muitas vítimas, o geneticista, botânico e especialista em alimentos mundialmente reconhecido, Nikolai Vavilov, foi encarcerado na Sibéria em 1940, onde morreu de fome três anos depois. No início dos anos 1960, os soviéticos 40% dos PhDs em química eram mulheres, em comparação com apenas 5% das que receberam tal graduação nos Estados Unidos.

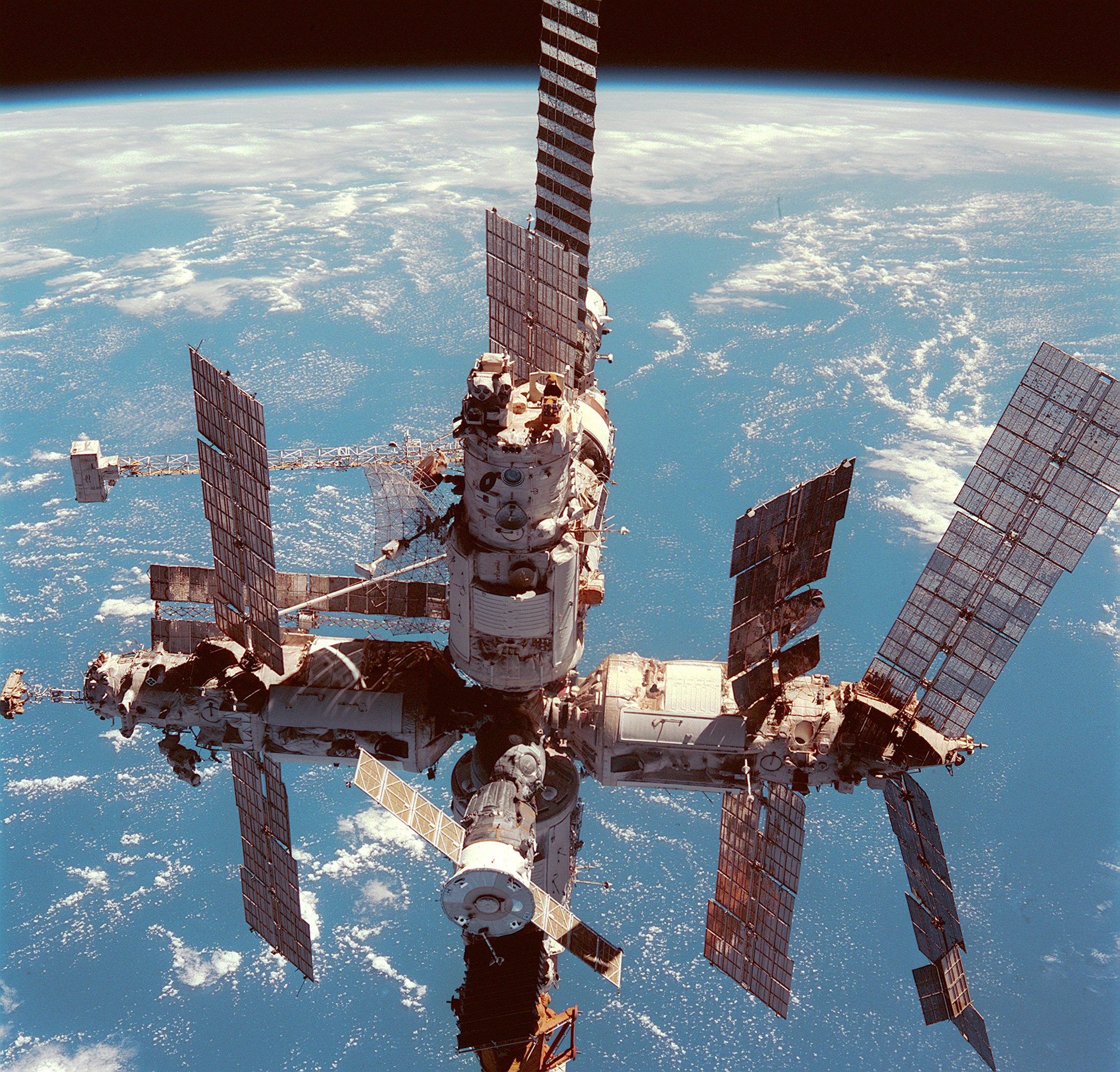
A estação espacial Mir, que foi desativada, em 1998.

Em 1989, os cientistas soviéticos estavam entre os melhores treinados especialistas do mundo em diversas áreas, como a física de altas energias, vários campos da medicina, matemática, soldagem e tecnologias militares. Devido aos rígidos planejamento e burocracia estatais, os soviéticos permaneceram muito atrás tecnologicamente em química, biologia e computadores quando comparado com o Primeiro Mundo. Os cientistas do país ganharam prêmios importantes em diferentes campos do conhecimento. Eles estavam na vanguarda da ciência em várias áreas, como matemática, e em diversos ramos da física (como a física nuclear), química e astronomia. O físico-químico e físico Nikolay Semyonov foi o primeiro cidadão soviético a ganhar um Prêmio Nobel, em 1956, entre vários outros ganhadores soviéticos da honraria. O matemático Sergei Novikov foi o primeiro cidadão soviético a ganhar uma Medalha Fields em 1970, seguido por Grigory Margulis em 1978 e Vladimir Drinfeld em 1990.
O Projeto Sócrates, sob a administração do presidente estadunidense Ronald Reagan, determinou que a União Soviética se dirigia à aquisição de ciência e tecnologia de uma maneira que era radicalmente diferente do que os Estados Unidos faziam. No caso dos Estados Unidos, a priorização econômica estava sendo usada para a pesquisa e o desenvolvimento como meio de adquirir a ciência e tecnologia nos setores público e privado. Em contrapartida, a União Soviética estava ofensivamente e defensivamente adquirindo e utilizando tecnologia em todo o mundo, para aumentar a vantagem competitiva que eles adquiriram a partir da tecnologia, evitando assim que os Estados Unidos conseguissem uma vantagem competitiva. No entanto, além disso, o planejamento de base tecnológica da União Soviética era executado de uma maneira centrada no governo centralizado que dificultava muito a sua flexibilidade. Foi esta significativa falta de flexibilidade que foi aproveitada pelos Estados Unidos para minar a força da URSS e, assim, promover a sua reforma.

### Transportes

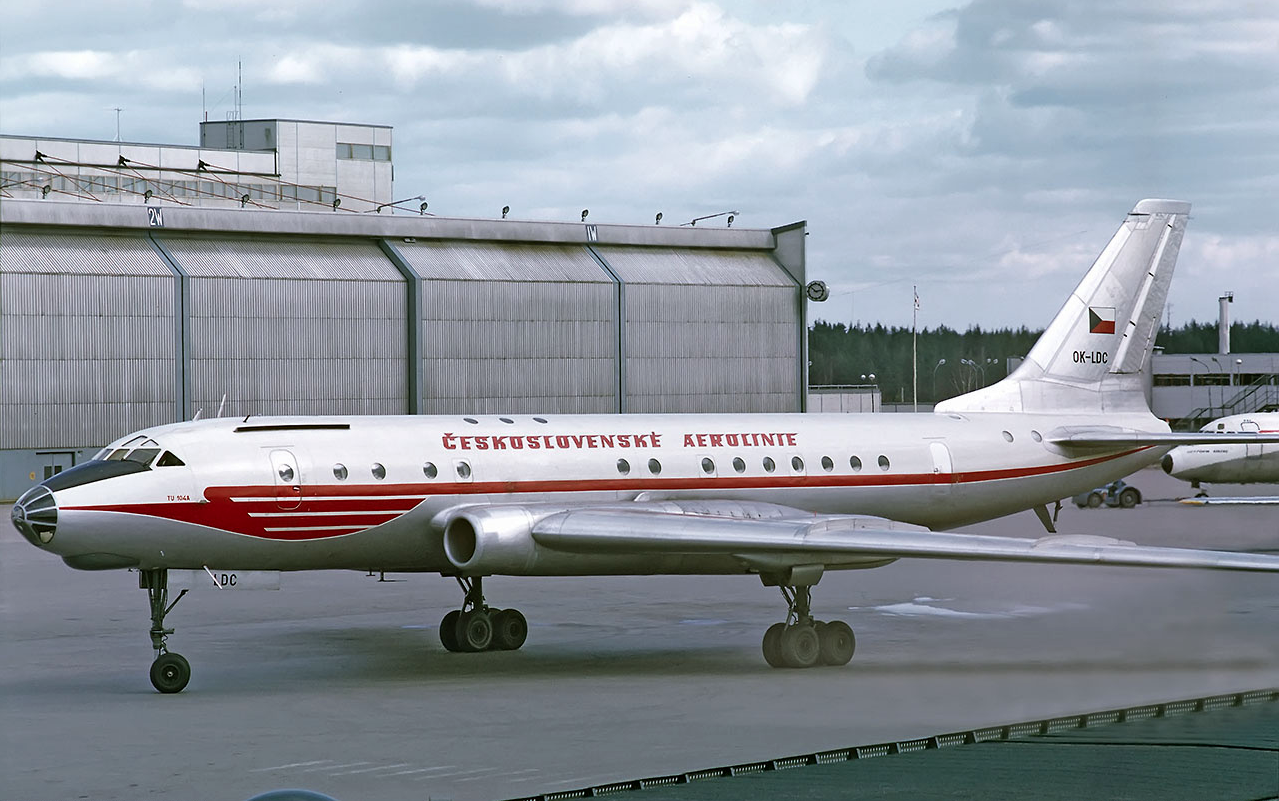
Avião Tupolev Tu-104 em 1972.

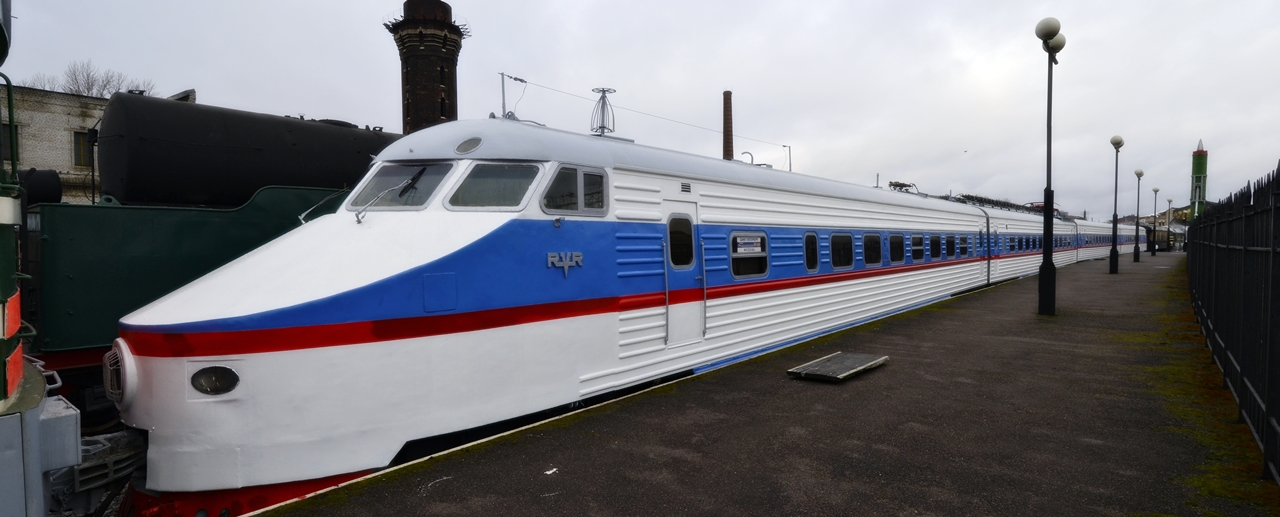
Trem ER200-1.

O transporte era um componente chave da economia do país. A centralização econômica do final dos anos 1920 e 1930, levou ao desenvolvimento de infraestruturas em grande escala, principalmente com a criação da Aeroflot, uma empresa de aviação. O país tinha uma grande variedade de meios de transporte por terra, água e ar. No entanto, devido à má manutenção, grande parte dos transportes soviéticos por estradas, água e pela aviação civil estavam ultrapassados e tecnologicamente atrasados em relação ao Primeiro Mundo.
O transporte ferroviário soviética era o maior e mais intensamente utilizada no mundo; também era melhor desenvolvida do que na maioria de seus colegas ocidentais. No final dos anos 1970 e início da década de 1980, os economistas soviéticos clamavam pela construção de mais estradas para aliviar um pouco a carga das ferrovias e melhorar o orçamento do Estado soviético. A rede de estradas e a indústria automobilística permaneceram subdesenvolvidas e estradas de terra eram comuns fora das grandes cidades. Os projetos de manutenção das redes de transportes soviéticas mostraram-se incapazes de cuidar das poucas estradas que o país tinha. Nos anos 1980, as autoridades soviéticas tentaram resolver o problema das estradas, ordenando a construção de novas rodovias. Enquanto isso, a indústria automobilística estava crescendo a uma taxa mais rápida do que a construção de estradas. O subdesenvolvido da rede rodoviária levou a uma crescente demanda por transporte público.
Apesar das melhorias, vários aspectos do setor dos transportes ainda estavam cheios de problemas devido à infraestrutura ultrapassada, falta de investimento, a corrupção e gerenciamento ruim. As autoridades soviéticas foram incapazes de atender à crescente demanda por infraestrutura e serviços de transporte. A frota mercante soviética, no entanto, era uma das maiores do mundo.

### Educação

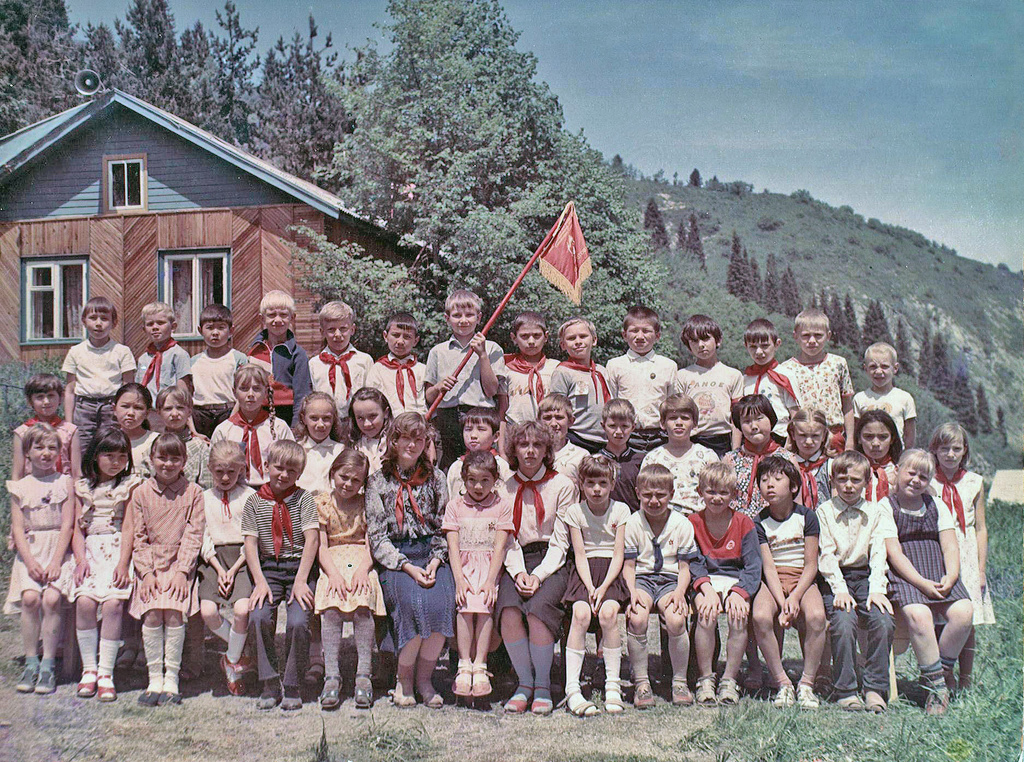
Acampamento do Movimento dos Pioneiros na República Socialista Soviética Cazaque.

Antes de 1917, a educação não era livre e só era disponível à nobreza. Estimativas de 1917 eram de que 75–85% da população russa era analfabeta. Anatoly Lunacharsky tornou-se o primeiro Narkompros (Comissariado do Povo para a Educação da Rússia Soviética).
As autoridades soviéticas colocaram grande ênfase na eliminação do analfabetismo e pessoas com alguma educação eram automaticamente contratadas como professores. Por um curto período de tempo, a qualidade foi sacrificada pela quantidade. Em se livrar do analfabetismo, as autoridades soviéticas foram bem-sucedidos, e por volta de 1940, Josef Stalin podia anunciar que o analfabetismo tinha sido eliminado. No rescaldo da Grande Guerra Patriótica do sistema educacional do país expandiu-se dramaticamente. Essa expansão teve um efeito tremendo na década de 1960 quase todas as crianças soviéticas tinham acesso à educação, sendo a única excepção as crianças que viviam em áreas remotas. Nikita Khrushchev tentou melhorar a educação, tornando-a mais acessível e deixando claro aos filhos que a educação era intimamente ligado às necessidades da sociedade. A educação também se tornou uma característica importante na criação do Novo homem soviético (ver também: Homo sovieticus e Novo Homem).
A educação era gratuita para todos na União Soviética. A acessibilidade para os cidadãos soviéticos para o ensino primário, secundário e técnico era aproximadamente a mesma que nos Estados Unidos.

### Saúde

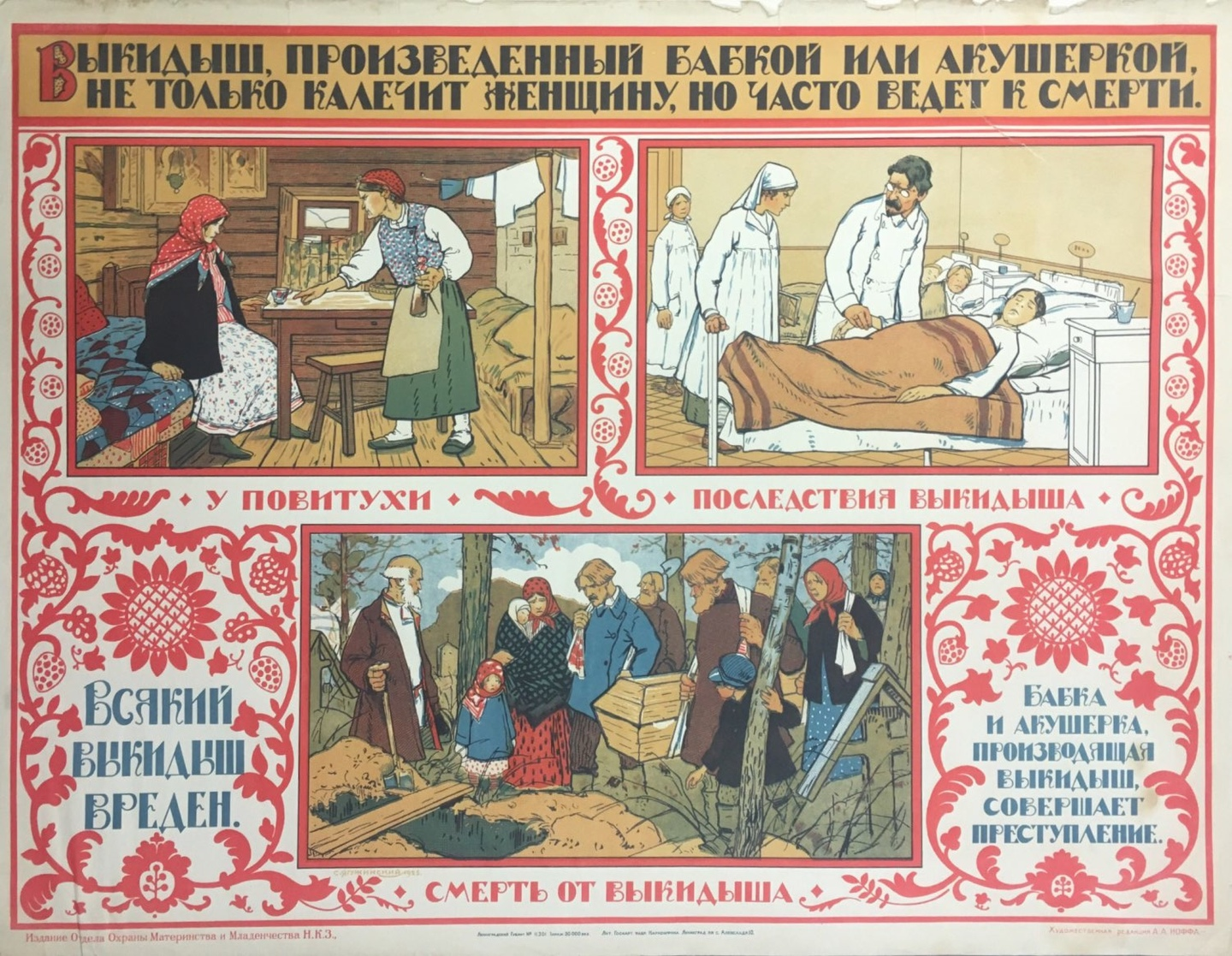
Um pôster da era soviética desencorajando práticas inseguras de aborto.

Em 1917, antes da revolução, as condições de saúde eram significativamente piores do que a dos países desenvolvidos. Como Lenin mais tarde observou: "Ou o piolho vai derrotar o socialismo, ou socialismo vai derrotar os piolhos". O princípio soviético de assistência médica foi concebido pelo Comissariado do Povo para a Saúde em 1918. O sistema de saúde era controlado pelo Estado e era fornecido aos seus cidadãos de forma gratuita, como um conceito revolucionário. O artigo 42 da Constituição Soviética de 1977 deu a todos os cidadãos o direito à assistência médica e acesso gratuito a todas as instituições de saúde na URSS. Antes de Leonid Brezhnev tornar-se chefe de Estado, o sistema de saúde da União Soviética era considerado de qualidade por muitos especialistas estrangeiros. Isso mudou no entanto, a partir da adesão de Brezhnev e do mandato de Mikhail Gorbachev como líder, o sistema de saúde soviético passou então a ser duramente criticado por muitas falhas básicas, tais como a qualidade do serviço e a desigualdade na sua prestação. O ministro da saúde Yevgeniy Chazov, durante o 19º Congresso do Partido Comunista da União Soviética, apesar de destacar os sucessos soviéticos pelo fato do país ter o maior número de médicos e hospitais em todo o mundo, reconheceu que algumas áreas do sistema precisavam de melhorias e disse que bilhões de rublos soviéticos foram desperdiçadas.
Após a revolução socialista, a expectativa de vida para todas as faixas etárias dos habitantes do país subiu. Esta estatística em si era visto por alguns como sinal de que o sistema socialista era superior ao sistema capitalista. Estas melhorias continuaram até a década de 1960, quando a expectativa de vida na União Soviética superou a dos Estados Unidos. Ela manteve-se estável durante a maior parte dos anos, embora na década de 1970, tenha caído um pouco, possivelmente por causa do abuso de álcool. Ao mesmo tempo, a mortalidade infantil começou a subir. Depois de 1974, o governo deixou de publicar estatísticas sobre o assunto. Esta tendência pode ser parcialmente explicada pelo aumento drástico do número de grávidas na parte asiática do país onde a mortalidade infantil era mais alta, apesar do declínio marcante na parte europeia mais desenvolvida da União Soviética.

## Cultura
A cultura da União Soviética passou por diversas fases durante a sua existência de 70 anos. Durante os primeiros onze anos depois da Revolução (1918–1929), houve uma relativa liberdade e artistas experimentaram vários estilos diferentes, em um esforço para encontrar um estilo distinto soviética da arte. Lenin queria que a arte fosse acessível ao povo russo.
O governo incentivou uma série de tendências. Na arte e literatura, numerosas escolas, algumas tradicionais e outras radicalmente experimentais, proliferaram. Comunistas escritores como Máximo Gorki e Vladimir Mayakovsky eram ativos durante este tempo. Filmes, como um meio de influenciar uma sociedade iletrada, receberam o incentivo do Estado; muito das melhores datas diretor Serguei Eisenstein de trabalho deste período.
Mais tarde, durante o governo de Josef Stalin, a cultura soviética foi caracterizada pela ascensão e dominação do governo que impôs o estilo do realismo socialista, com todas as outras tendências a ser duramente reprimidas, com raras exceções (por exemplo, obras de Mikhail Bulgákov). Muitos autores foram presos e mortos. Além disso, os religiosos foram perseguidos e enviados para gulags ou foram assassinados aos milhares. A proibição da Igreja Ortodoxa foi temporariamente suspensa em 1940, a fim de conseguir apoio para a guerra soviética contra as forças invasoras da Alemanha. Sob Stalin, símbolos de destaque, que não estavam em conformidade com a ideologia comunista foram destruídos, tais como igrejas ortodoxas e edifícios czarista.
Seguindo o Degelo de Kruschev no final dos anos 1950 e início dos anos 1960, a censura foi diminuída. Maior experimentação de formas de arte tornou-se admissível uma vez, com o resultado que mais sofisticado e sutil trabalho crítico começou a ser produzido. O regime de solta a sua ênfase no realismo socialista, assim, por exemplo, muitos protagonistas dos romances do autor Yury Trifonov se preocupado com os problemas da vida cotidiana em vez de construir o socialismo. Uma literatura underground dissidente, conhecido como samizdat, desenvolvido durante este período de atraso. Na arquitetura da era Kruchev principalmente com foco em design funcionalista em oposição ao estilo altamente decorados de época de Stalin.
Na segunda metade da década de 1980, as políticas de Gorbachev da perestroika e da glasnost expandiu significativamente a liberdade de expressão nos meios de comunicação e imprensa, acabou resultando na eliminação completa da censura, a liberdade total de expressão e a liberdade para criticar o governo.

### Esportes

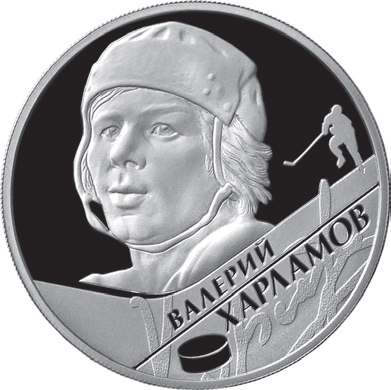
Valeri Kharlamov representou a União Soviética em onze Campeonatos Mundiais de Hóquei no Gelo, conquistando oito medalhas de ouro, duas pratas e uma de bronze.

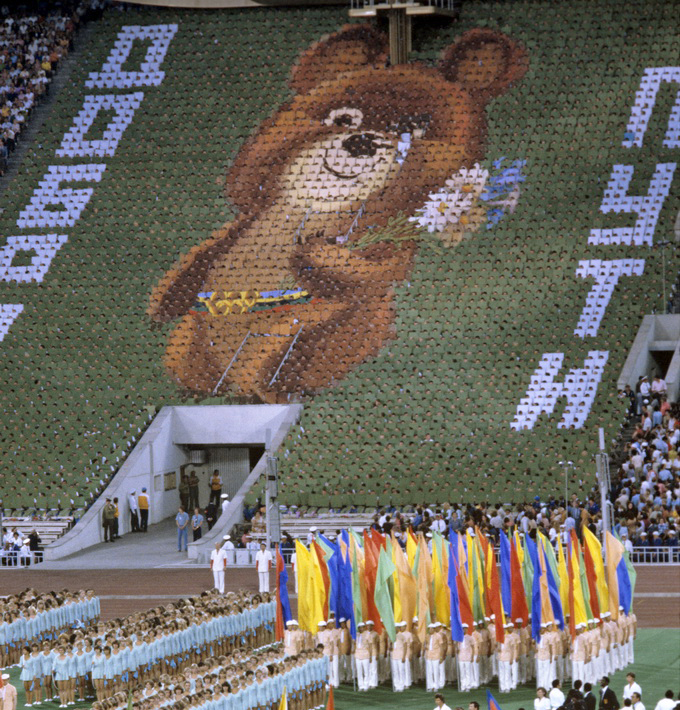
A famosa cena do choro do mascote olímpico Misha, ocorrida durante a cerimônia de encerramento dos Jogos Olímpicos de Verão de 1980, em Moscou.

Fundado em 20 de julho de 1924 em Moscou, o Sovetsky Sport foi o primeiro jornal esportivo da União Soviética. O Comitê Olímpico Soviético formou-se em 21 de abril de 1951 e o COI reconheceu o novo órgão em sua 45ª sessão. No mesmo ano, quando o representante soviético Konstantin Andrianov se tornou membro do COI, a URSS se juntou oficialmente ao Movimento Olímpico. Os Jogos Olímpicos de Verão de 1952 em Helsinque tornaram-se os primeiros Jogos Olímpicos para atletas soviéticos. A equipe nacional de hóquei no gelo da União Soviética venceu quase todos os campeonatos mundiais e torneios olímpicos entre 1954 e 1991 e nunca deixou de ganhar uma medalha em torneios da Federação Internacional de Hóquei no Gelo (IIHF) em que competia.

#### Doping
O advento do "atleta amador em tempo integral" dos países do Bloco Oriental corroeu ainda mais a ideologia do amador puro, pois colocou em desvantagem os amadores autofinanciados dos países ocidentais. A União Soviética entrou em equipes de atletas que eram todos nominalmente estudantes, soldados ou que trabalhavam em uma profissão — na realidade, o estado pagou muitos desses competidores para treinar em período integral. No entanto, o COI manteve as regras tradicionais relativas ao amadorismo.
Um relatório de 1989 de um comitê do Senado Australiano alegou que "dificilmente há um vencedor de medalhas nos Jogos de Moscou, certamente não um vencedor de medalhas de ouro… que não esteja usando um tipo de droga ou outro: geralmente de vários tipos. Os jogos podem muito bem ter sido chamados de Jogos dos Químicos".
Um membro da Comissão Médica do COI, Manfred Donike, realizou testes adicionais com uma nova técnica para identificar níveis anormais de testosterona, medindo sua proporção de epitestosterona na urina. Vinte por cento dos espécimes que ele testou, incluindo os de dezesseis medalhistas de ouro, teriam resultado em procedimentos disciplinares se os testes fossem oficiais. Os resultados dos testes não oficiais de Donike mais tarde convenceram o COI a adicionar sua nova técnica aos seus protocolos de teste. O primeiro caso documentado de "doping sanguíneo" ocorreu nos Jogos Olímpicos de Verão de 1980, quando um corredor foi transfundido com dois litros de sangue antes de ganhar medalhas nos 5 000 m e 10 000 m.
Uma documentação obtida em 2016 revelou os planos da União Soviética para um sistema estatal de doping no atletismo, em preparação para os Jogos Olímpicos de Verão de 1984 em Los Angeles. Datado antes da decisão de boicotar os Jogos de 1984, o documento detalhava as operações de esteroides existentes no programa, além de sugestões para melhorias adicionais. O Dr. Sergei Portugalov, do Instituto de Cultura Física, preparou a comunicação, dirigida ao chefe de atletismo da União Soviética. Portugalov mais tarde se tornou uma das principais figuras envolvidas na implementação do doping russo antes dos Jogos Olímpicos de Verão de 2016 no Rio de Janeiro.

### Feriados
| Data            | Nome em português                      | Nome local                                   | Observações |
| --------------- | -------------------------------------- | -------------------------------------------- | --- |
| 1.º de janeiro  | Ano Novo                               | Новый Год                                    | Início do novo ano civil                                                                                              |
| 23 de fevereiro | Dia do Exército Vermelho               | День Советской Армии и Военно-Морского Флота | Revolução de Fevereiro (1917) e Formação do Exército Vermelho (1918) Atualmente é chamado de День Защитника Отечества |
| 8 de março      | Dia Internacional da Mulher            | Международный Женский День                   | |
| 12 de abril     | Dia do Cosmonauta                      | День космонавтики                            | O dia que Yuri Gagarin se tornou o primeiro homem no espaço, em 1961                                                  |
| 1.º de maio     | Dia do Trabalhador                     | Первое Мая — День Солидарности Трудящихся    | |
| 9 de maio       | Dia da Vitória                         | День Победы                                  | Fim da Segunda Guerra Mundial, marcada pela conquista soviética da Alemanha nazista em 1945                           |
| 7 de outubro    | Dia da Constituição da URSS            | День Конституции СССР                        | Dia em que a constituição de 1977 foi aprovada                                                                        |
| 7 de novembro   | Grande Revolução Socialista de Outubro | Седьмое Ноября                               | Revolução de Outubro (1917). Era chamado День Примирения и Согласия                                                   |

## Legado

### Nostalgia

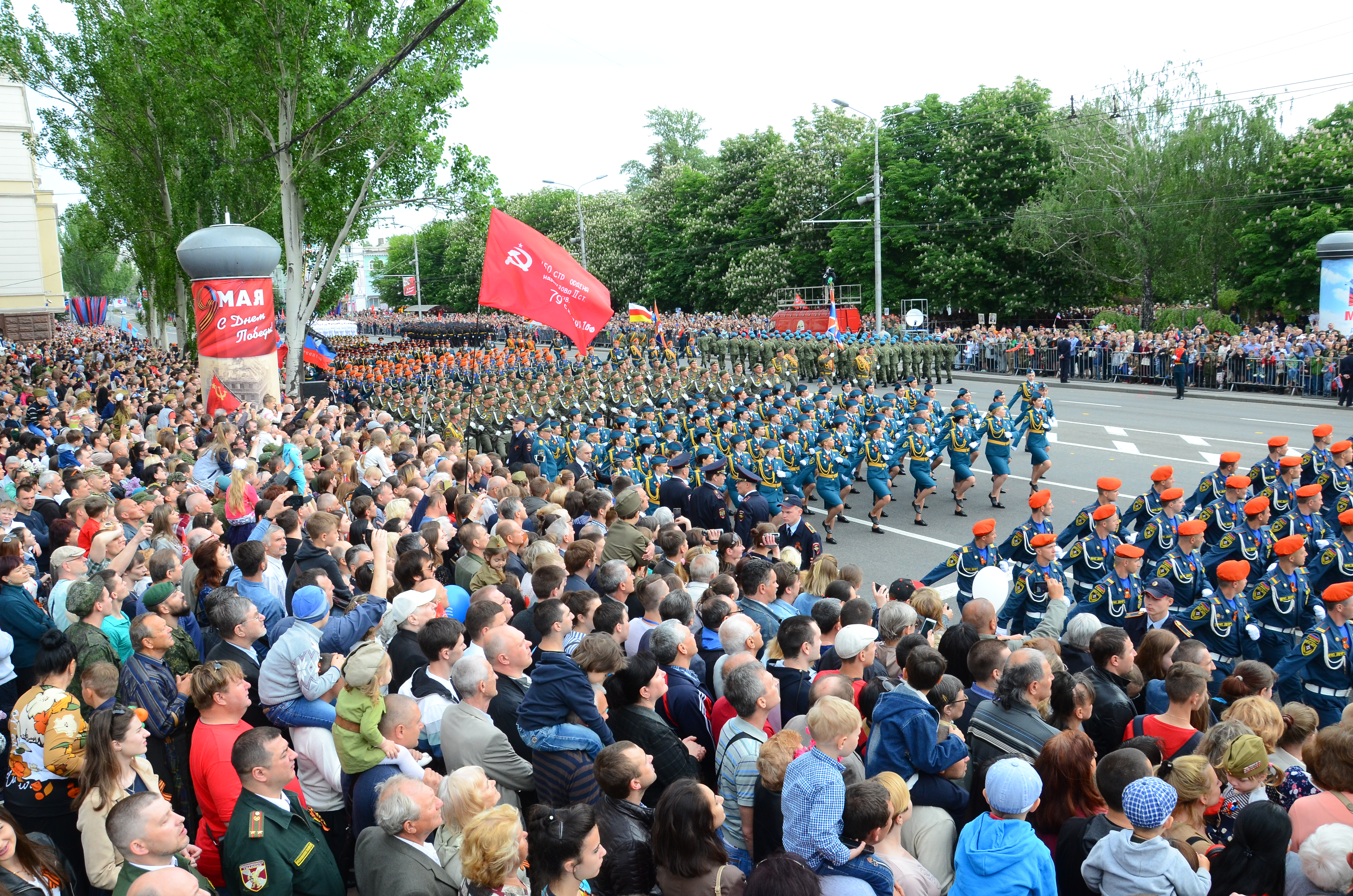
Separatistas pró-russos em Donetsk, Ucrânia, comemoram o Dia da Vitória Soviética sobre a Alemanha nazista, 9 de maio de 2018.

Na Armênia, 12% dos entrevistados disseram que o colapso da URSS fez bem, enquanto 66% disseram que fez mal. No Quirguistão, 16% dos entrevistados disseram que o colapso da URSS fez bem, enquanto 61% disseram que fez mal. Desde o colapso da URSS, a pesquisa anual do Levada Center mostrou que mais de 50% da população da Rússia lamentou seu colapso, com a única exceção sendo em 2012. Uma pesquisa do Levada Center de 2018 mostrou que 66% dos russos lamentaram a queda da União Soviética. De acordo com uma pesquisa de 2014, 57% dos cidadãos da Rússia lamentaram o colapso da União Soviética, enquanto 30% disseram que não lamentavam. Os idosos tendem a ser mais nostálgicos do que os jovens russos. Cerca de 50% dos entrevistados na Ucrânia em uma pesquisa semelhante realizada em fevereiro de 2005 afirmaram lamentar a desintegração soviética. No entanto, uma pesquisa semelhante realizada em 2016 mostrou apenas 35% dos ucranianos lamentando o colapso da União Soviética e 50% não lamentando isso.
O rompimento dos laços econômicos que se seguiu ao colapso da União Soviética levou a uma grave crise econômica e à queda catastrófica dos padrões de vida nos Estados pós-soviéticos e no antigo Bloco do Leste, que foi ainda pior do que a Grande Depressão. A pobreza e a desigualdade econômica aumentaram entre 1988–1989 e 1993–1995, com o índice de Gini aumentando em uma média de 9 pontos para todos nos antigos países socialistas europeus. Mesmo antes da crise financeira na Rússia em 1998, o PIB russo era metade do que tinha sido no início dos anos 1990.
Nas décadas que se seguiram ao fim da Guerra Fria, apenas cinco ou seis dos Estados pós-comunistas estão no caminho de se juntar ao rico Ocidente capitalista, enquanto a maioria está ficando para trás, alguns a tal ponto que levará mais de 50 anos para alcançar onde estavam antes do fim do comunismo. Em um estudo de 2001, o economista Steven Rosefielde calculou que houve 3,4 milhões de mortes prematuras na Rússia de 1990 a 1998, que ele atribui em parte à "terapia de choque" que veio com o Consenso de Washington.
No Debate da Cozinha de 1959, Nikita Khrushchev afirmou que os netos do então vice-presidente estadunidense Richard Nixon viveriam sob o comunismo e Nixon afirmou que os netos de Khrushchev viveriam em liberdade. Em uma entrevista de 1992, Nixon comentou que na época do debate, ele tinha certeza de que a afirmação de Khrushchev estava errada, mas Nixon não tinha certeza de que sua própria afirmação estava correta. Nixon disse que os eventos provaram que ele estava realmente certo porque os netos de Khrushchev agora viviam em liberdade, referindo-se ao então recente colapso da União Soviética. O filho de Khrushchev, Sergei Khrushchev, era um cidadão estadunidense naturalizado.

### Ex-repúblicas soviéticas
Após setembro de 1991, as 15 repúblicas na União Soviética tornaram-se países independentes (ver mapa abaixo).
| Ex-repúblicas soviéticas | Ex-repúblicas soviéticas | Ex-repúblicas soviéticas | Ex-repúblicas soviéticas | Ex-repúblicas soviéticas       |
|                          | Bandeira                 | República                | Capital                  | Mapa da antiga União Soviética |
| ------------------------ | ------------------------ | ------------------------ | ------------------------ | ------------------------------ |
| 1                        |                          | Armênia                  | Erevã                    | Republics of the Soviet Union  |
| 2                        |                          | Azerbaijão               | Bacu                     | Republics of the Soviet Union  |
| 3                        |                          | Bielorrússia             | Minsque                  | Republics of the Soviet Union  |
| 4                        |                          | Estônia                  | Talim                    | Republics of the Soviet Union  |
| 5                        |                          | Geórgia                  | Tiblíssi                 | Republics of the Soviet Union  |
| 6                        |                          | Cazaquistão              | Astana                   | Republics of the Soviet Union  |
| 7                        |                          | Quirguistão              | Bisqueque                | Republics of the Soviet Union  |
| 8                        |                          | Letônia                  | Riga                     | Republics of the Soviet Union  |
| 9                        |                          | Lituânia                 | Vilnius                  | Republics of the Soviet Union  |
| 10                       |                          | Moldávia                 | Quixinau                 | Republics of the Soviet Union  |
| 11                       |                          | Rússia                   | Moscou                   | Republics of the Soviet Union  |
| 12                       |                          | Tajiquistão              | Duxambé                  | Republics of the Soviet Union  |
| 13                       |                          | Turcomenistão            | Asgabade                 | Republics of the Soviet Union  |
| 14                       |                          | Ucrânia                  | Kiev                     | Republics of the Soviet Union  |
| 15                       |                          | Uzbequistão              | Tasquente                | Republics of the Soviet Union  |